# Bunuri mobile din domeniul numismatică clasate în patrimoniul cultural național al României aflate în județul Cluj
Acestă listă conține bunurile mobile din domeniul numismatică clasate în Patrimoniul cultural național al României aflate la momentul clasării în județul Cluj.

## Tezaur
| Foto | Informații generale   | Detalii tehnice | Descriere | Deținător                                        | Legături |
| ---- | --------------------- | --- | --- | ------------------------------------------------ | -------- |
|      | Denar republican      | Datare: 101 a.Chr. Școală: Neidentificat Descoperit: jud. Jud. HUNEDOARA, com. Com. Boșorod, Luncani Material: Argint     | Descriere avers: Roma cu cască, cap dr. Descriere revers: Iupiter în quadrigă, ține hățul, mănuchiul de fulger și sceptru Legendă revers: L SENTI C F | Muzeul Național de Istorie a Transilvaniei, Cluj | Cimec    |
|      | Denar republican      | Datare: 101 a.Chr. Școală: Neidentificat Descoperit: jud. Jud. HUNEDOARA, com. Com. Boșorod, Luncani Material: Argint     | Descriere avers: Roma cu cască, cap dr. Descriere revers: Triumfator în quadrigă, șine ramură de lauri și vergea, lângă cai un călăreț ține ramură de lauri Descriere exergă: C FVNDAN Legendă revers: Q | Muzeul Național de Istorie a Transilvaniei, Cluj | Cimec    |
|      | Denar republican      | Datare: 100 a.Chr. Școală: Neidentificat Descoperit: jud. Jud. HUNEDOARA, com. Com. Boșorod, Luncani Material: Argint     | Descriere avers: Bustul lui Minerva, dr., poartă cască corintică și aegis Descriere revers: Victoria în bigă, dr., ține ramură de palmier și hățul Descriere exergă: P SERVILI M F Legendă revers: P | Muzeul Național de Istorie a Transilvaniei, Cluj | Cimec    |
|      | Denar republican      | Datare: 100 a.Chr. Școală: Neidentificat Descoperit: jud. Jud. HUNEDOARA, com. Com. Boșorod, Luncani Material: Argint     | Descriere avers: Bustul lui Minerva, dr., poartă cască corintică și aegis Descriere revers: Victoria în bigă, dr., ține ramură de palmier și hățul Descriere exergă: P SERVILI M F Legendă revers: P | Muzeul Național de Istorie a Transilvaniei, Cluj | Cimec    |
|      | Denar republican      | Datare: 100 a.Chr. Școală: Neidentificat Descoperit: jud. Jud. HUNEDOARA, com. Com. Boșorod, Luncani Material: Argint     | Descriere avers: Bustul lui Minerva, dr., poartă cască corintică și aegis Descriere revers: Victoria în bigă, dr., ține ramură de palmier și hățul Descriere exergă: P SERVILI M F Legendă revers: P | Muzeul Național de Istorie a Transilvaniei, Cluj | Cimec    |
|      | Denar republican      | Datare: 100 a.Chr. Școală: Neidentificat Descoperit: jud. Jud. HUNEDOARA, com. Com. Boșorod, Luncani Material: Argint     | Descriere avers: Bustul lui Hercules din spate, capul spre dr., măciucă deasupra umărului stâng, în dreapta scut Descriere revers: Roma stând frontal, ține lance, în dreapta figură care o încoronează, ține cornucopie în mâna st. Descriere exergă: LENT CVR F | Muzeul Național de Istorie a Transilvaniei, Cluj | Cimec    |
|      | Denar republican      | Datare: 96 a.Chr. Școală: Neidentificat Descoperit: jud. Jud. HUNEDOARA, com. Com. BOȘOROD, LUNCANI Material: Argint      | Descriere avers: Cap laureat al lui Apollo Descriere revers: Roma stă st. e încoronat de Victoria | Muzeul Național de Istorie a Transilvaniei, Cluj | Cimec    |
|      | Denar republican      | Datare: 96 a.Chr. Școală: Neidentificat Descoperit: jud. Jud. HUNEDOARA, com. Com. Boșorod, Luncani Material: Argint      | Descriere avers: Cap laureat a lui Apollo, dr. Descriere revers: Roma stă stânga pe o grămadă de scuturi, ține sabie și lance, este încoronată de Victoria care stă în spate Descriere exergă: ROMA Legendă revers: C MALL | Muzeul Național de Istorie a Transilvaniei, Cluj | Cimec    |
|      | Denar republican      | Datare: 92 a.Chr. Școală: Neidentificat Descoperit: jud. Jud. HUNEDOARA, com. Com. Boșorod, Luncani Material: Argint      | Descriere avers: Cap feminin dr., porată diademă Descriere revers: Diana în bigă de cerbi, dr., ține sceptrul și hățul, torță în mâna dr., dedesubt un cosaș Descriere exergă: C ALLI | Muzeul Național de Istorie a Transilvaniei, Cluj | Cimec    |
|      | Denar republican      | Datare: 92 a.Chr. Școală: Neidentificat Descoperit: jud. Jud. HUNEDOARA, com. Com. Boșorod, Luncani Material: Argint      | Descriere avers: Cap feminin dr., porată diademă Descriere revers: Diana în bigă de cerbi, dr., ține sceptrul și hățul, torță în mâna dr., dedesubt un cosaș Descriere exergă: C ALLI | Muzeul Național de Istorie a Transilvaniei, Cluj | Cimec    |
|      | Denar republican      | Datare: 91 a.Chr. Școală: Neidentificat Descoperit: jud. Jud. HUNEDOARA, com. Com. Boșorod, Luncani Material: Argint      | Descriere avers: Masca înbărberită a lui Silenus, dr. Descriere revers: Victoria în bigă, dr., ține hățul, biciul și ramură de palmier Descriere exergă: D SILANVS L F Legendă revers: ROMA | Muzeul Național de Istorie a Transilvaniei, Cluj | Cimec    |
|      | Denar republican      | Datare: 91 a.Chr. Școală: Neidentificat Descoperit: jud. Jud. HUNEDOARA, com. Com. Boșorod, Luncani Material: Argint      | Descriere avers: Roma cu cască, cap dr. Descriere revers: Victoria în bigă, dr, ține hățul cu ambele mâini Descriere exergă: D SILANVS D F /ROMA | Muzeul Național de Istorie a Transilvaniei, Cluj | Cimec    |
|      | Denar republican      | Datare: 91 a.Chr. Școală: Neidentificat Descoperit: jud. Jud. HUNEDOARA, com. Com. Boșorod, Luncani Material: Argint      | Descriere avers: Roma cu cască, cap dr. Descriere revers: Victoria în bigă, dr, ține hățul cu ambele mâini Descriere exergă: D SILANVS D F /ROMA | Muzeul Național de Istorie a Transilvaniei, Cluj | Cimec    |
|      | Denar republican      | Datare: 91 a.Chr. Școală: Neidentificat Descoperit: jud. Jud. HUNEDOARA, com. Com. Boșorod, Luncani Material: Argint      | Descriere avers: Roma cu cască, cap dr. Descriere revers: Victoria în bigă, dr, ține hățul cu ambele mâini Descriere exergă: D SILANVS D F /ROMA | Muzeul Național de Istorie a Transilvaniei, Cluj | Cimec    |
|      | Denar republican      | Datare: 91 a.Chr. Școală: Neidentificat Descoperit: jud. Jud. HUNEDOARA, com. Com. Boșorod, Luncani Material: Argint      | Descriere avers: Roma cu cască, cap dr. Descriere revers: Victoria în bigă, dr, ține hățul cu ambele mâini Descriere exergă: D SILANVS D F /ROMA | Muzeul Național de Istorie a Transilvaniei, Cluj | Cimec    |
|      | Denar republican      | Datare: 90 a. Chr. Școală: Neidentificat Descoperit: jud. Jud. HUNEDOARA, com. Com. Boșorod, Luncani Material: Argint     | Descriere avers: Cap laureat a lui Apolo Descriere revers: Călăreț cu ramură de palmier și făclie Legendă revers: L PISO FRVGI | Muzeul Național de Istorie a Transilvaniei, Cluj | Cimec    |
|      | Denar republican      | Datare: 90 a. Chr. Școală: Neidentificat Descoperit: jud. Jud. HUNEDOARA, com. Com. Boșorod, Luncani Material: Argint     | Descriere avers: Cap laureat a lui Apolo Descriere revers: Călăreț cu ramură de palmier și făclie Legendă revers: L PISO FRVGI | Muzeul Național de Istorie a Transilvaniei, Cluj | Cimec    |
|      | Denar republican      | Datare: 90 a. Chr. Școală: Neidentificat Descoperit: jud. Jud. HUNEDOARA, com. Com. Boșorod, Luncani Material: Argint     | Descriere avers: Cap laureat a lui Apolo Descriere revers: Călăreț cu ramură de palmier și făclie Legendă revers: L PISO FRVGI | Muzeul Național de Istorie a Transilvaniei, Cluj | Cimec    |
|      | Denar republican      | Datare: 90 a. Chr. Școală: Neidentificat Descoperit: jud. Jud. HUNEDOARA, com. Com. Boșorod, Luncani Material: Argint     | Descriere avers: Cap laureat a lui Apolo Descriere revers: Călăreț cu ramură de palmier | Muzeul Național de Istorie a Transilvaniei, Cluj | Cimec    |
|      | Denar republican      | Datare: 90 a. Chr. Școală: Neidentificat Descoperit: jud. Jud. HUNEDOARA, com. Com. Boșorod, Luncani Material: Argint     | Descriere avers: Cap laureat a lui Apolo Descriere revers: Călăreț cu ramură de palmier și făclie Legendă revers: L PISO FRVGI | Muzeul Național de Istorie a Transilvaniei, Cluj | Cimec    |
|      | Denar republican      | Datare: 90 a. Chr. Școală: Neidentificat Descoperit: jud. Jud. HUNEDOARA, com. Com. Boșorod, Luncani Material: Argint     | Descriere avers: Cap laureat a lui Apolo Descriere revers: Călăreț cu ramură de palmier și făclie Legendă revers: L PISO FRVGI | Muzeul Național de Istorie a Transilvaniei, Cluj | Cimec    |
|      | Denar republican      | Datare: 90 a. Chr. Școală: Neidentificat Descoperit: jud. Jud. HUNEDOARA, com. Com. Boșorod, Luncani Material: Argint     | Descriere avers: Cap laureat a lui Apolo Descriere revers: Călăreț cu ramură de palmier și făclie Legendă revers: L PISO FRVGI | Muzeul Național de Istorie a Transilvaniei, Cluj | Cimec    |
|      | Denar republican      | Datare: 90 a. Chr. Școală: Neidentificat Descoperit: jud. Jud. HUNEDOARA, com. Com. Boșorod, Luncani Material: Argint     | Descriere avers: Cap laureat a lui Apolo Descriere revers: Călăreț cu ramură de palmier și făclie Legendă revers: L PISO FRVGI | Muzeul Național de Istorie a Transilvaniei, Cluj | Cimec    |
|      | Denar republican      | Datare: 90 a. Chr. Școală: Neidentificat Descoperit: jud. Jud. HUNEDOARA, com. Com. Boșorod, Luncani Material: Argint     | Descriere avers: Cap laureat a lui Apolo Descriere revers: Călăreț cu ramură de palmier și făclie Legendă revers: L PISO FRVGI | Muzeul Național de Istorie a Transilvaniei, Cluj | Cimec    |
|      | Denar republican      | Datare: 90 a. Chr. Școală: Neidentificat Descoperit: jud. Jud. HUNEDOARA, com. Com. Boșorod, Luncani Material: Argint     | Descriere avers: Cap bărbos dr, poartă diademă înaripată Descriere revers: Pegasus dr. Descriere exergă: Q. TITI | Muzeul Național de Istorie a Transilvaniei, Cluj | Cimec    |
|      | Denar republican      | Datare: 90 a. Chr. Școală: Neidentificat Descoperit: jud. Jud. HUNEDOARA, com. Com. Boșorod, Luncani Material: Argint     | Descriere avers: Cap bărbos dr, poartă diademă înaripată Descriere revers: Pegasus dr. Descriere exergă: Q. TITI | Muzeul Național de Istorie a Transilvaniei, Cluj | Cimec    |
|      | Denar republican      | Datare: 90 a. Chr. Școală: Neidentificat Descoperit: jud. Jud. HUNEDOARA, com. Com. Boșorod, Luncani Material: Argint     | Descriere avers: Cap bărbos dr, poartă diademă înaripată Descriere revers: Pegasus dr. Descriere exergă: Q. TITI | Muzeul Național de Istorie a Transilvaniei, Cluj | Cimec    |
|      | Denar republican      | Datare: 90 a. Chr. Școală: Neidentificat Descoperit: jud. Jud. HUNEDOARA, com. Com. Boșorod, Luncani Material: Argint     | Descriere avers: Cap bărbos dr, poartă diademă înaripată Descriere revers: Pegasus dr. Descriere exergă: Q. TITI | Muzeul Național de Istorie a Transilvaniei, Cluj | Cimec    |
|      | Denar republican      | Datare: 90 a. Chr. Școală: Neidentificat Descoperit: jud. Jud. HUNEDOARA, com. Com. Boșorod, Luncani Material: Argint     | Descriere avers: Cap bărbos dr, poartă diademă înaripată Descriere revers: Pegasus dr. Descriere exergă: Q. TITI | Muzeul Național de Istorie a Transilvaniei, Cluj | Cimec    |
|      | Denar republican      | Datare: 90 a. Chr. Școală: Neidentificat Descoperit: jud. Jud. HUNEDOARA, com. Com. Boșorod, Luncani Material: Argint     | Descriere avers: Cap bărbos dr, poartă diademă înaripată Descriere revers: Pegasus dr. Descriere exergă: Q. TITI | Muzeul Național de Istorie a Transilvaniei, Cluj | Cimec    |
|      | Denar republican      | Datare: 90 a. Chr. Școală: Neidentificat Descoperit: jud. Jud. HUNEDOARA, com. Com. Boșorod, Luncani Material: Argint     | Descriere avers: Cap bărbos dr, poartă diademă înaripată Descriere revers: Pegasus dr. Descriere exergă: Q. TITI | Muzeul Național de Istorie a Transilvaniei, Cluj | Cimec    |
|      | Denar republican      | Datare: 90 a. Chr. Școală: Neidentificat Descoperit: jud. Jud. HUNEDOARA, com. Com. Boșorod, Luncani Material: Argint     | Descriere avers: Cap bărbos dr, poartă diademă înaripată Descriere revers: Pegasus dr. Descriere exergă: Q. TITI | Muzeul Național de Istorie a Transilvaniei, Cluj | Cimec    |
|      | Denar republican      | Datare: 90 a. Chr. Școală: Neidentificat Descoperit: jud. Jud. HUNEDOARA, com. Com. Boșorod, Luncani Material: Argint     | Descriere avers: Cap bărbos dr, poartă diademă înaripată Descriere revers: Pegasus dr. Descriere exergă: Q. TITI | Muzeul Național de Istorie a Transilvaniei, Cluj | Cimec    |
|      | Denar republican      | Datare: 90 a. Chr. Școală: Neidentificat Descoperit: jud. Jud. HUNEDOARA, com. Com. Boșorod, Luncani Material: Argint     | Descriere avers: Cap bărbos poartă diademă înaripată Descriere revers: Pegasus dr. Descriere exergă: Q. TITI | Muzeul Național de Istorie a Transilvaniei, Cluj | Cimec    |
|      | Denar republican      | Datare: 90 a. Chr. Școală: Neidentificat Descoperit: jud. Jud. HUNEDOARA, com. Com. Boșorod, Luncani Material: Argint     | Descriere avers: Capul lui Liber cu coroană Descriere revers: Pegasus dr. Descriere exergă: Q. TITI | Muzeul Național de Istorie a Transilvaniei, Cluj | Cimec    |
|      | Denar republican      | Datare: 90 a. Chr. Școală: Neidentificat Descoperit: jud. Jud. HUNEDOARA, com. Com. Boșorod, Luncani Material: Argint     | Descriere avers: Capul lui Liber cu coroană Descriere revers: Pegasus dr. Descriere exergă: Q. TITI | Muzeul Național de Istorie a Transilvaniei, Cluj | Cimec    |
|      | Denar republican      | Datare: 90 a. Chr. Școală: Neidentificat Descoperit: jud. Jud. HUNEDOARA, com. Com. Boșorod, Luncani Material: Argint     | Descriere avers: Capul lui Liber cu coroană Descriere revers: Pegasus dr. Legendă revers: Q.TITI | Muzeul Național de Istorie a Transilvaniei, Cluj | Cimec    |
|      | Denar republican      | Datare: 90 a. Chr. Școală: Neidentificat Descoperit: jud. Jud. HUNEDOARA, com. Com. Boșorod, Luncani Material: Argint     | Descriere avers: Cap laureat a lui Apolo dr. Descriere revers: Ceres mergând dr, ține făclie în ambele mâini, în față porc Legendă revers: C VIBIVS C F | Muzeul Național de Istorie a Transilvaniei, Cluj | Cimec    |
|      | Denar republican      | Datare: 90 a. Chr. Școală: Neidentificat Descoperit: jud. Jud. HUNEDOARA, com. Com. Boșorod, Luncani Material: Argint     | Descriere avers: Cap laureat a lui Apolo dr. Descriere revers: Minerva în quadriga încoronată de Victoria zburătoare, ține hățul și trofee Legendă revers: C VIBIVS C F | Muzeul Național de Istorie a Transilvaniei, Cluj | Cimec    |
|      | Denar republican      | Datare: 90 a. Chr. Școală: Neidentificat Descoperit: jud. Jud. HUNEDOARA, com. Com. Boșorod, Luncani Material: Argint     | Descriere avers: Cap laureat a lui Apolo dr. Descriere revers: Minerva în quadriga încoronată de Victoria zburătoare, ține hățul și trofee Legendă revers: C VIBIVS C F | Muzeul Național de Istorie a Transilvaniei, Cluj | Cimec    |
|      | Denar republican      | Datare: 90 a. Chr. Școală: Neidentificat Descoperit: jud. Jud. HUNEDOARA, com. Com. Boșorod, Luncani Material: Argint     | Descriere avers: Cap laureat a lui Apolo dr. Descriere revers: Minerva în quadriga, deasupra Victoria zburătoare, ține hățul și biciul Legendă revers: C VIBIVS C F | Muzeul Național de Istorie a Transilvaniei, Cluj | Cimec    |
|      | Denar republican      | Datare: 90 a. Chr. Școală: Neidentificat Descoperit: jud. Jud. HUNEDOARA, com. Com. Boșorod, Luncani Material: Argint     | Descriere avers: Cap laureat a lui Apolo dr. Descriere revers: Minerva în quadriga, deasupra Victoria zburătoare, ține hățul și biciul Legendă revers: C VIBIVS C F | Muzeul Național de Istorie a Transilvaniei, Cluj | Cimec    |
|      | Denar republican      | Datare: 90 a. Chr. Școală: Neidentificat Descoperit: jud. Jud. HUNEDOARA, com. Com. Boșorod, Luncani Material: Argint     | Descriere avers: Cap laureat a lui Apolo dr. Descriere revers: Minerva în quadriga ține hățul și trofee Legendă revers: C VIBIVS C F | Muzeul Național de Istorie a Transilvaniei, Cluj | Cimec    |
|      | Denar republican      | Datare: 90 a. Chr. Școală: Neidentificat Descoperit: jud. Jud. HUNEDOARA, com. Com. Boșorod, Luncani Material: Argint     | Descriere avers: Cap laureat a lui Apolo dr. Descriere revers: Minerva în quadriga ține hățul și trofee Legendă revers: C VIBIVS C F | Muzeul Național de Istorie a Transilvaniei, Cluj | Cimec    |
|      | Denar republican      | Datare: 90 a. Chr. Școală: Neidentificat Descoperit: jud. Jud. HUNEDOARA, com. Com. Boșorod, Luncani Material: Argint     | Descriere avers: Cap laureat a lui Apolo dr. Descriere revers: Minerva în quadriga ține hățul și trofee Legendă revers: C VIBIVS C F | Muzeul Național de Istorie a Transilvaniei, Cluj | Cimec    |
|      | Denar republican      | Datare: 90 a. Chr. Școală: Neidentificat Descoperit: jud. Jud. HUNEDOARA, com. Com. Boșorod, Luncani Material: Argint     | Descriere avers: Cap laureat a lui Apolo dr. Descriere revers: Minerva în quadriga ține hățul și trofee Legendă revers: C VIBIVS C F | Muzeul Național de Istorie a Transilvaniei, Cluj | Cimec    |
|      | Denar republican      | Datare: 90 a. Chr. Școală: Neidentificat Descoperit: jud. Jud. HUNEDOARA, com. Com. Boșorod, Luncani Material: Argint     | Descriere avers: Cap laureat a lui Apolo dr. Descriere revers: Minerva în quadriga ține hățul și trofee Legendă revers: C VIBIVS C F | Muzeul Național de Istorie a Transilvaniei, Cluj | Cimec    |
|      | Denar republican      | Datare: 90 a. Chr. Școală: Neidentificat Descoperit: jud. Jud. HUNEDOARA, com. Com. Boșorod, Luncani Material: Argint     | Descriere avers: Cap laureat a lui Apolo dr. Descriere revers: Minerva în quadriga ține hățul și trofee Legendă revers: C VIBIVS C F | Muzeul Național de Istorie a Transilvaniei, Cluj | Cimec    |
|      | Denar republican      | Datare: 90 a. Chr. Școală: Neidentificat Descoperit: jud. Jud. HUNEDOARA, com. Com. Boșorod, Luncani Material: Argint     | Descriere avers: Cap laureat a lui Apolo dr. Descriere revers: Minerva în quadriga ține hățul și trofee Legendă revers: C VIBIVS C F | Muzeul Național de Istorie a Transilvaniei, Cluj | Cimec    |
|      | Denar republican      | Datare: 90 a. Chr. Școală: Neidentificat Descoperit: jud. Jud. HUNEDOARA, com. Com. Boșorod, Luncani Material: Argint     | Descriere avers: Cap laureat a lui Apolo dr. Descriere revers: Minerva în quadriga ține hățul și trofee Legendă revers: C VIBIVS C F | Muzeul Național de Istorie a Transilvaniei, Cluj | Cimec    |
|      | Denar republican      | Datare: 109/108 a.Chr. Școală: Neidentificat Descoperit: jud. Jud. HUNEDOARA, com. Com. Boșorod, Luncani Material: Argint | Descriere avers: Roma cu cască, cap dreapta Descriere revers: L FLAMINI Descriere exergă: CILO Legendă revers: Victoria în bigă, ține coroană și hățul | Muzeul Național de Istorie a Transilvaniei, Cluj | Cimec    |
|      | Denar republican      | Datare: 109/108 a.Chr. Școală: Neidentificat Descoperit: jud. Jud. HUNEDOARA, com. Com. BOȘOROD, LUNCANI Material: Argint | Descriere avers: Roma cu cască, cap dreapta Descriere revers: L FLAMINI Descriere exergă: CILO Legendă revers: Victoria în bigă, ține coroană și hățul | Muzeul Național de Istorie a Transilvaniei, Cluj | Cimec    |
|      | Denar republican      | Datare: 109/108 a.Chr. Școală: Neidentificat Descoperit: jud. Jud. HUNEDOARA, com. Com. Boșorod, Luncani Material: Argint | Descriere avers: Roma cu cască, cap dreapta Descriere revers: L FLAMINI Descriere exergă: CILO Legendă revers: Victoria în bigă, ține coroană și hățul | Muzeul Național de Istorie a Transilvaniei, Cluj | Cimec    |
|      | Denar republican      | Datare: 109/108 a.Chr. Școală: Neidentificat Descoperit: jud. Jud. HUNEDOARA, com. Com. Boșorod, Luncani Material: Argint | Descriere avers: Roma cu cască, cap dreapta Descriere revers: L FLAMINI Descriere exergă: CILO Legendă revers: Victoria în bigă, ține coroană și hățul | Muzeul Național de Istorie a Transilvaniei, Cluj | Cimec    |
|      | Denar republican      | Datare: 109/108 a.Chr. Școală: Neidentificat Descoperit: jud. Jud. HUNEDOARA, com. Com. Boșorod, Luncani Material: Argint | Descriere avers: Roma cu cască, cap dreapta Descriere revers: L FLAMINI Descriere exergă: CILO Legendă revers: Victoria în bigă, ține coroană și hățul | Muzeul Național de Istorie a Transilvaniei, Cluj | Cimec    |
|      | Denar republican      | Datare: 109/108 a.Chr. Școală: Neidentificat Descoperit: jud. Jud. HUNEDOARA, com. Com. Boșorod, Luncani Material: Argint | Descriere avers: Roma cu cască, cap dreapta Descriere revers: L FLAMINI Descriere exergă: CILO Legendă revers: Victoria în bigă, ține coroană și hățul | Muzeul Național de Istorie a Transilvaniei, Cluj | Cimec    |
|      | Denar republican      | Datare: 109/108 a.Chr. Școală: Neidentificat Descoperit: jud. Jud. HUNEDOARA, com. Com. Boșorod, Luncani Material: Argint | Descriere avers: Roma cu cască, cap dreapta Descriere revers: L FLAMINI Descriere exergă: CILO Legendă revers: Victoria în bigă, ține coroană și hățul | Muzeul Național de Istorie a Transilvaniei, Cluj | Cimec    |
|      | Denar republican      | Datare: 109/108 a.Chr. Școală: Neidentificat Descoperit: jud. Jud. HUNEDOARA, com. Com. Boșorod, Luncani Material: Argint | Descriere avers: Roma cu cască, cap dreapta Descriere revers: L FLAMINI Descriere exergă: CILO Legendă revers: Victoria în bigă, ține coroană și hățul | Muzeul Național de Istorie a Transilvaniei, Cluj | Cimec    |
|      | Denar republican      | Datare: 109/108 a.Chr. Școală: Neidentificat Descoperit: jud. Jud. HUNEDOARA, com. Com. Boșorod, Luncani Material: Argint | Descriere avers: Cap tânăr cu coroană, spre dreapta Descriere revers: Dioscurii stând față în față, între cele două cai Descriere exergă: L MEMMI | Muzeul Național de Istorie a Transilvaniei, Cluj | Cimec    |
|      | Denar republican      | Datare: 109/108 a.Chr. Școală: Neidentificat Descoperit: jud. Jud. HUNEDOARA, com. Com. Boșorod, Luncani Material: Argint | Descriere avers: Roma cu cască, cap dreapta Descriere revers: Q LVTATI Legendă revers: Navă spre dr., în jur coroană de lauri | Muzeul Național de Istorie a Transilvaniei, Cluj | Cimec    |
|      | Denar republican      | Datare: 108/107 a.Chr. Școală: Neidentificat Descoperit: jud. Jud. HUNEDOARA, com. Com. Boșorod, Luncani Material: Argint | Descriere avers: Bustul victoriei, dr. Descriere revers: Mars mergând spre dr., ține lance în mâna dr., trofeu peste umărul stâng, în fașă apex, în spate spice Legendă revers: L VALERI FLACCI | Muzeul Național de Istorie a Transilvaniei, Cluj | Cimec    |
|      | Denar republican      | Datare: 108/107 a.Chr. Școală: Neidentificat Descoperit: jud. Jud. HUNEDOARA, com. Com. Boșorod, Luncani Material: Argint | Descriere avers: Bustul victoriei, dr. Descriere revers: Mars mergând spre dr., ține lance în mâna dr., trofeu peste umărul stâng, în fașă apex, în spate spice Legendă revers: L VALERI FLACCI | Muzeul Național de Istorie a Transilvaniei, Cluj | Cimec    |
|      | Denar republican      | Datare: 108/107 a.Chr. Școală: Neidentificat Descoperit: jud. Jud. HUNEDOARA, com. Com. Boșorod, Luncani Material: Argint | Descriere avers: Capul lui Pietas, poartă diademă Descriere revers: Unul dintre frații Cataneani, alergă dr. cu tata pe umeri Legendă revers: M HERENNI | Muzeul Național de Istorie a Transilvaniei, Cluj | Cimec    |
|      | Denar republican      | Datare: 108/107 a.Chr. Școală: Neidentificat Descoperit: jud. Jud. HUNEDOARA, com. Com. Boșorod, Luncani Material: Argint | Descriere avers: Capul lui Pietas, poartă diademă Descriere revers: Unul dintre frații Cataneani, alergă dr. cu tata pe umeri Legendă revers: M HERENNI | Muzeul Național de Istorie a Transilvaniei, Cluj | Cimec    |
|      | Denar republican      | Datare: 108/107 a.Chr. Școală: Neidentificat Descoperit: jud. Jud. HUNEDOARA, com. Com. Boșorod, Luncani Material: Argint | Descriere avers: Capul lui Pietas, poartă diademă Descriere revers: Unul dintre frații Cataneani, alergă dr. cu tata pe umeri Legendă revers: M HERENNI | Muzeul Național de Istorie a Transilvaniei, Cluj | Cimec    |
|      | Denar republican      | Datare: 108/107 a.Chr. Școală: Neidentificat Descoperit: jud. Jud. HUNEDOARA, com. Com. Boșorod, Luncani Material: Argint | Descriere avers: Capul lui Pietas, poartă diademă Descriere revers: Unul dintre frații Cataneani, alergă dr. cu tata pe umeri Legendă revers: M HERENNI | Muzeul Național de Istorie a Transilvaniei, Cluj | Cimec    |
|      | Denar republican      | Datare: 106 a.Chr. Școală: Neidentificat Descoperit: jud. Jud. HUNEDOARA, com. Com. Boșorod, Luncani Material: Argint     | Descriere avers: Cap laureat a lui Iupiter, st. Descriere revers: Iupiter în quadrigă, ține sceptrul și hățul, aruncă mănuchiul de fulger cu mâna dr. Descriere exergă: L SCIP ASIAG | Muzeul Național de Istorie a Transilvaniei, Cluj | Cimec    |
|      | Denar republican      | Datare: 106 a.Chr. Școală: Neidentificat Descoperit: jud. Jud. HUNEDOARA, com. Com. Boșorod, Luncani Material: Argint     | Descriere avers: Cap laureat a lui Iupiter, st. Descriere revers: Iupiter în quadrigă, ține sceptrul și hățul, aruncă mănuchiul de fulger cu mâna dr. Descriere exergă: L SCIP ASIAG | Muzeul Național de Istorie a Transilvaniei, Cluj | Cimec    |
|      | Denar republican      | Datare: 106 a.Chr. Școală: Neidentificat Descoperit: jud. Jud. HUNEDOARA, com. Com. Boșorod, Luncani Material: Argint     | Descriere avers: Cap laureat al zeilor Penates, st. Descriere revers: Două figuri masculine stând frontal, fiecare ține lance, cu mâna dr. arată pe scroafa întinsă între ei Legendă revers: C SVLPICI C F | Muzeul Național de Istorie a Transilvaniei, Cluj | Cimec    |
|      | Denar republican      | Datare: 106 a.Chr. Școală: Neidentificat Descoperit: jud. Jud. HUNEDOARA, com. Com. Boșorod, Luncani Material: Argint     | Descriere avers: Cap laureat al lui Saturn, st. Descriere revers: Venus în bigă, dr, deasupra zboară Cupid cu coroană Descriere exergă: L MEMMI GAL | Muzeul Național de Istorie a Transilvaniei, Cluj | Cimec    |
|      | Denar republican      | Datare: 105 a.Chr. Școală: Neidentificat Descoperit: jud. Jud. HUNEDOARA, com. Com. Boșorod, Luncani Material: Argint     | Descriere avers: Bustul lui Vulcan cu bonetă și coroană, dr., clește deasupra umeriilor Descriere revers: Vulture pe mănuchiul de fulger, în jur coroană de lauri Legendă revers: L COT | Muzeul Național de Istorie a Transilvaniei, Cluj | Cimec    |
|      | Denar republican      | Datare: 105 a.Chr. Școală: Neidentificat Descoperit: jud. Jud. HUNEDOARA, com. Com. Boșorod, Luncani Material: Argint     | Descriere avers: Capul lui Iunos Sospita, dr., poartă piele de capră Descriere revers: Taur sărind spre dr. Legendă revers: L THORIUS BALBUS | Muzeul Național de Istorie a Transilvaniei, Cluj | Cimec    |
|      | Denar republican      | Datare: 105 a.Chr. Școală: Neidentificat Descoperit: jud. Jud. HUNEDOARA, com. Com. Boșorod, Luncani Material: Argint     | Descriere avers: Capul lui Iunos Sospita, dr., poartă piele de capră Descriere revers: Taur sărind spre dr. Legendă revers: L THORIUS BALBUS | Muzeul Național de Istorie a Transilvaniei, Cluj | Cimec    |
|      | Denar republican      | Datare: 105 a.Chr. Școală: Neidentificat Descoperit: jud. Jud. HUNEDOARA, com. Com. Boșorod, Luncani Material: Argint     | Descriere avers: Capul lui Iunos Sospita, dr., poartă piele de capră Descriere revers: Taur sărind spre dr. Legendă revers: L THORIUS BALBUS | Muzeul Național de Istorie a Transilvaniei, Cluj | Cimec    |
|      | Denar republican      | Datare: 105 a.Chr. Școală: Neidentificat Descoperit: jud. Jud. HUNEDOARA, com. Com. Boșorod, Luncani Material: Argint     | Descriere avers: Capul lui Iunos Sospita, dr., poartă piele de capră Descriere revers: Taur sărind spre dr. Legendă revers: L THORIUS BALBUS | Muzeul Național de Istorie a Transilvaniei, Cluj | Cimec    |
|      | Denar republican      | Datare: 104 a.Chr. Școală: Neidentificat Descoperit: jud. Jud. HUNEDOARA, com. Com. Boșorod, Luncani Material: Argint     | Descriere avers: Roma cu cască, cap st. Descriere revers: Roma cu cască, cap st. Legendă revers: L SAT | Muzeul Național de Istorie a Transilvaniei, Cluj | Cimec    |
|      | Denar republican      | Datare: 104 a.Chr. Școală: Neidentificat Descoperit: jud. Jud. HUNEDOARA, com. Com. Boșorod, Luncani Material: Argint     | Descriere avers: Roma cu cască, cap st. Descriere revers: Saturn în quadriga, ține hățul Legendă revers: L SATVRN | Muzeul Național de Istorie a Transilvaniei, Cluj | Cimec    |
|      | Denar republican      | Datare: 104 a.Chr. Școală: Neidentificat Descoperit: jud. Jud. HUNEDOARA, com. Com. Boșorod, Luncani Material: Argint     | Descriere avers: Roma cu cască, cap st. Descriere revers: Saturn în quadriga, ține hățul Legendă revers: L SATVRN | Muzeul Național de Istorie a Transilvaniei, Cluj | Cimec    |
|      | Denar republican      | Datare: 104 a.Chr. Școală: Neidentificat Descoperit: jud. Jud. HUNEDOARA, com. Com. Boșorod, Luncani Material: Argint     | Descriere avers: Roma cu cască, cap st. Descriere revers: Saturn în quadriga, ține hățul Legendă revers: L SATVRN | Muzeul Național de Istorie a Transilvaniei, Cluj | Cimec    |
|      | Denar republican      | Datare: 104 a.Chr. Școală: Neidentificat Descoperit: jud. Jud. HUNEDOARA, com. Com. Boșorod, Luncani Material: Argint     | Descriere avers: Roma cu cască, cap st. Descriere revers: Saturn în quadriga, ține hățul Legendă revers: L SATVRN | Muzeul Național de Istorie a Transilvaniei, Cluj | Cimec    |
|      | Denar republican      | Datare: 104 a.Chr. Școală: Neidentificat Descoperit: jud. Jud. HUNEDOARA, com. Com. Boșorod, Luncani Material: Argint     | Descriere avers: Roma cu cască, cap st. Descriere revers: Saturn în quadriga, ține hățul Legendă revers: L SATVRN | Muzeul Național de Istorie a Transilvaniei, Cluj | Cimec    |
|      | Denar republican      | Datare: 104 a.Chr. Școală: Neidentificat Descoperit: jud. Jud. HUNEDOARA, com. Com. Boșorod, Luncani Material: Argint     | Descriere avers: Roma cu cască, cap st. Descriere revers: Saturn în quadriga, ține hățul Legendă revers: L SATVRN | Muzeul Național de Istorie a Transilvaniei, Cluj | Cimec    |
|      | Denar republican      | Datare: 103 a.Chr. Școală: Neidentificat Descoperit: jud. Jud. HUNEDOARA, com., Luncani Material: Argint                  | Descriere avers: Roma cu cască, cap dr. Descriere revers: Victoria în bigă, dr., ține hățul Descriere exergă: CALD Legendă revers: C COIL | Muzeul Național de Istorie a Transilvaniei, Cluj | Cimec    |
|      | Denar republican      | Datare: 103 a.Chr. Școală: Neidentificat Descoperit: jud. Jud. HUNEDOARA, com. Com. Boșorod, Luncani Material: Argint     | Descriere avers: Roma cu cască, cap dr. Descriere revers: Victoria în bigă, dr., ține hățul Descriere exergă: CALD Legendă revers: C COIL | Muzeul Național de Istorie a Transilvaniei, Cluj | Cimec    |
|      | Denar republican      | Datare: 103 a.Chr. Școală: Neidentificat Descoperit: jud. Jud. HUNEDOARA, com. Com. Boșorod, Luncani Material: Argint     | Descriere avers: Roma cu cască, cap dr. Descriere revers: Victoria în bigă, dr., ține hățul Descriere exergă: CALD Legendă revers: C COIL | Muzeul Național de Istorie a Transilvaniei, Cluj | Cimec    |
|      | Denar republican      | Datare: 103 a.Chr. Școală: Neidentificat Descoperit: jud. Jud. HUNEDOARA, com. Com. Boșorod, Luncani Material: Argint     | Descriere avers: Roma cu cască, cap dr. Descriere revers: Victoria în bigă, dr., ține hățul Descriere exergă: CALD Legendă revers: C COIL | Muzeul Național de Istorie a Transilvaniei, Cluj | Cimec    |
|      | Denar republican      | Datare: 103 a.Chr. Școală: Neidentificat Descoperit: jud. Jud. HUNEDOARA, com. Com. Boșorod, Luncani Material: Argint     | Descriere avers: Capul lui Mars cu cască, dr. Descriere revers: Soldat roman luptă cu unul barbar pentru protejarea camaradului căzut Legendă revers: Q TERM M F | Muzeul Național de Istorie a Transilvaniei, Cluj | Cimec    |
|      | Denar republican      | Datare: 103 a.Chr. Școală: Neidentificat Descoperit: jud. Jud. HUNEDOARA, com. Com. Boșorod, Luncani Material: Argint     | Descriere avers: Capul lui Mars cu cască, dr. Descriere revers: Soldat roman luptă cu unul barbar pentru protejarea camaradului căzut Legendă revers: Q TERM M F | Muzeul Național de Istorie a Transilvaniei, Cluj | Cimec    |
|      | Denar republican      | Datare: 103 a.Chr. Școală: Neidentificat Descoperit: jud. Jud. HUNEDOARA, com. Com. Boșorod, Luncani Material: Argint     | Descriere avers: Capul lui Mars cu cască, dr. Descriere revers: Soldat roman luptă cu unul barbar pentru protejarea camaradului căzut Legendă revers: Q TERM M F | Muzeul Național de Istorie a Transilvaniei, Cluj | Cimec    |
|      | Denar republican      | Datare: 103 a.Chr. Școală: Neidentificat Descoperit: jud. Jud. HUNEDOARA, com. Com. Boșorod, Luncani Material: Argint     | Descriere avers: Capul lui Mars cu cască, dr. Descriere revers: Venus în bigă de amorași, dedesubt liră Descriere exergă: L IVLI L F | Muzeul Național de Istorie a Transilvaniei, Cluj | Cimec    |
|      | Denar republican      | Datare: 103 a.Chr. Școală: Neidentificat Descoperit: jud. Jud. HUNEDOARA, com. Com. Boșorod, Luncani Material: Argint     | Descriere avers: Capul lui Mars cu cască, dr. Descriere revers: Venus în bigă de amorași, dedesubt liră Descriere exergă: L IVLI L F | Muzeul Național de Istorie a Transilvaniei, Cluj | Cimec    |
|      | Denar republican      | Datare: 103 a.Chr. Școală: Neidentificat Descoperit: jud. Jud. HUNEDOARA, com. Com. Boșorod, Luncani Material: Argint     | Descriere avers: Capul lui Mars cu cască, dr. Descriere revers: Venus în bigă de amorași, dedesubt liră Descriere exergă: L IVLI L F | Muzeul Național de Istorie a Transilvaniei, Cluj | Cimec    |
|      | Denar republican      | Datare: 102 a.Chr. Școală: Neidentificat Descoperit: jud. Jud. HUNEDOARA, com. Com. Boșorod, Luncani Material: Argint     | Descriere avers: Bustul lui Cybele, dr., poartă coroană și văl Descriere revers: Victoria în bigă, ține hățul și biciul, dedesubt pasăre Descriere exergă: C FABI C F | Muzeul Național de Istorie a Transilvaniei, Cluj | Cimec    |
|      | Denar republican      | Datare: 102 a.Chr. Școală: Neidentificat Descoperit: jud. Jud. HUNEDOARA, com. Com. Boșorod, Luncani Material: Argint     | Descriere avers: Bustul lui Cybele, dr., poartă coroană și văl Descriere revers: Victoria în bigă, ține hățul și biciul, dedesubt pasăre Descriere exergă: C FABI C F | Muzeul Național de Istorie a Transilvaniei, Cluj | Cimec    |
|      | Denar republican      | Datare: 101 a.Chr. Școală: Neidentificat Descoperit: jud. Jud. HUNEDOARA, com. Com. Boșorod, Luncani Material: Argint     | Descriere avers: Roma cu cască, cap dr. Descriere revers: Victoria în bigă, ține hățul și biciul Legendă revers: M LVCILI RVF | Muzeul Național de Istorie a Transilvaniei, Cluj | Cimec    |
|      | Denar republican      | Datare: 101 a.Chr. Școală: Neidentificat Descoperit: jud. Jud. HUNEDOARA, com. Com. Boșorod, Luncani Material: Argint     | Descriere avers: Roma cu cască, cap dr. Descriere revers: Victoria în bigă, ține hățul și biciul Legendă revers: M LVCILI RVF | Muzeul Național de Istorie a Transilvaniei, Cluj | Cimec    |
|      | Denar republican      | Datare: 101 a.Chr. Școală: Neidentificat Descoperit: jud. Jud. HUNEDOARA, com. Com. Boșorod, Luncani Material: Argint     | Descriere avers: Roma cu cască, cap dr. Descriere revers: Victoria în bigă, ține hățul și biciul Legendă revers: M LVCILI RVF | Muzeul Național de Istorie a Transilvaniei, Cluj | Cimec    |
|      | Denar republican      | Datare: 101 a.Chr. Școală: Neidentificat Descoperit: jud. Jud. HUNEDOARA, com. Com. Boșorod, Luncani Material: Argint     | Descriere avers: Roma cu cască, cap dr. Descriere revers: Victoria în bigă, ține hățul și biciul Legendă revers: M LVCILI RVF | Muzeul Național de Istorie a Transilvaniei, Cluj | Cimec    |
|      | Denar republican      | Datare: 101 a.Chr. Școală: Neidentificat Descoperit: jud. Jud. HUNEDOARA, com. Com. Boșorod, Luncani Material: Argint     | Descriere avers: Roma cu cască, cap dr. Descriere revers: Victoria în bigă, ține hățul și biciul Legendă revers: M LVCILI RVF | Muzeul Național de Istorie a Transilvaniei, Cluj | Cimec    |
|      | Denar republican      | Datare: 101 a.Chr. Școală: Neidentificat Descoperit: jud. Jud. HUNEDOARA, com. Com. Boșorod, Luncani Material: Argint     | Descriere avers: Roma cu cască, cap dr. Descriere revers: Victoria în bigă, ține hățul și biciul Legendă revers: M LVCILI RVF | Muzeul Național de Istorie a Transilvaniei, Cluj | Cimec    |
|      | Denar republican      | Datare: 122 a.Chr. Școală: neidentificat Descoperit: jud. Hunedoara, com. Boșorod, Luncani Material: argint               | Descriere avers: Roma cu cască, cap dreapta Descriere revers: Dioscurii dr. Descriere exergă: ROMA Legendă revers: Q MINV | Muzeul Național de Istorie a Transilvaniei, Cluj | Cimec    |
|      | Denar republican      | Datare: 117/116 a.Chr. Școală: neidentificat Descoperit: jud. Hunedoara, com. Boșorod, Luncani Material: argint           | Descriere avers: Roma cu cască, cap dreapta Descriere revers: Victoria în quadrigă, ține hățul și coroana Legendă revers: M CAL Q MET | Muzeul Național de Istorie a Transilvaniei, Cluj | Cimec    |
|      | Denar republican      | Datare: 118 a. Chr. Școală: neidentificat Descoperit: jud. Hunedoara, com. Boșorod, Luncani Material: argint              | Descriere avers: Roma cu cască, cap dreapta Descriere revers: luptător înbărberit în bigă, ține hăț, carnyx și scut în mâna st., lancea în cea dr. Descriere exergă: L LIC CN DOM Legendă revers: SCAVRI | Muzeul Național de Istorie a Transilvaniei, Cluj | Cimec    |
|      | Denar republican      | Datare: 116/115 a.Chr. Școală: neidentificat Descoperit: jud. Hunedoara, com. Boșorod, Luncani Material: argint           | Descriere avers: Roma cu cască, cap dreapta, bucle pe umărul stâng Descriere revers: Iupiter în quadrigă, ține sceptrul și hățul în mâna st., mănuchiul de fulger în cea dr., dedesubt lituus Descriere exergă: ROMA Legendă revers: M SILA | Muzeul Național de Istorie a Transilvaniei, Cluj | Cimec    |
|      | Denar republican      | Datare: 114/113 a. Chr. Școală: neidentificat Descoperit: jud. Hunedoara, com. Boșorod, Luncani Material: argint          | Descriere avers: Cap feminin laureat, drapat, poartă diademă, dreapta Descriere revers: Trei arcuri printre care stau statui ecvestre Legendă revers: MN AEMILIO/ LEP | Muzeul Național de Istorie a Transilvaniei, Cluj | Cimec    |
|      | Denar republican      | Datare: 116/115 a.Chr. Școală: neidentificat Descoperit: jud. Hunedoara, com. Boșorod, Luncani Material: argint           | Descriere avers: Roma cu cască, cap dreapta Descriere revers: Călăreț stânga, ține sabie și un cap Descriere exergă: SILVS Legendă revers: M SERGI | Muzeul Național de Istorie a Transilvaniei, Cluj | Cimec    |
|      | Denar republican      | Datare: 111/110 a. Chr. Școală: neidentificat Descoperit: jud. Hunedoara, com. Boșorod, Luncani Material: argint          | Descriere avers: Roma cu cască, cap dreapta Descriere revers: Victoria în trigă, dr., ține hățul Descriere exergă: AP CL T MAL Q VR | Muzeul Național de Istorie a Transilvaniei, Cluj | Cimec    |
|      | Denar republican      | Datare: 119 a.Chr. Școală: neidentificat Descoperit: jud. Hunedoara, com. Boșorod, Luncani Material: argint               | Descriere avers: Cap laureat a lui Janus Descriere revers: Roma stă stânga, în mâna stângă ține sceptru, cu cea dreaptă încoronează un trofeu, surmontat pe o cască în formă de cap de mistreț Descriere exergă: PHLI Legendă revers: ROMA | Muzeul Național de Istorie a Transilvaniei, Cluj | Cimec    |
|      | Denar republican      | Datare: 112/111 a. Chr. Școală: neidentificat Descoperit: jud. Hunedoara, com. Boșorod, Luncani Material: argint          | Descriere avers: Bustul lui Apollo din spate, cap spre stânga Descriere revers: Lares Praestites șezând, între ele un câine Descriere exergă: L CAESI | Muzeul Național de Istorie a Transilvaniei, Cluj | Cimec    |
|      | Denar republican      | Datare: 112/111 a. Chr. Școală: neidentificat Descoperit: jud. Hunedoara, com. Boșorod, Luncani Material: argint          | Descriere avers: Capul lui Mars cu cască, dreapta Descriere revers: Iupiter stă între Minerva și Iuno, ține sceptrul și mănuchiul de fulger Legendă revers: ROMA | Muzeul Național de Istorie a Transilvaniei, Cluj | Cimec    |
|      | Denar republican      | Datare: 119 a.Chr. Școală: neidentificat Descoperit: jud. Hunedoara, com. Boșorod, Luncani Material: argint               | Descriere avers: Cap laureat a lui Janus Descriere revers: Roma stă stânga, în mâna stângă ține sceptru, cu cea dreaptă încoronează un trofeu, surmontat pe o cască în formă de cap de mistreț Descriere exergă: PHLI Legendă revers: ROMA | Muzeul Național de Istorie a Transilvaniei, Cluj | Cimec    |
|      | Denar republican      | Datare: 114/113 a. Chr. Școală: neidentificat Descoperit: jud. Hunedoara, com. Boșorod, Luncani Material: argint          | Descriere avers: Cap feminin laureat, drapat, poartă diademă, dreapta Descriere revers: Trei arcuri printre care stau statui ecvestre Legendă revers: MN AEMILIO/ LEP | Muzeul Național de Istorie a Transilvaniei, Cluj | Cimec    |
|      | Denar republican      | Datare: 117/116 a. Chr. Școală: neidentificat Descoperit: jud. Hunedoara, com. Boșorod, Luncani Material: argint          | Descriere avers: Roma cu cască, cap dreapta Descriere revers: Victoria în quadrigă, ține hățul și coroana Legendă revers: M CALID | Muzeul Național de Istorie a Transilvaniei, Cluj | Cimec    |
|      | Denar republican      | Datare: 115/114 a. Chr. Școală: neidentificat Descoperit: jud. Hunedoara, com. Boșorod, Luncani Material: argint          | Descriere avers: Roma cu cască, cap dreapta Descriere revers: Victoria în quadriga, ține hățul și ramură de palmier, dedesubt cârmă Descriere exergă: ROMA | Muzeul Național de Istorie a Transilvaniei, Cluj | Cimec    |
|      | Denar republican      | Datare: 112/111 a. Chr. Școală: neidentificat Descoperit: jud. Hunedoara, com. Boșorod, Luncani Material: argint          | Descriere avers: Capul lui Mars cu cască, dreapta Descriere revers: Iupiter stă între Minerva și Iuno, ține sceptrul și mănuchiul de fulger Legendă revers: ROMA | Muzeul Național de Istorie a Transilvaniei, Cluj | Cimec    |
|      | Denar republican      | Datare: 122. a.Chr. Școală: neidentificat Descoperit: jud. Hunedoara, com. Boșorod, Luncani Material: argint              | Descriere avers: Roma cu cască, cap dreapta, în spate ramură Descriere revers: Iupiter în quadrigă, ține sceptrul și hățul în mâna st., mănuchiul de fulger în cea dr. Descriere exergă: ROMA Legendă revers: M. CARBO | Muzeul Național de Istorie a Transilvaniei, Cluj | Cimec    |
|      | Denar republican      | Datare: 117/116 a.Chr. Școală: neidentificat Descoperit: jud. Hunedoara, com. Boșorod, Luncani Material: argint           | Descriere avers: Roma cu cască, cap dreapta Descriere revers: Victoria în quadrigă, ține hățul și coroana Descriere exergă: CNFOVL Legendă revers: M CAL Q MET | Muzeul Național de Istorie a Transilvaniei, Cluj | Cimec    |
|      | Denar republican      | Datare: 111/110 a. Chr. Școală: neidentificat Descoperit: jud. Hunedoara, com. Boșorod, Luncani Material: argint          | Descriere avers: Roma cu cască, cap dreapta Descriere revers: Victoria în trigă, dr., ține hățul Descriere exergă: T MAL AP CL Q VR | Muzeul Național de Istorie a Transilvaniei, Cluj | Cimec    |
|      | Denar republican      | Datare: 118 a.Chr. Școală: neidentificat Descoperit: jud. Hunedoara, com. Boșorod, Luncani Material: argint               | Descriere avers: Roma cu cască, cap dreapta Descriere revers: luptător înbărberit în bigă, ține hăț, carnyx și scut în mâna st., lancea în cea dr. Descriere exergă: L LIC CN DOM Legendă revers: SCAVRI | Muzeul Național de Istorie a Transilvaniei, Cluj | Cimec    |
|      | Denar republican      | Datare: 119 a.Chr. Școală: neidentificat Descoperit: jud. Hunedoara, com. Boșorod, Luncani Material: argint               | Descriere avers: Roma cu cască, cap dreapta, pe umărul stâng bucle Descriere revers: Victoria în quadriga, ține coroana și hățul, cu cealaltă mână aruncă mănuchiul de fulger Descriere exergă: M TVLLI | Muzeul Național de Istorie a Transilvaniei, Cluj | Cimec    |
|      | Denar republican      | Datare: 112/111 a. Chr. Școală: neidentificat Descoperit: jud. Hunedoara, com. Boșorod, Luncani Material: argint          | Descriere avers: Bustul lui Hercules din spate, capul spre dreapta, măciuca deasupra umerii dr. Descriere revers: Doi cai galopând spre stânga, pe unul călăreț Descriere exergă: D S S Legendă revers: TI Q | Muzeul Național de Istorie a Transilvaniei, Cluj | Cimec    |
|      | Denar republican      | Datare: 119 a.Chr. Școală: neidentificat Descoperit: jud. Hunedoara, com. Boșorod, Luncani Material: argint               | Descriere avers: Cap laureat a lui Janus Descriere revers: Roma stă stânga, în mâna stângă ține sceptru, cu cea dreaptă încoronează un trofeu, surmontat pe o cască în formă de cap de mistreț Descriere exergă: PHLI Legendă revers: ROMA | Muzeul Național de Istorie a Transilvaniei, Cluj | Cimec    |
|      | Denar republican      | Datare: 118 a.Chr. Școală: neidentificat Descoperit: jud. Hunedoara, com. Boșorod, Luncani Material: argint               | Descriere avers: Roma cu cască, cap dreapta Descriere revers: luptător înbărberit în bigă, ține hăț, carnyx și scut în mâna st., lancea în cea dr. Descriere exergă: L LIC CN DOM Legendă revers: SCAVRI | Muzeul Național de Istorie a Transilvaniei, Cluj | Cimec    |
|      | Denar republican      | Datare: 112/111 a. Chr. Școală: neidentificat Descoperit: jud. Hunedoara, com. Boșorod, Luncani Material: argint          | Descriere avers: Bustul lui Apollo din spate, cap sper stânga Descriere revers: Lares Praestites șezând, între ele un câine Descriere exergă: L CAESI | Muzeul Național de Istorie a Transilvaniei, Cluj | Cimec    |
|      | Denar republican      | Datare: 123 a. Chr. Școală: neidentificat Descoperit: jud. Hunedoara, com. Boșorod, Luncani Material: argint              | Descriere avers: Roma cu cască, cap dreapta Descriere revers: Victoria în quadriga, ține coroana și hățul Descriere exergă: M FAN C F. Legendă revers: M FAN C F | Muzeul Național de Istorie a Transilvaniei, Cluj | Cimec    |
|      | Denar republican      | Datare: 112/111 a. Chr. Școală: neidentificat Descoperit: jud. Hunedoara, com. Boșorod, Luncani Material: argint          | Descriere avers: Bustul lui Hercules din spate, capul spre dreapta, măciuca deasupra umerii dr. Descriere revers: doi cai galopând spre stânga, pe unul călăreț Descriere exergă: D S S Legendă revers: TI Q | Muzeul Național de Istorie a Transilvaniei, Cluj | Cimec    |
|      | Denar republican      | Datare: 110/109 a. Chr. Școală: neidentificat Descoperit: jud. Hunedoara, com. Boșorod, Luncani Material: argint          | Descriere avers: Roma cu cască, cap dreapta Descriere revers: Victoria în bigă, dr., ține hățul Descriere exergă: C PVLCHER | Muzeul Național de Istorie a Transilvaniei, Cluj | Cimec    |
|      | Denar republican      | Datare: 112/111 a. Chr. Școală: neidentificat Descoperit: jud. Hunedoara, com. Boșorod, Luncani Material: argint          | Descriere avers: Capul lui Mars cu cască, dreapta Descriere revers: Iupiter stă între Minerva și Iuno, ține sceptrul și mănuchiul de fulger Legendă revers: ROMA | Muzeul Național de Istorie a Transilvaniei, Cluj | Cimec    |
|      | Denar republican      | Datare: 114/113 a. Chr. Școală: neidentificat Descoperit: jud. Hunedoara, com. Boșorod, Luncani Material: argint          | Descriere avers: ROMA Descriere revers: Trei arcuri printre care stau statui ecvestre Legendă revers: MN AEMILIO/ LEP | Muzeul Național de Istorie a Transilvaniei, Cluj | Cimec    |
|      | Denar republican      | Datare: 122. a.Chr. Școală: neidentificat Descoperit: jud. Hunedoara, com. Boșorod, Luncani Material: argint              | Descriere avers: Roma cu cască, cap dreapta, în spate ramură Descriere revers: Iupiter în quadrigă, ține sceptrul și hățul în mâna st., mănuchiul de fulger în cea dr. Descriere exergă: ROMA Legendă revers: M. CARBO | Muzeul Național de Istorie a Transilvaniei, Cluj | Cimec    |
|      | Denar republican      | Datare: 114/113 a. Chr. Școală: neidentificat Descoperit: jud. Hunedoara, com. Boșorod, Luncani Material: argint          | Descriere avers: Cap laureat, ianiform al dioscurilor Descriere revers: Galeră spre dreapta Legendă revers: C. FONT/ ROMA | Muzeul Național de Istorie a Transilvaniei, Cluj | Cimec    |
|      | Denar republican      | Datare: 111/110 a. Chr. Școală: neidentificat Descoperit: jud. Hunedoara, com. Boșorod, Luncani Material: argint          | Descriere avers: Roma cu cască, cap dreapta Descriere revers: Victoria în trigă, dr., ține hățul Descriere exergă: AP CL T MAL Q VR | Muzeul Național de Istorie a Transilvaniei, Cluj | Cimec    |
|      | Denar republican      | Datare: 112/111 a. Chr. Școală: neidentificat Descoperit: jud. Hunedoara, com. Boșorod, Luncani Material: argint          | Descriere avers: Bustul lui Hercules din spate, capul spre dreapta, măciuca deasupra umerii dr. Descriere revers: doi cai galopând spre stânga, pe unul călăreț Descriere exergă: D S S Legendă revers: TI Q | Muzeul Național de Istorie a Transilvaniei, Cluj | Cimec    |
|      | Denar republican      | Datare: 111/110 a. Chr. Școală: neidentificat Descoperit: jud. Hunedoara, com. Boșorod, Luncani Material: argint          | Descriere avers: Roma cu cască, cap dreapta Descriere revers: Victoria în trigă, dr., ține hățul Descriere exergă: T MAL AP CL Q VR | Muzeul Național de Istorie a Transilvaniei, Cluj | Cimec    |
|      | Denar republican      | Datare: 122. a.Chr. Școală: neidentificat Descoperit: jud. Hunedoara, com. Boșorod, Luncani Material: argint              | Descriere avers: Roma cu cască, cap dreapta, în spate ramură Descriere revers: Iupiter în quadrigă, ține sceptrul și hățul în mâna st., mănuchiul de fulger în cea dr. Descriere exergă: ROMA Legendă revers: M. CARBO | Muzeul Național de Istorie a Transilvaniei, Cluj | Cimec    |
|      | Denar republican      | Datare: 112/111 a. Chr. Școală: neidentificat Descoperit: jud. Hunedoara, com. Boșorod, Luncani Material: argint          | Descriere avers: Bustul lui Hercules din spate, capul spre dreapta, măciuca deasupra umerii dr. Descriere revers: Doi cai galopând spre stânga, pe unul călăreț Descriere exergă: D S S Legendă revers: TI Q | Muzeul Național de Istorie a Transilvaniei, Cluj | Cimec    |
|      | Denar republican      | Datare: 115/114 a. Chr. Școală: neidentificat Descoperit: jud. Hunedoara, com. Boșorod, Luncani Material: argint          | Descriere avers: Roma cu cască, cap dreapta Descriere revers: Victoria în quadriga, ține hățul și ramură de palmier, dedesubt cârmă Descriere exergă: ROMA | Muzeul Național de Istorie a Transilvaniei, Cluj | Cimec    |
|      | Denar republican      | Datare: 122. a.Chr. Școală: neidentificat Descoperit: jud. Hunedoara, com. Boșorod, Luncani Material: argint              | Descriere avers: Roma cu cască, cap dreapta, în spate ramură Descriere revers: Iupiter în quadrigă, ține sceptrul și hățul în mâna st., mănuchiul de fulger în cea dr. Descriere exergă: ROMA Legendă revers: M. CARBO | Muzeul Național de Istorie a Transilvaniei, Cluj | Cimec    |
|      | Denar republican      | Datare: 115/114 a. Chr. Școală: neidentificat Descoperit: jud. Hunedoara, com. Boșorod, Luncani Material: argint          | Descriere avers: Roma cu cască, cap dreapta Descriere revers: Victoria în quadriga, ține hățul și ramură de palmier, dedesubt cârmă Descriere exergă: ROMA | Muzeul Național de Istorie a Transilvaniei, Cluj | Cimec    |
|      | Denar republican      | Datare: 118 a.Chr. Școală: neidentificat Descoperit: jud. Hunedoara, com. Boșorod, Luncani Material: argint               | Descriere avers: Roma cu cască, cap dreapta Descriere revers: luptător înbărberit în bigă, ține hăț, carnyx și scut în mâna st., lancea în cea dr. Descriere exergă: L LIC CN DOM Legendă revers: SCAVRI | Muzeul Național de Istorie a Transilvaniei, Cluj | Cimec    |
|      | Denar republican      | Datare: 111/110 a. Chr. Școală: neidentificat Descoperit: jud. Hunedoara, com. Boșorod, Luncani Material: argint          | Descriere avers: Roma cu cască, cap dreapta Descriere revers: Victoria în trigă, dr., ține hățul Descriere exergă: AP CL T MAL Q VR | Muzeul Național de Istorie a Transilvaniei, Cluj | Cimec    |
|      | Denar republican      | Datare: 116/115 a.Chr. Școală: neidentificat Descoperit: jud. Hunedoara, com. Boșorod, Luncani Material: argint           | Descriere avers: Roma cu cască, cap dreapta, bucle pe umărul stâng Descriere revers: Iupiter în quadrigă, ține sceptrul și hățul în mâna st., mănuchiul de fulger în cea dr., dedesubt lituus Descriere exergă: ROMA Legendă revers: M SILA | Muzeul Național de Istorie a Transilvaniei, Cluj | Cimec    |
|      | Denar republican      | Datare: 116/115 a.Chr. Școală: neidentificat Descoperit: jud. Hunedoara, com. Boșorod, Luncani Material: argint           | Descriere avers: Roma cu cască, cap dreapta, bucle pe umărul stâng Descriere revers: Iupiter în quadrigă, ține sceptrul și hățul în mâna st., mănuchiul de fulger în cea dr., dedesubt lituus Descriere exergă: ROMA Legendă revers: M SILA | Muzeul Național de Istorie a Transilvaniei, Cluj | Cimec    |
|      | Denar republican      | Datare: 121 a.Chr. Școală: neidentificat Descoperit: jud. Hunedoara, com. Boșorod, Luncani Material: argint               | Descriere avers: Roma cu cască, cap dreapta, pe umărul stâng bucle Descriere revers: Iupiter în quadrigă, ține sceptrul și hățul în mâna st., mănuchiul de fulger în cea dr. Descriere exergă: ROMA Legendă revers: CARB | Muzeul Național de Istorie a Transilvaniei, Cluj | Cimec    |
|      | Denar republican      | Datare: 110/109 a. Chr. Școală: neidentificat Descoperit: jud. Hunedoara, com. Boșorod, Luncani Material: argint          | Descriere avers: Roma cu cască, cap dreapta Descriere revers: Victoria în bigă, dr., ține hățul Descriere exergă: C PVLCHER | Muzeul Național de Istorie a Transilvaniei, Cluj | Cimec    |
|      | Denar republican      | Datare: 111/110 a. Chr. Școală: neidentificat Descoperit: jud. Hunedoara, com. Boșorod, Luncani Material: argint          | Descriere avers: Roma cu cască, cap dreapta Descriere revers: Victoria în trigă, dr., ține hățul Descriere exergă: T MAL AP CL Q VR | Muzeul Național de Istorie a Transilvaniei, Cluj | Cimec    |
|      | Denar republican      | Datare: 118/117 a.Chr. Școală: neidentificat Descoperit: jud. Hunedoara, com. Boșorod, Luncani Material: argint           | Descriere avers: Roma cu cască, cap dreapta Descriere revers: Victoria în quadrigă, ține hățul și coroana Descriere exergă: L LIC CN DOM Legendă revers: ROMA | Muzeul Național de Istorie a Transilvaniei, Cluj | Cimec    |
|      | Denar republican      | Datare: 111/110 a. Chr. Școală: neidentificat Descoperit: jud. Hunedoara, com. Boșorod, Luncani Material: argint          | Descriere avers: Roma cu cască, cap dreapta Descriere revers: Victoria în trigă, dr., ține hățul Descriere exergă: AP CL T MAL Q VR | Muzeul Național de Istorie a Transilvaniei, Cluj | Cimec    |
|      | Denar republican      | Datare: 114/113 a. Chr. Școală: neidentificat Descoperit: jud. Hunedoara, com. Boșorod, Luncani Material: argint          | Descriere avers: Cap laureat, ianiform al dioscurilor Descriere revers: Galeră spre dreapta Legendă revers: C. FONT/ ROMA | Muzeul Național de Istorie a Transilvaniei, Cluj | Cimec    |
|      | Denar republican      | Datare: 121 a.Chr. Școală: neidentificat Descoperit: jud. Hunedoara, com. Boșorod, Luncani Material: argint               | Descriere avers: Roma cu cască, cap dreapta Descriere revers: Dioscurii dr. Descriere exergă: ROMA Legendă revers: C PLVTI | Muzeul Național de Istorie a Transilvaniei, Cluj | Cimec    |
|      | Denar republican      | Datare: 118/117 a.Chr. Școală: neidentificat Descoperit: jud. Hunedoara, com. Boșorod, Luncani Material: argint           | Descriere avers: Roma cu cască, cap dreapta Descriere revers: Victoria în quadrigă, ține hățul și coroana Descriere exergă: L LIC CN DOM Legendă revers: ROMA | Muzeul Național de Istorie a Transilvaniei, Cluj | Cimec    |
|      | Denar republican      | Datare: 111/110 a. Chr. Școală: neidentificat Descoperit: jud. Hunedoara, com. Boșorod, Luncani Material: argint          | Descriere avers: Roma cu cască, cap dreapta Descriere revers: Victoria în trigă, dr., ține hățul Descriere exergă: AP CL T MAL Q VR | Muzeul Național de Istorie a Transilvaniei, Cluj | Cimec    |
|      | Denar republican      | Datare: 110/109 a. Chr. Școală: neidentificat Descoperit: jud. Hunedoara, com. Boșorod, Luncani Material: argint          | Descriere avers: Roma cu cască, cap dreapta Descriere revers: Victoria în bigă, dreapta Descriere exergă: C PVLCHER | Muzeul Național de Istorie a Transilvaniei, Cluj | Cimec    |
|      | Denar republican      | Datare: 110/109 a. Chr. Școală: neidentificat Descoperit: jud. Hunedoara, com. Boșorod, Luncani Material: argint          | Descriere avers: Roma cu cască, cap dreapta Descriere revers: Victoria în bigă, drea Descriere exergă: C PVLCHER | Muzeul Național de Istorie a Transilvaniei, Cluj | Cimec    |
|      | Denar republican      | Datare: 115/114 a. Chr. Școală: neidentificat Descoperit: jud. Hunedoara, com. Boșorod, Luncani Material: argint          | Descriere avers: Roma cu cască, cap dreapta Descriere revers: Victoria în quadriga, ține hățul și ramură de palmier, dedesubt cârmă Descriere exergă: ROMA | Muzeul Național de Istorie a Transilvaniei, Cluj | Cimec    |
|      | Denar republican      | Datare: 121 a.Chr. Școală: neidentificat Descoperit: jud. Hunedoara, com. Boșorod, Luncani Material: argint               | Descriere avers: Roma cu cască, cap dreapta Descriere revers: Dioscurii dr. Descriere exergă: ROMA Legendă revers: C PLVTI | Muzeul Național de Istorie a Transilvaniei, Cluj | Cimec    |
|      | Denar republican      | Datare: 111/110 a. Chr. Școală: neidentificat Descoperit: jud. Hunedoara, com. Boșorod, Luncani Material: argint          | Descriere avers: Roma cu cască, cap dreapta Descriere revers: Victoria în trigă, dr., ține hățul Descriere exergă: AP CL T MAL Q VR | Muzeul Național de Istorie a Transilvaniei, Cluj | Cimec    |
|      | Denar republican      | Datare: 110/109 a. Chr. Școală: neidentificat Descoperit: jud. Hunedoara, com. Boșorod, Luncani Material: argint          | Descriere avers: Roma cu cască, cap dreapta Descriere revers: Victoria în quadriga, ține coroana și hățul Descriere exergă: PROVOCO Legendă revers: Trei figuri stând, cel din mijloc în haină militară, ridică mâna dreaptă | Muzeul Național de Istorie a Transilvaniei, Cluj | Cimec    |
|      | Denar republican      | Datare: 116/115 a.Chr. Școală: neidentificat Descoperit: jud. Hunedoara, com. Boșorod, Luncani Material: argint           | Descriere avers: Roma cu cască, cap dreapta, bucle pe umărul stâng Descriere revers: Iupiter în quadrigă, ține sceptrul și hățul în mâna st., mănuchiul de fulger în cea dr., dedesubt lituus Descriere exergă: ROMA Legendă revers: M SILA | Muzeul Național de Istorie a Transilvaniei, Cluj | Cimec    |
|      | Denar republican      | Datare: 122. a.Chr. Școală: neidentificat Descoperit: jud. Hunedoara, com. Boșorod, Luncani Material: argint              | Descriere avers: Roma cu cască, cap dreapta, în spate ramură Descriere revers: Iupiter în quadrigă, ține sceptrul și hățul în mâna st., mănuchiul de fulger în cea dr. Descriere exergă: ROMA Legendă revers: M. CARBO | Muzeul Național de Istorie a Transilvaniei, Cluj | Cimec    |
|      | Denar republican      | Datare: 118/117 a.Chr. Școală: neidentificat Descoperit: jud. Hunedoara, com. Boșorod, Luncani Material: argint           | Descriere avers: Roma cu cască, cap dreapta Descriere revers: Victoria în quadrigă, ține hățul și coroana Descriere exergă: Q MAR C F L R Legendă revers: ROMA | Muzeul Național de Istorie a Transilvaniei, Cluj | Cimec    |
|      | Denar republican      | Datare: 112/111 a. Chr. Școală: neidentificat Descoperit: jud. Hunedoara, com. Boșorod, Luncani Material: argint          | Descriere avers: Capul lui Mars cu cască, dreapta Descriere revers: Iupiter stă între Minerva și Iuno, ține sceptrul și mănuchiul de fulger Legendă revers: ROMA | Muzeul Național de Istorie a Transilvaniei, Cluj | Cimec    |
|      | Denar republican      | Datare: 121 a.Chr. Școală: neidentificat Descoperit: jud. Hunedoara, com. Boșorod, Luncani Material: argint               | Descriere avers: Roma cu cască, cap dreapta Descriere revers: Dioscurii dr. Descriere exergă: ROMA Legendă revers: C PLVTI | Muzeul Național de Istorie a Transilvaniei, Cluj | Cimec    |
|      | Denar republican      | Datare: 114/113 a. Chr. Școală: neidentificat Descoperit: jud. Hunedoara, com. Boșorod, Luncani Material: argint          | Descriere avers: Cap feminin laureat, drapat, poartă diademă Descriere revers: Trei arcuri printre care stau statui ecvestre Legendă revers: MN AEMILIO/ LEP | Muzeul Național de Istorie a Transilvaniei, Cluj | Cimec    |
|      | Denar republican      | Datare: 116/115 a.Chr. Școală: neidentificat Descoperit: jud. Hunedoara, com. Boșorod, Luncani Material: argint           | Descriere avers: Roma cu cască, cap dreapta Descriere revers: Călăreț stânga, ține sabie și un cap Descriere exergă: SILVS Legendă revers: M SERGI | Muzeul Național de Istorie a Transilvaniei, Cluj | Cimec    |
|      | Denar republican      | Datare: 115/114 a. Chr. Școală: neidentificat Descoperit: jud. Hunedoara, com. Boșorod, Luncani Material: argint          | Descriere avers: Roma cu cască, cap dreapta Descriere revers: Victoria în quadriga, ține hățul și ramură de palmier, dedesubt cârmă Descriere exergă: ROMA | Muzeul Național de Istorie a Transilvaniei, Cluj | Cimec    |
|      | Denar republican      | Datare: 123 a. Chr. Școală: neidentificat Descoperit: jud. Hunedoara, com. Boșorod, Luncani Material: argint              | Descriere avers: Roma cu cască, cap dreapta Descriere revers: Victoria în quadriga, ține coroana și hățul Descriere exergă: M FAN C F. | Muzeul Național de Istorie a Transilvaniei, Cluj | Cimec    |
|      | Denar republican      | Datare: 110/109 a. Chr. Școală: neidentificat Descoperit: jud. Hunedoara, com. Boșorod, Luncani Material: argint          | Descriere avers: Roma cu cască, cap dreapta Descriere revers: Victoria în bigă, dr. Descriere exergă: C PVLCHER | Muzeul Național de Istorie a Transilvaniei, Cluj | Cimec    |
|      | Denar republican      | Datare: 119 a.Chr. Școală: neidentificat Descoperit: jud. Hunedoara, com. Boșorod, Luncani Material: argint               | Descriere avers: Roma cu cască, cap dreapta, pe umărul stâng bucle Descriere revers: Victoria în quadriga, ține coroana și hățul, cu cealaltă mână aruncă mănuchiul de fulger Descriere exergă: M TVLLI | Muzeul Național de Istorie a Transilvaniei, Cluj | Cimec    |
|      | Denar republican      | Datare: 123 a. Chr. Școală: neidentificat Descoperit: jud. Hunedoara, com. Boșorod, Luncani Material: argint              | Descriere avers: Roma cu cască, cap dreapta Descriere revers: Victoria în quadriga, ține coroana și hățul Descriere exergă: M FAN C F. | Muzeul Național de Istorie a Transilvaniei, Cluj | Cimec    |
|      | Denar republican      | Datare: 122. a.Chr. Școală: neidentificat Descoperit: jud. Hunedoara, com. Boșorod, Luncani Material: argint              | Descriere avers: Roma cu cască, cap dreapta, în spate ramură Descriere revers: Iupiter în quadrigă, ține sceptrul și hățul în mâna st., mănuchiul de fulger în cea dr. Descriere exergă: ROMA Legendă revers: M. CARBO | Muzeul Național de Istorie a Transilvaniei, Cluj | Cimec    |
|      | Denar republican      | Datare: 111/110 a. Chr. Școală: neidentificat Descoperit: jud. Hunedoara, com. Boșorod, Luncani Material: argint          | Descriere avers: Roma cu cască, cap dreapta Descriere revers: Victoria în trigă, dr., ține hățul Descriere exergă: AP CL T MAL Q VR | Muzeul Național de Istorie a Transilvaniei, Cluj | Cimec    |
|      | Denar republican      | Datare: 119 a.Chr. Școală: neidentificat Descoperit: jud. Hunedoara, com. Boșorod, Luncani Material: argint               | Descriere avers: Cap laureat a lui Janus Descriere revers: Roma stă stânga, în mțna stângă ține sceptru, cu cea dreaptă încoronează un trofeu, surmontat pe o cască în formă de cap de mistreț Descriere exergă: PHLI Legendă revers: ROMA | Muzeul Național de Istorie a Transilvaniei, Cluj | Cimec    |
|      | Denar republican      | Datare: 117/116 a.Chr. Școală: neidentificat Descoperit: jud. Hunedoara, com. Boșorod, Luncani Material: argint           | Descriere avers: Roma cu cască, cap dreapta Descriere revers: Victoria în quadrigă, ține hățul și coroana Legendă revers: M CALID | Muzeul Național de Istorie a Transilvaniei, Cluj | Cimec    |
|      | Denar republican      | Datare: 115/114 a. Chr. Școală: neidentificat Descoperit: jud. Hunedoara, com. Boșorod, Luncani Material: argint          | Descriere avers: Roma cu cască, cap dreapta Descriere revers: Victoria în quadriga, ține hățul și ramură de palmier, dedesubt cârmă Descriere exergă: ROMA | Muzeul Național de Istorie a Transilvaniei, Cluj | Cimec    |
|      | Denar republican      | Datare: 121 a.Chr. Școală: neidentificat Descoperit: jud. Hunedoara, com. Boșorod, Luncani Material: argint               | Descriere avers: Roma cu cască, cap dreapta Descriere revers: Dioscurii dr. Descriere exergă: ROMA Legendă revers: C PLVTI | Muzeul Național de Istorie a Transilvaniei, Cluj | Cimec    |
|      | Denar republican      | Datare: 123 a. Chr. Școală: neidentificat Descoperit: jud. Hunedoara, com. Boșorod, Luncani Material: argint              | Descriere avers: Roma cu cască, cap dreapta Descriere revers: Victoria în quadriga, ține coroana și hățul Descriere exergă: M FAN C F. | Muzeul Național de Istorie a Transilvaniei, Cluj | Cimec    |
|      | Denar republican      | Datare: 117/116 a.Chr. Școală: neidentificat Descoperit: jud. Hunedoara, com. Boșorod, Luncani Material: argint           | Descriere avers: Roma cu cască, cap dreapta Descriere revers: Victoria în quadrigă, ține hățul și coroana Legendă revers: M CAL Q MET | Muzeul Național de Istorie a Transilvaniei, Cluj | Cimec    |
|      | Denar                 | Datare: 123 a. Chr. Școală: neidentificat Descoperit: jud. Hunedoara, com. Boșorod, Luncani Material: argint              | Descriere avers: Roma cu cască, cap dreapta Descriere revers: Victoria în bigă, ține hățul și biciul Descriere exergă: ROMA Legendă revers: C CATO | Muzeul Național de Istorie a Transilvaniei, Cluj | Cimec    |
|      | Denar                 | Datare: 123 a. Chr. Școală: neidentificat Descoperit: jud. Hunedoara, com. Boșorod, Luncani Material: argint              | Descriere avers: Roma cu cască, cap dreapta Descriere revers: Victoria în bigă, ține hățul și biciul Descriere exergă: ROMA Legendă revers: C CATO | Muzeul Național de Istorie a Transilvaniei, Cluj | Cimec    |
|      | Denar                 | Datare: 125 a. Chr. Școală: neidentificat Descoperit: jud. Hunedoara, com. Boșorod, Luncani Material: argint              | Descriere avers: Roma cu cască, cap dreapta Descriere revers: Libertas încoronat de Victoria înaripată Descriere exergă: ROMA Legendă revers: M PORC | Muzeul Național de Istorie a Transilvaniei, Cluj | Cimec    |
|      | Denar                 | Datare: 124 a. Chr. Școală: neidentificat Descoperit: jud. Hunedoara, com. Boșorod, Luncani Material: argint              | Descriere avers: Roma cu cască, cap stânga Descriere revers: Jupiter în quadrigă, ține hățul, biciul și mănuchiul de fulger, dedesubt rostrum Legendă revers: Q FABI | Muzeul Național de Istorie a Transilvaniei, Cluj | Cimec    |
|      | Denar                 | Datare: 125 a. Chr. Școală: neidentificat Descoperit: jud. Hunedoara, com. Boșorod, Luncani Material: argint              | Descriere avers: Roma cu cască, cap dreapta Descriere revers: Iupiter încoronat de Victorie înaripată, în bigă de elefanți Legendă revers: C METELLVS | Muzeul Național de Istorie a Transilvaniei, Cluj | Cimec    |
|      | Denar                 | Datare: 124 a. Chr. Școală: neidentificat Descoperit: jud. Hunedoara, com. Boșorod, Luncani Material: argint              | Descriere avers: Roma cu cască, cap dreapta Descriere revers: Jupiter în quadrigă, ține hățul, biciul și mănuchiul de fulger, dedesubt rostrum Descriere exergă: Q FABI | Muzeul Național de Istorie a Transilvaniei, Cluj | Cimec    |
|      | Denar                 | Datare: 124 a. Chr. Școală: neidentificat Descoperit: jud. Hunedoara, com. Boșorod, Luncani Material: argint              | Descriere avers: Roma cu cască, cap dreapta Descriere revers: Jupiter în quadrigă, ține hățul, biciul și mănuchiul de fulger, dedesubt rostrum Descriere exergă: Q FABI | Muzeul Național de Istorie a Transilvaniei, Cluj | Cimec    |
|      | Denar                 | Datare: 128 a. Chr. Școală: neidentificat Descoperit: jud. Hunedoara, com. Boșorod, Luncani Material: argint              | Descriere avers: Roma cu cască, cap dreapta, în spate spice Descriere revers: Victoria în bigă, dedesubt om luptând cu leu Descriere exergă: CN DOM Legendă revers: ROMA | Muzeul Național de Istorie a Transilvaniei, Cluj | Cimec    |
|      | Denar                 | Datare: 130 a. Chr. Școală: neidentificat Descoperit: jud. Hunedoara, com. Boșorod, Luncani Material: argint              | Descriere avers: Roma cu cască, cap dreapta Descriere revers: Hercules în bigă de centauri, ține biciul, măciuca și un trofeu Descriere exergă: ROMA | Muzeul Național de Istorie a Transilvaniei, Cluj | Cimec    |
|      | Denar                 | Datare: 127 a. Chr. Școală: neidentificat Descoperit: jud. Hunedoara, com. Boșorod, Luncani Material: argint              | Descriere avers: Roma cu cască, cap dreapta Descriere revers: zeiță în bigă, ține sceptrul, biciul și ramură, dedesupt cap de elefant cu clopoțel Legendă revers: ROMA | Muzeul Național de Istorie a Transilvaniei, Cluj | Cimec    |
|      | Denar                 | Datare: 127 a. Chr. Școală: neidentificat Descoperit: jud. Hunedoara, com. Boșorod, Luncani Material: argint              | Descriere avers: Roma cu cască, cap dreapta Descriere revers: Scut macedonian decorat cu cap de elefant, stea Legendă revers: M METELLVS Q F | Muzeul Național de Istorie a Transilvaniei, Cluj | Cimec    |
|      | Denar                 | Datare: 126 a. Chr. Școală: neidentificat Descoperit: jud. Hunedoara, com. Boșorod, Luncani Material: argint              | Descriere avers: Roma cu cască, cap dreapta; în spate urnă votivă Descriere revers: Libertas în quadrigă Descriere exergă: ROMA Legendă revers: C CASSI | Muzeul Național de Istorie a Transilvaniei, Cluj | Cimec    |
|      | Denar                 | Datare: 125 a. Chr. Școală: neidentificat Descoperit: jud. Hunedoara, com. Boșorod, Luncani Material: argint              | Descriere avers: Roma cu cască, cap dreapta Descriere revers: M PORC Descriere exergă: ROMA Legendă revers: Libertas încoronat de Victoria înaripată | Muzeul Național de Istorie a Transilvaniei, Cluj | Cimec    |
|      | Denar                 | Datare: 124 a. Chr. Școală: neidentificat Descoperit: jud. Hunedoara, com. Boșorod, Luncani Material: argint              | Descriere avers: Roma cu cască, cap dreapta Descriere revers: Jupiter în quadrigă, ține hățul, biciul și mănuchiul de fulger, dedesubt rostrum Descriere exergă: Q FABI | Muzeul Național de Istorie a Transilvaniei, Cluj | Cimec    |
|      | Denar                 | Datare: 131 a. Chr. Școală: neidentificat Descoperit: jud. Hunedoara, com. Boșorod, Luncani Material: argint              | Descriere avers: Roma cu cască, cap dreapta Descriere revers: Apollo în bigă, ține hățul și biciul Descriere exergă: ROMA Legendă revers: M OPEIMI | Muzeul Național de Istorie a Transilvaniei, Cluj | Cimec    |
|      | Denar                 | Datare: 124 a. Chr. Școală: neidentificat Descoperit: jud. Hunedoara, com. Boșorod, Luncani Material: argint              | Descriere avers: Roma cu cască, cap dreapta Descriere revers: Jupiter în quadrigă, ține hățul, biciul și mănuchiul de fulger, dedesubt rostrum Descriere exergă: Q FABI | Muzeul Național de Istorie a Transilvaniei, Cluj | Cimec    |
|      | Denar                 | Datare: 124 a. Chr. Școală: neidentificat Descoperit: jud. Hunedoara, com. Boșorod, Luncani Material: argint              | Descriere avers: Roma cu cască, cap dreapta Descriere revers: Jupiter în quadrigă, ține hățul, biciul și mănuchiul de fulger, dedesubt rostrum Descriere exergă: Q FABI | Muzeul Național de Istorie a Transilvaniei, Cluj | Cimec    |
|      | Denar                 | Datare: 123 a. Chr. Școală: neidentificat Descoperit: jud. Hunedoara, com. Boșorod, Luncani Material: argint              | Descriere avers: Roma cu cască, cap dreapta Descriere revers: Victoria în bigă, ține hățul și biciul Descriere exergă: ROMA Legendă revers: C CATO | Muzeul Național de Istorie a Transilvaniei, Cluj | Cimec    |
|      | Denar                 | Datare: 123 a. Chr. Școală: neidentificat Descoperit: jud. Hunedoara, com. Boșorod, Luncani Material: argint              | Descriere avers: Roma cu cască, cap dreapta Descriere revers: Victoria în quadrigă, ține hățul și biciul Descriere exergă: M FAN C F | Muzeul Național de Istorie a Transilvaniei, Cluj | Cimec    |
|      | Denar                 | Datare: 124 a. Chr. Școală: neidentificat Descoperit: jud. Hunedoara, com. Boșorod, Luncani Material: argint              | Descriere avers: Roma cu cască, cap dreapta Descriere revers: Jupiter în quadrigă, ține hățul, biciul și mănuchiul de fulger, dedesubt rostrum Descriere exergă: Q FABI | Muzeul Național de Istorie a Transilvaniei, Cluj | Cimec    |
|      | Denar                 | Datare: 131 a. Chr. Școală: neidentificat Descoperit: jud. Hunedoara, com. Boșorod, Luncani Material: argint              | Descriere avers: Roma cu cască, cap dreapta Descriere revers: Victoria în quadrigă, ține hățul și biciul Descriere exergă: ROMA Legendă revers: L OPEIMI | Muzeul Național de Istorie a Transilvaniei, Cluj | Cimec    |
|      | Denar                 | Datare: 123 a. Chr. Școală: neidentificat Descoperit: jud. Hunedoara, com. Boșorod, Luncani Material: argint              | Descriere avers: Roma cu cască, cap dreapta Descriere revers: Victoria în bigă, ține hățul și biciul Descriere exergă: ROMA Legendă revers: C CATO | Muzeul Național de Istorie a Transilvaniei, Cluj | Cimec    |
|      | Denar                 | Datare: 128 a. Chr. Școală: neidentificat Descoperit: jud. Hunedoara, com. Boșorod, Luncani Material: argint              | Descriere avers: Roma cu cască, cap dreapta Descriere revers: Victoria în bigă, dedesubt om luptând cu leu Descriere exergă: CN DOM Legendă revers: ROMA | Muzeul Național de Istorie a Transilvaniei, Cluj | Cimec    |
|      | Denar                 | Datare: 211 a.Chr. Școală: Neidentificat Descoperit: jud. Hunedoara, com. Boșorod, Luncani Material: argint               | Descriere avers: Roma cu cască, cap dreapta Descriere revers: Dioscurii călărind spre dreapta Descriere exergă: ROMA | Muzeul Național de Istorie a Transilvaniei, Cluj | Cimec    |
|      | Denar                 | Datare: 211 a. Chr. Școală: Neidentificat Descoperit: jud. Hunedoara, Luncani Material: argint                            | Descriere avers: Roma cu cască, cap dreapta Descriere revers: Dioscurii călărind spre dreapta Descriere exergă: ROMA | Muzeul Național de Istorie a Transilvaniei, Cluj | Cimec    |
|      | Denar                 | Datare: 211 a. Chr. Școală: Neidentificat Descoperit: jud. Hunedoara, com. Boșorod, Luncani Material: argint              | Descriere avers: Roma cu cască, cap dreapta Descriere revers: Dioscurii călărind spre dreapta Descriere exergă: ROMA | Muzeul Național de Istorie a Transilvaniei, Cluj | Cimec    |
|      | Denar                 | Datare: 206-195 a. Chr. Școală: Neidentificat Descoperit: jud. Hunedoara, com. Boșorod, Luncani Material: argint          | Descriere avers: Roma cu cască, cap dreapta Descriere revers: Dioscurii călărind spre dreapta, dedesubt stea Descriere exergă: ROMA | Muzeul Național de Istorie a Transilvaniei, Cluj | Cimec    |
|      | Denar                 | Datare: 206-200 a. Chr. Școală: Neidentificat Descoperit: jud. Hunedoara, com. Boșorod, Luncani Material: argint          | Descriere avers: Roma cu cască, cap dreapta Descriere revers: Dioscurii călărind spre dreapta Descriere exergă: ROMA | Muzeul Național de Istorie a Transilvaniei, Cluj | Cimec    |
|      | Denar                 | Datare: 194-190 a. Chr. Școală: Neidentificat Descoperit: jud. Hunedoara, com. Boșorod, Luncani Material: argint          | Descriere avers: Roma cu cască, cap dreapta Descriere revers: Dioscurii călărind spre dreapta Descriere exergă: ROMA Legendă revers: TAMP | Muzeul Național de Istorie a Transilvaniei, Cluj | Cimec    |
|      | Denar                 | Datare: 189-180 a.Chr. Școală: Neidentificat Descoperit: jud. Hunedoara, com. Boșorod, Luncani Material: argint           | Descriere avers: Roma cu cască, cap dreapta Descriere revers: Dioscurii călărind spre dreapta Descriere exergă: ROMA | Muzeul Național de Istorie a Transilvaniei, Cluj | Cimec    |
|      | Denar                 | Datare: 157-156 a. Chr. Școală: Neidentificat Descoperit: jud. Hunedoara, com. Boșorod, Luncani Material: argint          | Descriere avers: Roma cu cască, cap dreapta Descriere revers: Victoria în bigă, ține hățul și biciul Descriere exergă: ROMA | Muzeul Național de Istorie a Transilvaniei, Cluj | Cimec    |
|      | Denar                 | Datare: 157-156 a. Chr. Școală: Neidentificat Descoperit: jud. Hunedoara, com. Boșorod, Luncani Material: argint          | Descriere avers: Roma cu cască, cap dreapta Descriere revers: Victoria în bigă, ține hățul și biciul Descriere exergă: ROMA | Muzeul Național de Istorie a Transilvaniei, Cluj | Cimec    |
|      | Denar                 | Datare: 155 a. Chr. Școală: Neidentificat Descoperit: jud. Hunedoara, com. Boșorod, Luncani Material: argint              | Descriere avers: Roma cu cască, cap dreapta Descriere revers: Victoria în bigă, ține hățul și biciul Descriere exergă: ROMA Legendă revers: SAR | Muzeul Național de Istorie a Transilvaniei, Cluj | Cimec    |
|      | Denar                 | Datare: 154 a. Chr. Școală: Neidentificat Descoperit: jud. Hunedoara, com. Boșorod, Luncani Material: argint              | Descriere avers: Roma cu cască, cap dreapta Descriere revers: Dioscurii călărind spre dreapta Descriere exergă: ROMA Legendă revers: C SCR | Muzeul Național de Istorie a Transilvaniei, Cluj | Cimec    |
|      | Denar                 | Datare: 153 a. Chr. Școală: Neidentificat Descoperit: jud. Hunedoara, com. Boșorod, Luncani Material: argint              | Descriere avers: Roma cu cască, cap dreapta Descriere revers: Victoria în bigă, ține hățul și biciul Descriere exergă: ROMA Legendă revers: C MAIANI | Muzeul Național de Istorie a Transilvaniei, Cluj | Cimec    |
|      | Denar                 | Datare: 158 a. Chr. Școală: Neidentificat Descoperit: jud. Hunedoara, com. Boșorod, Luncani Material: argint              | Descriere avers: Roma cu cască, cap dreapta Descriere revers: Victoria în bigă, ține hățul și biciul Descriere exergă: ROMA Legendă revers: C MAIANI | Muzeul Național de Istorie a Transilvaniei, Cluj | Cimec    |
|      | Denar                 | Datare: 153 a. Chr Școală: Neidentificat Descoperit: jud. Hunedoara, com. Boșorod, Luncani Material: argint               | Descriere avers: Roma cu cască, cap dreapta Descriere revers: Victoria în bigă, ține hățul și biciul Descriere exergă: ROMA Legendă revers: C MAIANI | Muzeul Național de Istorie a Transilvaniei, Cluj | Cimec    |
|      | Denar                 | Datare: 151 a. Chr. Școală: Neidentificat Descoperit: jud. Hunedoara, com. Boșorod, Luncani Material: argint              | Descriere avers: Roma cu cască, cap dreapta Descriere revers: Victoria în bigă, ține hățul și biciul Descriere exergă: ROMA Legendă revers: P SVLA | Muzeul Național de Istorie a Transilvaniei, Cluj | Cimec    |
|      | Denar                 | Datare: 151 a. Chr. Școală: Neidentificat Descoperit: jud. Hunedoara, com. Boșorod, Luncani, L Material: argint           | Descriere avers: Roma cu cască, cap dreapta Descriere revers: Victoria în bigă, ține hățul și biciul Descriere exergă: ROMA Legendă revers: P SVLA | Muzeul Național de Istorie a Transilvaniei, Cluj | Cimec    |
|      | Denar                 | Datare: 149 a. Chr. Școală: Neidentificat Descoperit: jud. Hunedoara, com. Boșorod, Luncani Material: argint              | Descriere avers: Roma cu cască, cap dreapta Descriere revers: Victoria în bigă, ține hățul și biciul Descriere exergă: ROMA Legendă revers: NATTA | Muzeul Național de Istorie a Transilvaniei, Cluj | Cimec    |
|      | Denar                 | Datare: 149. a. Chr. Școală: Neidentificat Descoperit: jud. Hunedoara, com. Boșorod, Luncani Material: argint             | Descriere avers: Roma cu cască, cap dreapta Descriere revers: Victoria în bigă, ține hățul și biciul Descriere exergă: ROMA Legendă revers: NATTA | Muzeul Național de Istorie a Transilvaniei, Cluj | Cimec    |
|      | Denar                 | Datare: 148 a. Chr. Școală: Neidentificat Descoperit: jud. Hunedoara, com. Boșorod, Luncani Material: argint              | Descriere avers: Roma cu cască, cap dreapta Descriere revers: Dioscurii călărind spre dreapta Descriere exergă: ROMA Legendă revers: L SEMP | Muzeul Național de Istorie a Transilvaniei, Cluj | Cimec    |
|      | Denar                 | Datare: 146. a. Chr. Școală: Neidentificat Descoperit: jud. Hunedoara, com. Boșorod, Luncani Material: argint             | Descriere avers: Roma cu cască, cap dreapta Descriere revers: Dioscurii călărind spre dreapta, dedesubt cățeluș spre dreapta cu 4 picioare Descriere exergă: ROMA | Muzeul Național de Istorie a Transilvaniei, Cluj | Cimec    |
|      | Denar                 | Datare: 144 a. Chr. Școală: Neidentificat Descoperit: jud. Hunedoara, com. Boșorod, Luncani Material: argint              | Descriere avers: Roma cu cască, cap dreapta, bucle pe umărul stâng Descriere revers: Iupiter în quadriga, ține biciul și hățul în mâna stângă, aruncând mănuchiul de fulger cu mâna dreaptă Descriere exergă: ROMA Legendă revers: AN RVF | Muzeul Național de Istorie a Transilvaniei, Cluj | Cimec    |
|      | Denar                 | Datare: 140 a. Chr. Școală: Neidentificat Descoperit: jud. Hunedoara, com. Boșorod, Luncani Material: argint              | Descriere avers: Roma cu cască, cap dreapta Descriere revers: FLAC; C.VAL.C.F. Descriere exergă: ROMA Legendă revers: Victoria în bigă, ține hățul și biciul | Muzeul Național de Istorie a Transilvaniei, Cluj | Cimec    |
|      | Denar                 | Datare: 140 a. Chr. Școală: Neidentificat Descoperit: jud. Hunedoara, com. Boșorod, Luncani Material: argint              | Descriere avers: Roma cu cască, cap dreapta Descriere revers: FLAC; C.VAL.C.F. Descriere exergă: ROMA Legendă revers: Victoria în bigă, ține hățul și biciul | Muzeul Național de Istorie a Transilvaniei, Cluj | Cimec    |
|      | Denar                 | Datare: 139 a. Chr. Școală: Neidentificat Descoperit: jud. Hunedoara, com. Boșorod, Luncani Material: argint              | Descriere avers: Roma cu cască, cap dreapta Descriere revers: Hercules în biga de centauri, ține hățul în mâna stângă, fiecare centaur poartă ramură în mâna stângă Descriere exergă: ROMA | Muzeul Național de Istorie a Transilvaniei, Cluj | Cimec    |
|      | Denar                 | Datare: 139 a. Chr. Școală: Neidentificat Descoperit: jud. Hunedoara, com. Boșorod, Luncani Material: argint              | Descriere avers: Roma cu cască, cap dreapta Descriere revers: Luna în biga, ține hățul și biciul Descriere exergă: ROMA Legendă revers: A SPVRI | Muzeul Național de Istorie a Transilvaniei, Cluj | Cimec    |
|      | Denar                 | Datare: 138 a. Chr. Școală: Neidentificat Descoperit: jud. Hunedoara, com. Boșorod, Luncani Material: argint              | Descriere avers: Roma cu cască, cap dreapta Descriere revers: Iuno în bigă, poartă diademă, în mâna dreaptă ține biciul, în stânga sceprul și hățul Descriere exergă: ROMA Legendă revers: C. RENI | Muzeul Național de Istorie a Transilvaniei, Cluj | Cimec    |
|      | Denar                 | Datare: 138 a. Chr. Școală: Neidentificat Descoperit: jud. Hunedoara, com. Boșorod, Luncani Material: argint              | Descriere avers: Roma cu cască, cap dreapta Descriere revers: Luptător în bigă, ține scut în mâna dreaptă, strânge captivi cu cea dreaptă Descriere exergă: ROMA Legendă revers: C RENI | Muzeul Național de Istorie a Transilvaniei, Cluj | Cimec    |
|      | Denar                 | Datare: 138 a. Chr. Școală: Neidentificat Descoperit: jud. Hunedoara, com. Boșorod, Luncani Material: argint              | Descriere avers: Roma cu cască, cap dreapta Descriere revers: Dioscurii călărind spre dreapta Descriere exergă: ROMA Legendă revers: P • PAETVS | Muzeul Național de Istorie a Transilvaniei, Cluj | Cimec    |
|      | Denar                 | Datare: 138. a. Chr. Școală: Neidentificat Descoperit: jud. Hunedoara, com. Boșorod, Luncani Material: argint             | Descriere avers: Roma cu cască, cap dreapta Descriere revers: Dioscurii călărind spre dreapta Descriere exergă: ROMA Legendă revers: P PAETVS | Muzeul Național de Istorie a Transilvaniei, Cluj | Cimec    |
|      | Denar                 | Datare: 138 a. Chr. Școală: Neidentificat Descoperit: jud. Hunedoara, com. Boșorod, Luncani Material: argint              | Descriere avers: Roma cu cască, cap dreapta Descriere revers: Dioscurii călărind spre dreapta Descriere exergă: ROMA Legendă revers: P PAETVS | Muzeul Național de Istorie a Transilvaniei, Cluj | Cimec    |
|      | Denar                 | Datare: 137 a. Chr. Școală: Neidentificat Descoperit: jud. Hunedoara, com. Boșorod, Luncani Material: argint              | Descriere avers: Roma cu cască, cap dreapta, în spate urcior Descriere revers: Gemenii sugând lupoaica, în spate Ficus Ruminalis cu o pasăre pe trunchi și două păsări pe ramură, în stânga Faustulus Descriere exergă: ROMA Legendă revers: FVSTVLVS; SEX POM | Muzeul Național de Istorie a Transilvaniei, Cluj | Cimec    |
|      | Denar                 | Datare: 137 a. Chr. Școală: Neidentificat Descoperit: jud. Hunedoara, com. Boșorod, Luncani Material: argint              | Descriere avers: Roma cu cască, cap dreapta, în spate urcior Descriere revers: Gemenii sugând lupoaica, în spate Ficus Ruminalis cu o pasăre pe trunchi și două păsări pe ramură, în stânga Faustulus Descriere exergă: ROMA Legendă revers: FOSTVLVS; SEX POM | Muzeul Național de Istorie a Transilvaniei, Cluj | Cimec    |
|      | Denar                 | Datare: 137 a. Chr. Școală: Neidentificat Descoperit: jud. Hunedoara, com. Boșorod, Luncani Material: argint              | Descriere avers: Roma cu cască, cap dreapta, în spate urcior Descriere revers: Gemenii sugând lupoaica, în spate Ficus Ruminalis cu o pasăre pe trunchi și două păsări pe ramură, în stânga Faustulus Descriere exergă: ROMA Legendă revers: FVSTVLVS; SEX POM | Muzeul Național de Istorie a Transilvaniei, Cluj | Cimec    |
|      | Denar                 | Datare: 137 a. Chr. Școală: Neidentificat Descoperit: jud. Hunedoara, com. Boșorod, Luncani Material: argint              | Descriere avers: Roma cu cască, cap dreapta, în spate urcior Descriere revers: Gemenii sugând lupoaica, în spate Ficus Ruminalis cu o pasăre pe trunchi și două păsări pe ramură, în stânga Faustulus Descriere exergă: ROMA Legendă revers: FVSTVLVS; SEX POM | Muzeul Național de Istorie a Transilvaniei, Cluj | Cimec    |
|      | Denar                 | Datare: 137 a. Chr. Școală: Neidentificat Descoperit: jud. Hunedoara, com. Boșorod, Luncani Material: argint              | Descriere avers: Roma cu cască, cap dreapta, în spate urcior Descriere revers: Gemenii sugând lupoaica, în spate Ficus Ruminalis cu o pasăre pe trunchi și două păsări pe ramură, în stânga Faustulus Descriere exergă: ROMA Legendă revers: FVSTVLVS; SEX POM | Muzeul Național de Istorie a Transilvaniei, Cluj | Cimec    |
|      | Denar                 | Datare: 137 a. Chr. Școală: Neidentificat Descoperit: jud. Hunedoara, com. Boșorod, Luncani Material: argint              | Descriere avers: Roma cu cască, cap stânga, poartă colier de mărgele Descriere revers: Apollo în quadriga, dreapta, ține arcul, săgeata, bici în mâna stângă și ramură în cea stângă Descriere exergă: M BAEBI Q F Legendă revers: ROMA | Muzeul Național de Istorie a Transilvaniei, Cluj | Cimec    |
|      | Denar                 | Datare: 137 a. Chr. Școală: Neidentificat Descoperit: jud. Hunedoara, com. Boșorod, Luncani Material: argint              | Descriere avers: Roma cu cască, cap stânga, poartă colier de mărgele Descriere revers: Apollo în quadriga, dreapta, ține arcul, săgeata, bici în mâna stângă și ramură în cea stângă Descriere exergă: M BAEBI C F Legendă revers: ROMA | Muzeul Național de Istorie a Transilvaniei, Cluj | Cimec    |
|      | Denar                 | Datare: 136 a. Chr. Școală: Neidentificat Descoperit: jud. Hunedoara, com. Boșorod, Luncani Material: argint              | Descriere avers: Roma cu cască, cap stânga, poartă colier de mărgele Descriere revers: Dioscurii călărind spre dreapta Descriere exergă: ROMA Legendă revers: CN LVCR | Muzeul Național de Istorie a Transilvaniei, Cluj | Cimec    |
|      | Denar                 | Datare: 136 a. Chr. Școală: Neidentificat Descoperit: jud. Hunedoara, com. Boșorod, Luncani Material: argint              | Descriere avers: Roma cu cască, cap stânga, poartă colier de mărgele Descriere revers: Iupiter în quadriga, ține biciul și hățul în mâna stângă, aruncând mănuchiul de fulger cu mâna dreaptă Descriere exergă: ROMA | Muzeul Național de Istorie a Transilvaniei, Cluj | Cimec    |
|      | Denar                 | Datare: 136. a. Chr. Școală: Neidentificat Descoperit: jud. Hunedoara, com. Boșorod, Luncani Material: argint             | Descriere avers: Roma cu cască, cap stânga, poartă colier de mărgele Descriere revers: Iupiter în quadriga, ține biciul și hățul în mâna stângă, aruncând mănuchiul de fulger cu mâna dreaptă Descriere exergă: ROMA Legendă revers: L. ANTES | Muzeul Național de Istorie a Transilvaniei, Cluj | Cimec    |
|      | Denar                 | Datare: 136 d. Chr. Școală: Neidentificat Descoperit: jud. Hunedoara, com. Boșorod, Luncani Material: argint              | Descriere avers: Roma cu cască, cap stânga, poartă colier de mărgele Descriere revers: Iupiter în quadriga, ține biciul și hățul în mâna stângă, aruncând mănuchiul de fulger cu mâna dreaptă Descriere exergă: ROMA Legendă revers: L ANTES | Muzeul Național de Istorie a Transilvaniei, Cluj | Cimec    |
|      | Denar                 | Datare: 136 a. Chr. Școală: Neidentificat Descoperit: jud. Hunedoara, com. Boșorod, Luncani Material: argint              | Descriere avers: Roma cu cască, cap stânga Descriere revers: Victoria în bigă, ține ramură de palmier Descriere exergă: C SERVILI M F | Muzeul Național de Istorie a Transilvaniei, Cluj | Cimec    |
|      | Denar                 | Datare: 135 a. Chr. Școală: Neidentificat Descoperit: jud. Hunedoara, com. Boșorod, Luncani Material: argint              | Descriere avers: Roma cu cască, cap dreapta Descriere revers: Iuno în bigă, poartă diademă, în mâna dreaptă ține biciul, în stânga sceptul și hățul, din spate este încoronat de Victoria Descriere exergă: ROMA Legendă revers: C.CVR.F | Muzeul Național de Istorie a Transilvaniei, Cluj | Cimec    |
|      | Denar                 | Datare: 135 a. Chr. Școală: Neidentificat Descoperit: jud. Hunedoara, com. Boșorod, Luncani Material: argint              | Descriere avers: Roma cu cască, cap dreapta Descriere revers: Iuno în bigă, poartă diademă, în mâna dreaptă ține biciul, în stânga sceptul și hățul, din spate este încoronat de Victoria Legendă revers: C.CVR.F | Muzeul Național de Istorie a Transilvaniei, Cluj | Cimec    |
|      | Denar                 | Datare: 135 a. Chr. Școală: Neidentificat Descoperit: jud. Hunedoara, com. Boșorod, Luncani Material: argint              | Descriere avers: Roma cu cască, cap dreapta Descriere revers: Iuno în bigă, poartă diademă, în mâna dreaptă ține biciul, în stânga sceptul și hățul, din spate este încoronat de Victoria Descriere exergă: ROMA Legendă revers: C.CVR.F | Muzeul Național de Istorie a Transilvaniei, Cluj | Cimec    |
|      | Denar                 | Datare: 134 a. Chr. Școală: Neidentificat Descoperit: jud. Hunedoara, com. Boșorod, Luncani Material: argint              | Descriere avers: Roma cu cască, cap dreapta Descriere revers: Columnă spiralată, la bază două spice de grâu, în stânga figură togată, piciorul ridică pe modius, în dreapta figură togată, ține lituus Legendă revers: RO MA; TI MINVCI C AVGVRINI | Muzeul Național de Istorie a Transilvaniei, Cluj | Cimec    |
|      | Denar                 | Datare: 134 a. Chr. Școală: Neidentificat Descoperit: jud. Hunedoara, com. Boșorod, Luncani Material: argint              | Descriere avers: Roma cu cască, cap dreapta Descriere revers: Mars în quadriga, ține lance, scut, bici în mâna stângă și trofeu în cea dreaptă Descriere exergă: ROMA Legendă revers: C. ABVRI | Muzeul Național de Istorie a Transilvaniei, Cluj | Cimec    |
|      | Denar                 | Datare: 134 a. Chr. Școală: Neidentificat Descoperit: jud. Hunedoara, com. Boșorod, Luncani Material: argint              | Descriere avers: Roma cu cască, cap dreapta, în spate modius Descriere revers: Victoria în bigă, ține hățul și biciul Legendă revers: M ARC; RO MA despărțit de două spice | Muzeul Național de Istorie a Transilvaniei, Cluj | Cimec    |
|      | Denar                 | Datare: 133 a. Chr. Școală: Neidentificat Descoperit: jud. Hunedoara, com. Boșorod, Luncani Material: argint              | Descriere avers: Roma cu cască, cap dreapta, bucle pe umărul stâng Descriere revers: Iupiter în quadrigă, ține biciul și hățul în mâna stângă, aruncând mănuchiul de fulgere cu mâna dreaptă Descriere exergă: L MINVCI Legendă revers: ROMA | Muzeul Național de Istorie a Transilvaniei, Cluj | Cimec    |
|      | Denar                 | Datare: 131 a. Chr. Școală: Neidentificat Descoperit: jud. Hunedoara, com. Boșorod, Luncani Material: argint              | Descriere avers: Roma cu cască, cap dreapta, în spate apex Descriere revers: Mars în quadrigă, ține lance, scut, bici în mâna stângă și trofeu în cea dreaptă Descriere exergă: ROMA Legendă revers: L. POST. ALB. | Muzeul Național de Istorie a Transilvaniei, Cluj | Cimec    |
|      | 1 ducat               | Școală: Monetăria Kremnica Material: aur                                                                                  | Descriere avers: Cerc perlat, circular; cerc perlat; în câmp: Leopold I în picioare din față, încoronat, purtând armură și mantie lungă, ține pe umărul drept sceptrul iar în mâna stângă globul cruciger; de o parte și de alta sigla monetăriei Kremnica: KB Descriere revers: Cerc perlat, circular; scut încărcat cu stema Ungariei; cerc perlat; în câmp: în cunună de raze Fecioara cu Isus în brațe stând pe semilună, ambii aureolați. Fecioara ține pe umărul drept sceptrul, Isus ține cu mâna stângă globul cruciger Legendă revers: AR AV DV BV MA; MO CO TY 1660 | Muzeul Național de Istorie a Transilvaniei, Cluj | Cimec    |
|      | Ducat                 | Școală: Monetăria Kremnica Material: aur                                                                                  | Descriere avers: Cerc perlat, circular; cerc perlat; în câmp: Leopold I în picioare din față, încoronat, purtând armură și mantie lungă, ține pe umărul drept sceptrul iar în mâna stângă globul cruciger; de o parte și de alta sigla monetăriei Kremnica: KB Descriere revers: Cerc perlat, circular; scut încărcat cu stema Ungariei; cerc perlat; în câmp: în cunună de raze Fecioara cu Isus în brațe stând pe semilună, ambii aureolați. Fecioara ține pe umărul drept sceptrul, Isus ține cu mâna stângă globul cruciger Legendă revers: AR AV DV BV MA; MO CO TY 1660 | Muzeul Național de Istorie a Transilvaniei, Cluj | Cimec    |
|      | Ducat                 | Școală: Monetăria Kremnica Material: aur                                                                                  | Descriere avers: Cerc perlat, circular; cerc perlat; în câmp: Leopold I în picioare din față, încoronat, purtând armură și mantie lungă, ține pe umărul drept sceptrul iar în mâna stângă globul cruciger; de o parte și de alta sigla monetăriei Kremnica: KB Descriere revers: Cerc perlat, circular; scut încărcat cu stema Ungariei; cerc perlat; în câmp: în cunună de raze Fecioara cu Isus în brațe stând pe semilună, ambii aureolați. Fecioara ține pe umărul drept sceptrul, Isus ține cu mâna stângă globul cruciger Legendă revers: AR AV DV BV M; MO CO TY 1678 | Muzeul Național de Istorie a Transilvaniei, Cluj | Cimec    |
|      | Ducat                 | Școală: Monetăria Kremnica Material: aur                                                                                  | Descriere avers: Cerc perlat, circular; cerc perlat; în câmp: Leopold I în picioare din față, încoronat, purtând armură și mantie lungă, ține pe umărul drept sceptrul iar în mâna stângă globul cruciger; de o parte și de alta sigla monetăriei Kremnica: KB Descriere revers: Cerc perlat, circular; scut încărcat cu stema Ungariei; cerc perlat; în câmp: în cunună de raze Fecioara cu Isus în brațe stând pe semilună, ambii aureolați. Fecioara ține pe umărul drept sceptrul, Isus ține cu mâna stângă globul cruciger Legendă revers: AR AV DV BV M; MO CO TY 1678 | Muzeul Național de Istorie a Transilvaniei, Cluj | Cimec    |
|      | Ducat                 | Școală: Monetăria Kremnica Material: aur                                                                                  | Descriere avers: Cerc perlat, circular; cerc perlat; în câmp: Leopold I în picioare din față, încoronat, purtând armură și mantie lungă, ține pe umărul drept sceptrul iar în mâna stângă globul cruciger; de o parte și de alta sigla monetăriei Kremnica: KB Descriere revers: Cerc perlat, circular; scut încărcat cu stema Ungariei; cerc perlat; în câmp: în cunună de raze Fecioara cu Isus în brațe stând pe semilună, ambii aureolați. Fecioara ține pe umărul drept sceptrul, Isus ține cu mâna stângă globul cruciger Legendă revers: AR AV DV BV M; MO CO TY 1684 | Muzeul Național de Istorie a Transilvaniei, Cluj | Cimec    |
|      | Ducat                 | Școală: Monetăria Kremnica Material: aur                                                                                  | Descriere avers: Cerc perlat, circular; cerc perlat; în câmp: Leopold I în picioare din față, încoronat, purtând armură și mantie lungă, ține pe umărul drept sceptrul iar în mâna stângă globul cruciger; de o parte și de alta sigla monetăriei Kremnica: KB Descriere revers: Cerc perlat, circular; scut încărcat cu stema Ungariei; cerc perlat; în câmp: în cunună de raze Fecioara cu Isus în brațe stând pe semilună, ambii aureolați. Fecioara ține pe umărul drept sceptrul, Isus ține cu mâna stângă globul cruciger Legendă revers: AR AV DV BV M; MO CO TY 1687 | Muzeul Național de Istorie a Transilvaniei, Cluj | Cimec    |
|      | Ducat                 | Școală: Monetăria Kremnica Material: aur                                                                                  | Descriere avers: Cerc perlat, circular; cerc perlat; în câmp: Leopold I în picioare din față, încoronat, purtând armură și mantie lungă, ține pe umărul drept sceptrul iar în mâna stângă globul cruciger; de o parte și de alta sigla monetăriei Kremnica: KB Descriere revers: Cerc perlat, circular; scut încărcat cu stema Ungariei; cerc perlat; în câmp: în cunună de raze Fecioara cu Isus în brațe stând pe semilună, ambii aureolați. Fecioara ține pe umărul drept sceptrul, Isus ține cu mâna stângă globul cruciger Legendă revers: AR AV DV BV M; MO CO TY 1687 | Muzeul Național de Istorie a Transilvaniei, Cluj | Cimec    |
|      | Ducat                 | Școală: Monetăria Kremnica Material: aur                                                                                  | Descriere avers: Cerc perlat, circular; cerc perlat; în câmp: Leopold I în picioare din față, încoronat, purtând armură și mantie lungă, ține pe umărul drept sceptrul iar în mâna stângă globul cruciger; de o parte și de alta sigla monetăriei Kremnica: KB Descriere revers: Cerc perlat, circular; scut încărcat cu stema Ungariei; cerc perlat; în câmp: în cunună de raze Fecioara cu Isus în brațe stând pe semilună, ambii aureolați. Fecioara ține pe umărul drept sceptrul, Isus ține cu mâna stângă globul cruciger Legendă revers: AR AV DV BV M; MO CO TY 1687 | Muzeul Național de Istorie a Transilvaniei, Cluj | Cimec    |
|      | Ducat                 | Școală: Monetăria Kremnica Material: aur                                                                                  | Descriere avers: Cerc perlat, circular; cerc perlat; în câmp: Leopold I în picioare din față, încoronat, purtând armură și mantie lungă, ține pe umărul drept sceptrul iar în mâna stângă globul cruciger; de o parte și de alta sigla monetăriei Kremnica: KB Descriere revers: Cerc perlat, circular; scut încărcat cu stema Ungariei; cerc perlat; în câmp: în cunună de raze Fecioara cu Isus în brațe stând pe semilună, ambii aureolați. Fecioara ține pe umărul drept sceptrul, Isus ține cu mâna stângă globul cruciger Legendă revers: AR AV DV BV M; MO CO TY 1688 | Muzeul Național de Istorie a Transilvaniei, Cluj | Cimec    |
|      | Ducat                 | Școală: Monetăria Kremnica Material: aur                                                                                  | Descriere avers: Cerc perlat, circular; cerc perlat; în câmp: Leopold I în picioare din față, încoronat, purtând armură și mantie lungă, ține pe umărul drept sceptrul iar în mâna stângă globul cruciger; de o parte și de alta sigla monetăriei Kremnica: KB Descriere revers: Cerc perlat, circular; scut încărcat cu stema Ungariei; cerc perlat; în câmp: în cunună de raze Fecioara cu Isus în brațe stând pe semilună, ambii aureolați. Fecioara ține pe umărul drept sceptrul, Isus ține cu mâna stângă globul cruciger Legendă revers: AR AV DV BV M; MO CO TY 1688 | Muzeul Național de Istorie a Transilvaniei, Cluj | Cimec    |
|      | Ducat                 | Școală: Monetăria Kremnica Material: aur                                                                                  | Descriere avers: Cerc perlat, circular; cerc perlat; în câmp: Leopold I în picioare din față, încoronat, purtând armură și mantie lungă, ține pe umărul drept sceptrul iar în mâna stângă globul cruciger; de o parte și de alta sigla monetăriei Kremnica: KB Descriere revers: Cerc perlat, circular; scut încărcat cu stema Ungariei; cerc perlat; în câmp: în cunună de raze Fecioara cu Isus în brațe stând pe semilună, ambii aureolați. Fecioara ține pe umărul drept sceptrul, Isus ține cu mâna stângă globul cruciger Legendă revers: AR AV DV BV M; MO CO TY 1691 | Muzeul Național de Istorie a Transilvaniei, Cluj | Cimec    |
|      | Ducat                 | Școală: Monetăria Kremnica Material: aur                                                                                  | Descriere avers: Cerc perlat, circular; cerc perlat; în câmp: Leopold I în picioare din față, încoronat, purtând armură și mantie lungă, ține pe umărul drept sceptrul iar în mâna stângă globul cruciger; de o parte și de alta sigla monetăriei Kremnica: KB Descriere revers: Cerc perlat, circular; scut încărcat cu stema Ungariei; cerc perlat; în câmp: în cunună de raze Fecioara cu Isus în brațe stând pe semilună, ambii aureolați. Fecioara ține pe umărul drept sceptrul, Isus ține cu mâna stângă globul cruciger Legendă revers: AR AV DV BV M; MO CO TY 1691 | Muzeul Național de Istorie a Transilvaniei, Cluj | Cimec    |
|      | Ducat                 | Școală: Monetăria Kremnica Material: aur                                                                                  | Descriere avers: Cerc perlat, circular; cerc perlat; în câmp: Leopold I în picioare din față, încoronat, purtând armură și mantie lungă, ține pe umărul drept sceptrul iar în mâna stângă globul cruciger; de o parte și de alta sigla monetăriei Kremnica: KB Descriere revers: Cerc perlat, circular; scut încărcat cu stema Ungariei; cerc perlat; în câmp: în cunună de raze Fecioara cu Isus în brațe stând pe semilună, ambii aureolați. Fecioara ține pe umărul drept sceptrul, Isus ține cu mâna stângă globul cruciger Legendă revers: AR AV DV BV M; MO CO TY 1691 | Muzeul Național de Istorie a Transilvaniei, Cluj | Cimec    |
|      | Ducat                 | Școală: Monetăria Kremnica Material: aur                                                                                  | Descriere avers: Cerc perlat, circular; cerc perlat; în câmp: Leopold I în picioare din față, încoronat, purtând armură și mantie lungă, ține pe umărul drept sceptrul iar în mâna stângă globul cruciger; de o parte și de alta sigla monetăriei Kremnica: KB Descriere revers: Cerc perlat, circular; scut încărcat cu stema Ungariei; cerc perlat; în câmp: în cunună de raze Fecioara cu Isus în brațe stând pe semilună, ambii aureolați. Fecioara ține pe umărul drept sceptrul, Isus ține cu mâna stângă globul cruciger Legendă revers: AR AV DV BV M; MO CO TY 1691 | Muzeul Național de Istorie a Transilvaniei, Cluj | Cimec    |
|      | Ducat                 | Școală: Monetăria Kremnica Material: aur                                                                                  | Descriere avers: Cerc perlat, circular; cerc perlat; în câmp: Leopold I în picioare din față, încoronat, purtând armură și mantie lungă, ține pe umărul drept sceptrul iar în mâna stângă globul cruciger; de o parte și de alta sigla monetăriei Kremnica: KB Descriere revers: Cerc perlat, circular; scut încărcat cu stema Ungariei; cerc perlat; în câmp: în cunună de raze Fecioara cu Isus în brațe stând pe semilună, ambii aureolați. Fecioara ține pe umărul drept sceptrul, Isus ține cu mâna stângă globul cruciger Legendă revers: AR AV DV BV M; MO CO TY 1691 | Muzeul Național de Istorie a Transilvaniei, Cluj | Cimec    |
|      | Ducat                 | Școală: Monetăria Kremnica Material: aur                                                                                  | Descriere avers: Cerc perlat, circular; cerc perlat; în câmp: Leopold I în picioare din față, încoronat, purtând armură și mantie lungă, ține pe umărul drept sceptrul iar în mâna stângă globul cruciger; de o parte și de alta sigla monetăriei Kremnica: KB Descriere revers: Cerc perlat, circular; scut încărcat cu stema Ungariei; cerc perlat; în câmp: în cunună de raze Fecioara cu Isus în brațe stând pe semilună, ambii aureolați. Fecioara ține pe umărul drept sceptrul, Isus ține cu mâna stângă globul cruciger Legendă revers: AR AV DV BV M; MO CO TY 1692 | Muzeul Național de Istorie a Transilvaniei, Cluj | Cimec    |
|      | Ducat                 | Școală: Monetăria Kremnica Material: aur                                                                                  | Descriere avers: Cerc perlat, circular; cerc perlat; în câmp: Leopold I în picioare din față, încoronat, purtând armură și mantie lungă, ține pe umărul drept sceptrul iar în mâna stângă globul cruciger; de o parte și de alta sigla monetăriei Kremnica: KB Descriere revers: Cerc perlat, circular; scut încărcat cu stema Ungariei; cerc perlat; în câmp: în cunună de raze Fecioara cu Isus în brațe stând pe semilună, ambii aureolați. Fecioara ține pe umărul drept sceptrul, Isus ține cu mâna stângă globul cruciger Legendă revers: AR AV DV BV M; MO CO TY 1692 | Muzeul Național de Istorie a Transilvaniei, Cluj | Cimec    |
|      | Ducat                 | Școală: Monetăria Kremnica Material: aur                                                                                  | Descriere avers: Cerc perlat, circular; cerc perlat; în câmp: Leopold I în picioare din față, încoronat, purtând armură și mantie lungă, ține pe umărul drept sceptrul iar în mâna stângă globul cruciger; de o parte și de alta sigla monetăriei Kremnica: KB Descriere revers: Cerc perlat, circular; scut încărcat cu stema Ungariei; cerc perlat; în câmp: în cunună de raze Fecioara cu Isus în brațe stând pe semilună, ambii aureolați. Fecioara ține pe umărul drept sceptrul, Isus ține cu mâna stângă globul cruciger Legendă revers: AR AV DV BV M; MO CO TY 1692 | Muzeul Național de Istorie a Transilvaniei, Cluj | Cimec    |
|      | Ducat                 | Școală: Monetăria Kremnica Material: aur                                                                                  | Descriere avers: Cerc perlat, circular; cerc perlat; în câmp: Leopold I în picioare din față, încoronat, purtând armură și mantie lungă, ține pe umărul drept sceptrul iar în mâna stângă globul cruciger; de o parte și de alta sigla monetăriei Kremnica: KB Descriere revers: Cerc perlat, circular; scut încărcat cu stema Ungariei; cerc perlat; în câmp: în cunună de raze Fecioara cu Isus în brațe stând pe semilună, ambii aureolați. Fecioara ține pe umărul drept sceptrul, Isus ține cu mâna stângă globul cruciger Legendă revers: AR AV DV BV M; MO CO TY 1693 | Muzeul Național de Istorie a Transilvaniei, Cluj | Cimec    |
|      | Ducat                 | Școală: Monetăria Kremnica Material: aur                                                                                  | Descriere avers: Cerc perlat, circular; cerc perlat; în câmp: Leopold I în picioare din față, încoronat, purtând armură și mantie lungă, ține pe umărul drept sceptrul iar în mâna stângă globul cruciger; de o parte și de alta sigla monetăriei Kremnica: KB Descriere revers: Cerc perlat, circular; scut încărcat cu stema Ungariei; cerc perlat; în câmp: în cunună de raze Fecioara cu Isus în brațe stând pe semilună, ambii aureolați. Fecioara ține pe umărul drept sceptrul, Isus ține cu mâna stângă globul cruciger Legendă revers: AR AV DV BV M; MO CO TY 1693 | Muzeul Național de Istorie a Transilvaniei, Cluj | Cimec    |
|      | Ducat                 | Școală: Monetăria Kremnica Material: aur                                                                                  | Descriere avers: Cerc perlat, circular; cerc perlat; în câmp: Leopold I în picioare din față, încoronat, purtând armură și mantie lungă, ține pe umărul drept sceptrul iar în mâna stângă globul cruciger; de o parte și de alta sigla monetăriei Kremnica: KB Descriere revers: Cerc perlat, circular; scut încărcat cu stema Ungariei; cerc perlat; în câmp: în cunună de raze Fecioara cu Isus în brațe stând pe semilună, ambii aureolați. Fecioara ține pe umărul drept sceptrul, Isus ține cu mâna stângă globul cruciger Legendă revers: AR AV DV BV M; MO CO TY 1693 | Muzeul Național de Istorie a Transilvaniei, Cluj | Cimec    |
|      | Ducat                 | Școală: Monetăria Kremnica Material: aur                                                                                  | Descriere avers: Cerc perlat, circular; cerc perlat; în câmp: Leopold I în picioare din față, încoronat, purtând armură și mantie lungă, ține pe umărul drept sceptrul iar în mâna stângă globul cruciger; de o parte și de alta sigla monetăriei Kremnica: KB Descriere revers: Cerc perlat, circular; scut încărcat cu stema Ungariei; cerc perlat; în câmp: în cunună de raze Fecioara cu Isus în brațe stând pe semilună, ambii aureolați. Fecioara ține pe umărul drept sceptrul, Isus ține cu mâna stângă globul cruciger Legendă revers: AR AV DV BV M; MO CO TY 1694 | Muzeul Național de Istorie a Transilvaniei, Cluj | Cimec    |
|      | Ducat                 | Școală: Monetăria Kremnica Material: aur                                                                                  | Descriere avers: Cerc perlat, circular; cerc perlat; în câmp: Leopold I în picioare din față, încoronat, purtând armură și mantie lungă, ține pe umărul drept sceptrul iar în mâna stângă globul cruciger; de o parte și de alta sigla monetăriei Kremnica: KB Descriere revers: Cerc perlat, circular; scut încărcat cu stema Ungariei; cerc perlat; în câmp: în cunună de raze Fecioara cu Isus în brațe stând pe semilună, ambii aureolați. Fecioara ține pe umărul drept sceptrul, Isus ține cu mâna stângă globul cruciger Legendă revers: AR AV DV BV M; MO CO TY 1694 | Muzeul Național de Istorie a Transilvaniei, Cluj | Cimec    |
|      | Ducat                 | Școală: Monetăria Kremnica Material: aur                                                                                  | Descriere avers: Cerc perlat, circular; cerc perlat; în câmp: Leopold I în picioare din față, încoronat, purtând armură și mantie lungă, ține pe umărul drept sceptrul iar în mâna stângă globul cruciger; de o parte și de alta sigla monetăriei Kremnica: KB Descriere revers: Cerc perlat, circular; scut încărcat cu stema Ungariei; cerc perlat; în câmp: în cunună de raze Fecioara cu Isus în brațe stând pe semilună, ambii aureolați. Fecioara ține pe umărul drept sceptrul, Isus ține cu mâna stângă globul cruciger Legendă revers: AR AV DV BV M; MO CO TY 1694 | Muzeul Național de Istorie a Transilvaniei, Cluj | Cimec    |
|      | Ducat                 | Școală: Monetăria Kremnica Material: aur                                                                                  | Descriere avers: Cerc perlat, circular; cerc perlat; în câmp: Leopold I în picioare din față, încoronat, purtând armură și mantie lungă, ține pe umărul drept sceptrul iar în mâna stângă globul cruciger; de o parte și de alta sigla monetăriei Kremnica: KB Descriere revers: Cerc perlat, circular; scut încărcat cu stema Ungariei; cerc perlat; în câmp: în cunună de raze Fecioara cu Isus în brațe stând pe semilună, ambii aureolați. Fecioara ține pe umărul drept sceptrul, Isus ține cu mâna stângă globul cruciger Legendă revers: AR AV DV BV M; MO CO TY 1694 | Muzeul Național de Istorie a Transilvaniei, Cluj | Cimec    |
|      | Ducat                 | Școală: Monetăria Kremnica Material: aur                                                                                  | Descriere avers: Cerc perlat, circular; cerc perlat; în câmp: Leopold I în picioare din față, încoronat, purtând armură și mantie lungă, ține pe umărul drept sceptrul iar în mâna stângă globul cruciger; de o parte și de alta sigla monetăriei Kremnica: KB Descriere revers: Cerc perlat, circular; scut încărcat cu stema Ungariei; cerc perlat; în câmp: în cunună de raze Fecioara cu Isus în brațe stând pe semilună, ambii aureolați. Fecioara ține pe umărul drept sceptrul, Isus ține cu mâna stângă globul cruciger Legendă revers: AR AV DV BV M; MO CO TY 1696 | Muzeul Național de Istorie a Transilvaniei, Cluj | Cimec    |
|      | Ducat                 | Școală: Monetăria Kremnica Material: aur                                                                                  | Descriere avers: Cerc perlat, circular; cerc perlat; în câmp: Leopold I în picioare din față, încoronat, purtând armură și mantie lungă, ține pe umărul drept sceptrul iar în mâna stângă globul cruciger; de o parte și de alta sigla monetăriei Kremnica: KB Descriere revers: Cerc perlat, circular; scut încărcat cu stema Ungariei; cerc perlat; în câmp: în cunună de raze Fecioara cu Isus în brațe stând pe semilună, ambii aureolați. Fecioara ține pe umărul drept sceptrul, Isus ține cu mâna stângă globul cruciger Legendă revers: AR AV DV BV M; MO CO TY 1696 | Muzeul Național de Istorie a Transilvaniei, Cluj | Cimec    |
|      | Ducat                 | Școală: Monetăria Kremnica Material: aur                                                                                  | Descriere avers: Cerc perlat, circular; cerc perlat; în câmp: Leopold I în picioare din față, încoronat, purtând armură și mantie lungă, ține pe umărul drept sceptrul iar în mâna stângă globul cruciger; de o parte și de alta sigla monetăriei Kremnica: KB Descriere revers: Cerc perlat, circular; scut încărcat cu stema Ungariei; cerc perlat; în câmp: în cunună de raze Fecioara cu Isus în brațe stând pe semilună, ambii aureolați. Fecioara ține pe umărul drept sceptrul, Isus ține cu mâna stângă globul cruciger Legendă revers: AR AV DV BV M; MO CO TY 1700 | Muzeul Național de Istorie a Transilvaniei, Cluj | Cimec    |
|      | Ducat                 | Școală: Monetăria Kremnica Material: aur                                                                                  | Descriere avers: Cerc perlat, circular; cerc perlat; în câmp: Leopold I în picioare din față, încoronat, purtând armură și mantie lungă, ține pe umărul drept sceptrul iar în mâna stângă globul cruciger; de o parte și de alta sigla monetăriei Kremnica: KB Descriere revers: Cerc perlat, circular; scut încărcat cu stema Ungariei; cerc perlat; în câmp: în cunună de raze Fecioara cu Isus în brațe stând pe semilună, ambii aureolați. Fecioara ține pe umărul drept sceptrul, Isus ține cu mâna stângă globul cruciger Legendă revers: AR AV DV BV M; MO CO TY 1700 | Muzeul Național de Istorie a Transilvaniei, Cluj | Cimec    |
|      | Ducat                 | Școală: Monetăria Kremnica Material: aur                                                                                  | Descriere avers: Cerc perlat, circular; cerc perlat; în câmp: Leopold I în picioare din față, încoronat, purtând armură și mantie lungă, ține pe umărul drept sceptrul iar în mâna stângă globul cruciger; de o parte și de alta sigla monetăriei Kremnica: KB Descriere revers: Cerc perlat, circular; scut încărcat cu stema Ungariei; cerc perlat; în câmp: în cunună de raze Fecioara cu Isus în brațe stând pe semilună, ambii aureolați. Fecioara ține pe umărul drept sceptrul, Isus ține cu mâna stângă globul cruciger Legendă revers: AR AV DV BV M; MO CO TY 1702 | Muzeul Național de Istorie a Transilvaniei, Cluj | Cimec    |
|      | Ducat                 | Școală: Monetăria Kremnica Material: aur                                                                                  | Descriere avers: Cerc perlat, circular; cerc perlat; în câmp: Leopold I în picioare din față, încoronat, purtând armură și mantie lungă, ține pe umărul drept sceptrul iar în mâna stângă globul cruciger; de o parte și de alta sigla monetăriei Kremnica: KB Descriere revers: Cerc perlat, circular; scut încărcat cu stema Ungariei; cerc perlat; în câmp: în cunună de raze Fecioara cu Isus în brațe stând pe semilună, ambii aureolați. Fecioara ține pe umărul drept sceptrul, Isus ține cu mâna stângă globul cruciger Legendă revers: AR AV DV BV M; MO CO TY 1702 | Muzeul Național de Istorie a Transilvaniei, Cluj | Cimec    |
|      | Ducat                 | Școală: Monetăria Kremnica Material: aur                                                                                  | Descriere avers: Cerc perlat, circular; cerc perlat; în câmp: Leopold I în picioare din față, încoronat, purtând armură și mantie lungă, ține pe umărul drept sceptrul iar în mâna stângă globul cruciger; de o parte și de alta sigla monetăriei Kremnica: KB Descriere revers: Cerc perlat, circular; scut încărcat cu stema Ungariei; cerc perlat; în câmp: în cunună de raze Fecioara cu Isus în brațe stând pe semilună, ambii aureolați. Fecioara ține pe umărul drept sceptrul, Isus ține cu mâna stângă globul cruciger Legendă revers: AR AV DV BV M; MO CO TY 1702 | Muzeul Național de Istorie a Transilvaniei, Cluj | Cimec    |
|      | Ducat                 | Școală: Monetăria Kremnica Material: aur                                                                                  | Descriere avers: Cerc perlat, circular; cerc perlat; în câmp: Leopold I în picioare din față, încoronat, purtând armură și mantie lungă, ține pe umărul drept sceptrul iar în mâna stângă globul cruciger; de o parte și de alta sigla monetăriei Kremnica: KB Descriere revers: Cerc perlat, circular; scut încărcat cu stema Ungariei; cerc perlat; în câmp: în cunună de raze Fecioara cu Isus în brațe stând pe semilună, ambii aureolați. Fecioara ține pe umărul drept sceptrul, Isus ține cu mâna stângă globul cruciger Legendă revers: AR AV DV BV M; MO CO TY 1704 | Muzeul Național de Istorie a Transilvaniei, Cluj | Cimec    |
|      | Ducat                 | Școală: Monetăria Cluj Material: aur                                                                                      | Descriere avers: Cerc perlat, circular; cerc perlat; în câmp: bust dreapta laureat Leopold I Descriere revers: Cerc perlat, circular; cerc perlat; în câmp: acvila bicefală asuprită de coroană; ține în gheara dreaptă spada, în cea stângă sceptrul și poartă pe piept scut încărcat cu stema Transilvaniei; sub acvilă, în medalion, sigla monetăriei Cluj KV Legendă revers: DVCATVS NO V9 TRANSL 1697 | Muzeul Național de Istorie a Transilvaniei, Cluj | Cimec    |
|      | Ducat                 | Școală: Monetăria Baia Mare Material: aur                                                                                 | Descriere avers: Cerc perlat, circular; cerc perlat; în câmp: bust dreapta laureat Leopold I; sub bust , în medalion, valoarea nominală 1/6 Descriere revers: Cerc perlat, circular; scut încărcat cu stema Ungariei; în câmp: în cunună de raze Fecioara Maria încoronată cu Isus în brațe stând pe semilună, ambii aureolați. Fecioara ține în mâna dreaptă sceptrul, Isus ține cu mâna stângă globul cruciger; de o parte și de alta sigla monetăriei Baia Mare NB Legendă revers: S IMACVL V MAR; MA DE PA H 1686 | Muzeul Național de Istorie a Transilvaniei, Cluj | Cimec    |
|      | 1/6 ducat             | Școală: Monetăria Baia Mare Material: aur                                                                                 | Descriere avers: Cerc perlat, circular; cerc perlat; în câmp: bust dreapta laureat Leopold I; sub bust , în medalion, valoarea nominală 1/6 Descriere revers: Cerc perlat, circular; scut încărcat cu stema Ungariei; în câmp: în cunună de raze Fecioara Maria încoronată cu Isus în brațe stând pe semilună, ambii aureolați. Fecioara ține în mâna dreaptă sceptrul, Isus ține cu mâna stângă globul cruciger; de o parte și de alta sigla monetăriei Baia Mare NB Legendă revers: S IMACVL V MAR; MA DE PA H 1686 | Muzeul Național de Istorie a Transilvaniei, Cluj | Cimec    |
|      | 1/6 ducat             | Școală: Monetăria Baia Mare Material: aur                                                                                 | Descriere avers: Cerc perlat, circular; cerc perlat; în câmp: bust dreapta laureat Leopold I; sub bust , în medalion, valoarea nominală 1/6 Descriere revers: Cerc perlat, circular; scut încărcat cu stema Ungariei; cerc perlat; în câmp: în cunună de raze Fecioara Maria cu Isus în brațe stând pe semilună, ambii aureolați. Fecioara ține în mâna dreaptă sceptrul, Isus ține cu mâna stângă globul cruciger; de o parte și de alta sigla monetăriei Baia Mare NB Legendă revers: S IMACVL VIR MA; MAT D P H 1698 | Muzeul Național de Istorie a Transilvaniei, Cluj | Cimec    |
|      | 1/4 ducat             | Școală: Monetăria Baia Mare Material: aur                                                                                 | Descriere avers: Cerc perlat, circular; cerc perlat; în câmp: bust dreapta laureat Leopold I; sub bust , în medalion, valoarea nominală 1/4 Descriere revers: Cerc perlat, circular; scut încărcat cu stema Ungariei; în câmp: Fecioara Maria încoronată stând cu Isus în brațe, ambii aureolați. Fecioara ține în mâna dreaptă sceptrul, Isus ține cu mâna stângă globul cruciger; de o parte și de alta sigla monetăriei Baia Mare NB Legendă revers: PATRONA HV | Muzeul Național de Istorie a Transilvaniei, Cluj | Cimec    |
|      | 3 ruble               | Datare: 1837 Școală: Sankt Petersburg Material: platină                                                                   | Descriere avers: Cerc perlat; în câmp: acvila bicefală dublu încoronată asuprită de coroana Rusiei țariste; acvila ține în gheara dreaptă sceptrul iar în cea stângă globul cruciger; poartă pe piept scut încărcat cu Sf. Gheorghe omorând balaurul (stema Marelui Ducat al Moscovei); pe cele două aripi ale acvilei se găsesc stemele Kazanului, Astrahanului, Siberiei, Poloniei, Tauridei (Crimeea) și Finlandei Descriere revers: Cerc perlat; circular cu motive ornamentale | Muzeul Național de Istorie a Transilvaniei, Cluj | Cimec    |
|      | 16 pesos              | Datare: 1843 Școală: A.G. Material: aur                                                                                   | Descriere avers: A.G.; cerc perlat; circular: REPUBLICA DE LA NUEVA GRANADA. 1843.; în câmp: bust stânga Libertatea având părul prins cu o bentiță pe care scrie: LIBERTAD; Descriere revers: Cerc perlat; circular: DIEZ I SEIS PESOS. BOGOTA. R.S.; în câmp: scut încărcat cu stema Columbiei; de o parte și de alta a scutului, în partea superioară, prinse de scut, două panglici pe care scrie: LIBERTAD I ORDEN; spre scut vine în zbor un porumbel purtând în cioc o ramură de laur | Muzeul Național de Istorie a Transilvaniei, Cluj | Cimec    |
|      | 1/2 scud              | Datare: 1788 Școală: Atelier spaniol Material: aur                                                                        | Descriere avers: Cerc perlat; semicircular: CAROL III D G HISP R 1788; în câmp: bust dreapta Carol al III-lea Descriere revers: Cerc perlat; în câmp: scut încărcat cu stema Spaniei; scutul este timbrat de coroana spaniolă și este înconjurat de colanul Lânii de Aur; de o parte și de alta a scutului sigla monetăriei: SC; | Muzeul Național de Istorie a Transilvaniei, Cluj | Cimec    |
|      | 8 scuzi               | Datare: 1806 Școală: Atelier spaniol Material: aur                                                                        | Descriere avers: Cerc perlat; semicircular: CAROL IIII D G HISP ET IND R 1806; în câmp: bust dreapta Carol al IV-lea Descriere revers: F J; cerc perlat; semicircular: AUSPICE DEO 8S IN UNTROQ FELIX; în câmp: scut încărcat cu stema Spaniei asuprit de coroana spaniolă și înconjurat de colanul Lânii de Aur; de o parte și de alta a scutului 8 S; | Muzeul Național de Istorie a Transilvaniei, Cluj | Cimec    |
|      | 2 ducați              | Datare: 1640 Școală: Atelier spaniol Material: aur                                                                        | Descriere avers: Cerc perlat; circular: PHIL. III. D. G. HISP. ET. INDIAR. REX. 16 40.; în câmp: bust dreapta încoronat Filip al IV-lea Descriere revers: Cerc perlat; circular: ARCHID AVST DV X. BVRG. BRAB. Z.; în câmp: scut încărcat cu stema Spaniei; scutul este timbrat de coroana spaniolă și înconjurat de colanul Lânii de Aur; | Muzeul Național de Istorie a Transilvaniei, Cluj | Cimec    |
|      | 3 ducați              | Datare: 1641 Școală: Atelier spaniol Material: aur                                                                        | Descriere avers: Cerc perlat; circular: PHIL. IIII. D. G. HISP. ET. INDIAR. REX. 16 41.; în câmp: bust dreapta încoronat Filip al IV-lea Descriere revers: Cerc perlat; circular: .ARCHID AVST DV X. BVRG. BRAB. Z.; în câmp: scut încărcat cu stema Spaniei; scutul este timbrat de coroana spaniolă și înconjurat de colanul Lânii de Aur; | Muzeul Național de Istorie a Transilvaniei, Cluj | Cimec    |
|      | 10 ducați             | Datare: 1639 Școală: Monetăria Cluj Material: aur                                                                         | Descriere avers: Cerc exterior ornamental; circular: GEORG RAKOCI I D: D PR TR PAR RE HVN DO ET SIC COM; cerc perlat; în câmp: bust dreapta Gh. Rakoczi 1 purtând boneta princiară, sceptrul pe umîrul drept și mâna stângă sprijinită pe spadă; Descriere revers: Cerc ornamental exterior; circular: cerc perlat; în câmp: un pătrat ornamentat în exterior cu arabescuri; în pătrat; NON EST/ CVRRENT/ IS NEQVE/ VOLENTIS/ SED MISER/ENTIS DEI; de o parte și de alta a pătratului sigla monetărie Cluj: CV; | Muzeul Național de Istorie a Transilvaniei, Cluj | Cimec    |
|      | 10 ducați             | Datare: 1696 Școală: Monetăria Cluj Material: aur                                                                         | Descriere avers: Cerc perlat; semicircular: LEOPOLDVS D. G. ROM. I. S. AVG. GER. HVN. BO. REX.; cerc perlat; în câmp: bust dreapta laureat Leopold I; Descriere revers: Cerc perlat; circular: DVCATVS NOV9 arabesc în care se găsește sigla monetărie Cluj: K V TRANSILVANIAE 16 96; cerc perlat; în câmp: acvila bicefală dublu nimbată asuprită de coroana Austriei ține în gheara dreaptă spada iar în cea stângă sceptrul; ea poartă pe piept scut încărcat cu stema Transilvaniei înconjurat de colanul Lânii de Aur; | Muzeul Național de Istorie a Transilvaniei, Cluj | Cimec    |
|      | 10 ducați             | Datare: 1671 Școală: Monetăria Cluj Material: aur                                                                         | | Muzeul Național de Istorie a Transilvaniei, Cluj | Cimec    |
|      | 10 ducați             | Datare: 1673 Școală: Monetăria Cluj Material: aur                                                                         | Descriere avers: Cerc perlat; semicircular: în câmp: bust dreapta M. Apafi purtând boneta princiară cu penaj prins în agrafă, cu sceptrul pe umărul drept și mâna stângă pe spadă Descriere revers: Cerc perlat; semicircular: în câmp: scut încărcat cu stemele acolate ale Transilvaniei și familiei Apafi; scutul este timbrat de bonetă princiară și între ornamentațiile sale exterioare se găsește sigla monetăriei Cluj: A C; între cele două litere scut încărcat cu stema Clujului Legendă revers: PAR REG HVN D SIC CO 1673 | Muzeul Național de Istorie a Transilvaniei, Cluj | Cimec    |
|      | Ducat                 | Datare: 1382-1400 Școală: Atelier venețian Material: aur                                                                  | Descriere avers: Cerc perlat; circular: în dreapta semicircular: ANTO * VENERI *; în stânga scris vertical: S/ . / M/ . / VENETI/ .; în câmp: pe linia de exergă Sf. Marcu în picioare spre dreapta, nimbat, ținând cu mâna dreaptă un stindard; în fața sa, în genunchi, dogele ține cu ambele mâini o spadă cu vârful în jos; în dreapta stindardului, scris vertical: DV*; Descriere revers: Cerc perlat; circular: SIT * T * PE * DAT * Q * TV * * REGIS * ISTE * DVCAT *; în câmp: medalion elipsoidal format din perle; în interiorul medalionului: 9 stele în șase raze care urmează conturul medalionului; central: Isus nimbat binecuvântând cu mâna dreaptă și ținând globul cruciger în mâna stângă | Muzeul Național de Istorie a Transilvaniei, Cluj | Cimec    |
|      | Ducat                 | Datare: 1368-1382 Școală: Atelier venețian Material: aur                                                                  | Descriere avers: Cerc perlat; circular: în dreapta semicircular: ANTO * KOTARONO *; în stânga scris vertical: S/ . / M/ . / VENETI/ .; în câmp: pe linia de exergă Sf. Marcu în picioare spre dreapta, nimbat, ținând cu mâna dreaptă un stindard; în fața sa, în genunchi, dogele ține cu ambele mâini o spadă cu vârful în jos; în dreapta stindardului, scris vertical: DV*; Descriere revers: Cerc perlat; circular: SIT * T * PE * DAT * Q * TV * * REGIS * ISTE * DVCAT *; în câmp: medalion elipsoidal format din perle; în interiorul medalionului: 9 stele în șase raze care urmează conturul medalionului; central: Isus nimbat binecuvântând cu mâna dreaptă și ținând globul cruciger în mâna stângă | Muzeul Național de Istorie a Transilvaniei, Cluj | Cimec    |
|      | Ducat                 | Datare: 1413-1423 Școală: Atelier venețian Material: aur                                                                  | Descriere avers: Cerc perlat; circular: în dreapta semicircular: TOM * MOCENICO *; în stânga scris vertical: S/ . / M/ . / VENETI/ .; în câmp: pe linia de exergă Sf. Marcu în picioare spre dreapta, nimbat, ținând cu mâna dreaptă un stindard; în fața sa, în genunchi, dogele ține cu ambele mâini o spadă cu vârful în jos; în dreapta stindardului, scris vertical: DV*; Descriere revers: Cerc perlat; circular: SIT * T * PE * DAT * Q * TV * * REGIS * ISTE * DVCAT *; în câmp: medalion elipsoidal format din perle; în interiorul medalionului: 9 stele în șase raze care urmează conturul medalionului; central: Isus nimbat binecuvântând cu mâna dreaptă și ținând globul cruciger în mâna stângă | Muzeul Național de Istorie a Transilvaniei, Cluj | Cimec    |
|      | Ducat                 | Datare: 1423-1457 Școală: Veneția Material: aur                                                                           | Descriere avers: Cerc perlat; circular: în dreapta semicircular: TOM * MOCENICO *; în stânga scris vertical: S/ . / M/ . / VENETI/ .; în câmp: pe linia de exergă Sf. Marcu în picioare spre dreapta, nimbat, ținând cu mâna dreaptă un stindard; în fața sa, în genunchi, dogele ține cu ambele mâini o spadă cu vârful în jos; în dreapta stindardului, scris vertical: DV*; Descriere revers: Cerc perlat; circular: SIT * T * PE * DAT * Q * TV * * REGIS * ISTE * DVCAT *; în câmp: medalion elipsoidal format din perle; în interiorul medalionului: 9 stele în șase raze care urmează conturul medalionului; central: Isus nimbat binecuvântând cu mâna dreaptă și ținând globul cruciger în mâna stângă | Muzeul Național de Istorie a Transilvaniei, Cluj | Cimec    |
|      | Ducat                 | Datare: 1559-1567 Școală: Atelier venețian Material: aur                                                                  | Descriere avers: Cerc perlat; circular: în dreapta semicircular: HIE * PRIOL *; în stânga scris vertical: S/ . / M/ . / VENETI/ .; în câmp: pe linia de exergă Sf. Marcu în picioare spre dreapta, nimbat, ținând cu mâna dreaptă un stindard; în fața sa, în genunchi, dogele ține cu ambele mâini o spadă cu vârful în jos; în dreapta stindardului, scris vertical: DV*; Descriere revers: Cerc perlat; circular: SIT * T * PE * DAT * Q * TV * * REGIS * ISTE * DVCAT *; în câmp: medalion elipsoidal format din perle; în interiorul medalionului: 9 stele în șase raze care urmează conturul medalionului; central: Isus nimbat binecuvântând cu mâna dreaptă și ținând Evanghelia în mâna stângă | Muzeul Național de Istorie a Transilvaniei, Cluj | Cimec    |
|      | Aureus                | Datare: 271-275 p.Chr. Școală: Roma Material: aur                                                                         | Descriere avers: Cerc perlat; semicircular. În câmp, bust dreapta Aurelianus purtând coroană antică și cuirasă Descriere revers: Cerc perlat; semicircular - Aurelian în costum militar, în picioare spre dreapta, ținând un glob și o suliță și primind o Victorie din partea unui soldat care ține o suliță transversală. Legendă revers: VIRTVS MILITVM | Muzeul Național de Istorie a Transilvaniei, Cluj | Cimec    |
|      | 5 ducați              | Școală: Atelier Baia Mare Material: aur                                                                                   | Descriere avers: Cerc perlat; circular: LEOPOLDVS; Madona cu Pruncul; stema Ungariei timbrată de coroană deschisă cu cinci fleuroane; cerc perlat; în câmp: bust dreapta laureat Leopold I purtând perucă și Lâna de Aur Descriere revers: Cerc perlat; cerc perlat; în câmp: acvila bicefală limbată, dublu nimbată, asuprită de coroana Austriei, ține în gheara dreaptă spada, în cea stângă sceptrul și poartă pe piept scut încărcat cu stema acolată a Ungariei, Boemiei și Austriei; scutul este înconjurat de colanul Lânii de Aur și este timbrat de coroană deschisă cu trei fleuroane prin care ies capetele acvilei; acvila are în părți sigla monetăriei Baia Mare: NB Legendă revers: ARCHIDVX AVS DVX BVR MAR MOR CO TY 17 03 | Muzeul Național de Istorie a Transilvaniei, Cluj | Cimec    |
|      | 10 ducați             | Școală: Atelier Clujean Material: aur                                                                                     | Descriere avers: Cerc perlat;motiv ornamental; cerc perlat; în câmp: bust dreapta cu capul gol, purtând sceptrul pe umărul drept A. Barcsai Descriere revers: Cerc perlat; inscripție circulară; cerc perlat; în câmp: stema acolată a Transilvaniei și a familiei Barcsai; scut având ca suporți doi grifoni; câmpul este încărcat cu soarele la dextra și semiluna la senestra; din talpa ornamentată acvila ieșind; cetățile sunt dispuse 1,2,2,2; în inimă, scut peste tot încărcat cu stema familiei Barcsai: braț armat stâng ieșind din coroană deschisă cu trei fleuroane; brațul este străpuns de o săgeată și ține o spadă cu vârful în sus; scutul mare este timbrat de bonetă princiară și are în părți sigla monetăriei Cluj: CV Legendă revers: PAR REG: HVN: DO: ET: SIC: CO: 1660 | Muzeul Național de Istorie a Transilvaniei, Cluj | Cimec    |
|      | 10 ducați             | Școală: Atelier transilvănean Material: aur                                                                               | Descriere avers: Cerc perlat; inscripție circulară; cerc perlat; în câmp: scut despicat cu ornamente exterioare; prima parte este încărcată cu soarele în colțul dextra superior și acvila încoronată ieșindă din talpa ornamentată; partea a doua este încărcată cu semiluna conturnată care asuprește cetățile dispuse 1,2,2,2; în inimă, scut peste tot încărcat cu stema familiei Barcsai: braț armat stâng străpuns de o săgeată și ținând o spadă cu vârful în sus; scutul mare este timbrat de boneta princiară; sub scut sigla monetăriei: I R Descriere revers: Cerc perlat; inscripție circulară; cerc perlat; în câmp: inscripție circulară; cerc continuu; central: indcripție Legendă revers: SVB RAKOCIANA OPPRESSIONE REGNI TR; ANSILVANIÆ ET OBSIDIONE CIBINIENSI; / DEVS/ PROVI/ DEBIT | Muzeul Național de Istorie a Transilvaniei, Cluj | Cimec    |
|      | 5 ducați - octogonală | Material: aur | Descriere avers: Cerc perlat; inscripție circulară; cerc perlat; în câmp: stemele acolate ale familiei Zapolya, Ungariei, Poloniei, Milanului și Dalmației; scut polonez sfertuit; cartierul 1 este sfertuit și încărcat: 1: lup spre dreapta ieșind; 2: crucea dublă a Ungariei; 3: brâurile undate ale Ungariei; 4: veveriță spre dreapta; cartierul 2 este încărcat cu vulturul polonez; cartierul 3 este încărcat cu șarpele înghițind un om; cartierul 4 este încărcat cu leii Dalmației dispuși 2,1; scutul este asuprit de coroană deschisă cu cinci fleuroane Descriere revers: Cerc perlat; inscripție circulară; cerc perlat; în câmp: arabesc, inscripție, arabesc Legendă revers: 1 5 7 / SI / DEVS / NOBISCVM / QVIS / CONTRA / NOS S F V | Muzeul Național de Istorie a Transilvaniei, Cluj | Cimec    |
|      | 2 ducați              | Școală: Atelier transilvănean Material: aur                                                                               | Descriere avers: Cerc perlat; inscripție circulară; cerc perlat; în câmp: scut polonez încărcat cu trei colți de lup [mistreț sau elefant] (stema familiei Bathory); scutul are ca tenanți doi îngeri și este asuprit de coroană deschisă cu trei fleuroane Descriere revers: Cerc perlat; inscripție circulară; cerc perlat; în câmp: arabesc, inscripție, arabesc Legendă revers: ANNO DO MI QVI SEPT SEPTIMO; VIRTVS / VNITA / VALET / | Muzeul Național de Istorie a Transilvaniei, Cluj | Cimec    |
|      | 10 ducați             | Școală: Atelier transilvănean Material: aur                                                                               | Descriere avers: Cerc perlat; inscripție circulară; cerc perlat; în câmp: scut polonez încărcat cu trei colți de lup [mistreț sau elefant] (stema familiei Bathory); scutul are ca tenanți doi îngeri și este timbrat de coroană deschisă cu cinci fleuroane Descriere revers: Inscripție circulară; motiv ornamental; cerc perlat; în câmp: arabesc, inscripție, arabesc Legendă revers: ANNO DOMINI MILESIMO / VINGENTESIMO SEPTVAG SEPTIMO; VIRTVS / VNITA / VALET / | Muzeul Național de Istorie a Transilvaniei, Cluj | Cimec    |
|      | 10 ducați             | Școală: Atelier transilvănean Material: aur                                                                               | Descriere avers: Inscripție circulară; cerc perlat; în câmp: scut polonez încărcat cu trei colți de lup [mistreț sau elefant] (stema familiei Bathory); scutul are ca tenanți doi îngeri și este timbrat de coroană deschisă cu cinci fleuroane Descriere revers: Inscripție circulară; cerc perlat; motiv ornamental; cerc perlat; în câmp: arabesc, inscripție circulară, arabesc Legendă revers: ANNO DOMINI MILESIMO / VINGENTESIMO SEPTVAG SEPTIMO; VIRTVS / VNITA / VALET | Muzeul Național de Istorie a Transilvaniei, Cluj | Cimec    |
|      | 4 ducați              | Școală: Monrtăria Kremnica Material: aur                                                                                  | Descriere avers: Cerc perlat; semicircular inscripție; în câmp: bust dreapta diademată M. Teresia Descriere revers: Cerc perlat; circular inscripție; scut încărcat cu stema Ungariei; în câmp: Madona cu Pruncul pe brațul stâng și sceptrul în mâna dreaptă, ambii nimbați, stă pe semilună înconjurată de raze; Isus ține pe brațul stâng globul cruciger iar cu dreapta binecuvântează; de o parte și de alta sigla monetăriei Kremnica: KB Legendă revers: S: MARIA MATER DEI; PATRONA HUNG: 1742 | Muzeul Național de Istorie a Transilvaniei, Cluj | Cimec    |
|      | 5 ducați              | Școală: Atelier clujean Material: aur                                                                                     | Descriere avers: Cerc șnuruit; circular inscripție; cerc perlat; în câmp: bust dreapta laureat Leopold I purtând perucă și Lâna de Aur Descriere revers: Cerc șnuruit; circular: DVCATVS NOV9 medalion cu sigla monetăriei Cluj: KV TRANSVLVANIÆ 16 96; cerc perlat; în câmp. Acvila bicefală limbată, dublu nimbată, ține în gheara dreaptă spada și în stânga sceptrul; ea poartă pe piept scut încărcat cu stema Transilvaniei: scut despicat; prima parte este încărcată cu o pasăre stând spre dreapta pe malul unei ape (sic!) asuprită de un soare strălucitor; partea a doua este încărcată cu cele șapte cetăți dispuse 2,3,2, asuprite de semilună; scutul este înconjurat de colanul Lânii de Aur și timbrat de coroană deschisă cu trei fleuroane prin care ies capetele acvilei, asuprită la rândul ei de coroana Austriei Legendă revers: DVCATVS NOV; KV TRANSVLVANIÆ 16 96 | Muzeul Național de Istorie a Transilvaniei, Cluj | Cimec    |
|      | 10 ducați             | Școală: Atelier sibian Material: aur                                                                                      | Descriere avers: Cerc perlat; circular inscripție; cerc continuu; în cîmp: bust dreapta purtând armură, cu capul gol, Șt. Bocskay Descriere revers: Cerc perlat; semicircular: SICVLORVM C scut timbrat ce coroană încărcat cu stema Sibiului OMES ET 1606 (fiecare literă O din toate cuvintele legendei au în interior câte un punct); semicerc continuu; în câmp: scut despicat; prima parte este încărcată cu stema Ungariei; partea a doua este încărcată cu stema Transilvaniei având în șef soarele și semiluna și cetățile dispuse 1,2,2,2; în inimă blazonul familiei Bocskay: scutul este imaginat de un dragon încolăcit și este încărcat cu un leu rampant încoronat ducând o săgeată pe umărul drept; scutul este asuprit de coroană deschisă cu cinci fleuroane și are în părți sigla monetăriei Sibiu: HS Legendă revers: SICVLORVM C; OMES ET 1606 | Muzeul Național de Istorie a Transilvaniei, Cluj | Cimec    |
|      | 10 ducați             | Școală: Atelier Baia Mare Material: aur                                                                                   | Descriere avers: Cerc perlat; circular: inscripție; cerc ornamental; în câmp: bust dreapta laureat Leopold I Descriere revers: Cerc perlat; circular: inscripție; cerc ornamental; în câmp: în medalion oval înconjurat de raze, stând în picioare pe un nor, Fecioara încoronată cu Pruncul pe brațul drept și ținând un sceptru pe umărul stâng;; ambii nimbați; sub medalion scut încărcat cu stema Ungariei; de o parte și de alta a medalionului monogramele NB și M Legendă revers: IMMACVLATA VIR: MAR: MAT: DEI PAT: HVNGA: 1675 | Muzeul Național de Istorie a Transilvaniei, Cluj | Cimec    |
|      | 15 ducați             | Școală: Atelier venețian Material: aur                                                                                    | Descriere avers: Cadru din sârmă de aur și inel de prindere; cerc perlat; circular inscripție; în câmp: medalion elipsoidal format din perle; în interiorul medalionului: 20 de stele în șase raze care urmează conturul medalionului; central: Isus nimbat binecuvântând cu mâna dreaptă și ținând globul cruciger în mâna stângă Descriere revers: Cerc perlat; circular: în dreapta semicircular: IOAN CORNEL; în stânga scris vertical: S/ / M/ / VENETVS/; în câmp: pe linia de exergă Sf. Marcu în picioare spre dreapta, nimbat, ținând la piept Evanghelia; în fața sa, în genunchi, Giovani Corelli în costum de doge, își ține mâna dreaptă pe inimă iar cu stânga ține o cruce înaltă; în dreapta crucii, scris vertical: DVX Legendă revers: IOAN CORNEL; S/ M/ VENETVS/ | Muzeul Național de Istorie a Transilvaniei, Cluj | Cimec    |
|      | 10 ducați             | Școală: Atelier transilvănean Material: aur                                                                               | Descriere avers: Cerc format din flori de laur; circular inscripție; cerc perlat; în câmp: bust dreapta S. Rakoczi cu capul gol, ținând sceptrul pe umărul dreapt și mâna stângă pe spadă Descriere revers: Cerc format din flori de laur; circular inscripție; cerc perlat: în câmp: inscripție Legendă revers: SOLI. DEO. GLORIA. ANNO. DO: MDCVII; NON / EST CVRRE/ NTIS NEQVE / VOLENTIS SED/ MISERENT/ IS DEI | Muzeul Național de Istorie a Transilvaniei, Cluj | Cimec    |
|      | 10 ducați             | Școală: Atelier Alba Iulia Material: aur                                                                                  | Descriere avers: Cerc perlat; semicircular inscripție; cerc perlat; în câmp: bust dreapta G. Bethlen purtând boneta princiară și barbă scurtă Descriere revers: Cerc perlat; circular inscripție; cerc perlat; în câmp: trei scuturi; scutul central este încărcat cu stema familiei Bethlen și este surmontat de doi lei afrontați, limbați, cu coada pe spate, care susțin boneta princiară; în dreapta scutului central scut încărcat cu acvila ieșind având la dextra soarele iar la senestra semiluna; în stânga scutului central scut încărcat cu cele șapte cetăți dispuse 1,2,1,2,1; sub scutul central, în medalion: A I Legendă revers: PAR REG HVNG DOM ET SICVL COM 1619 | Muzeul Național de Istorie a Transilvaniei, Cluj | Cimec    |
|      | 10 ducați             | Școală: Atelier Alba Iulia Material: aur                                                                                  | Descriere avers: Cerc ornamental; circular inscripție; cerc perlat; în câmp: bust stânga purtând boneta princiară și barbă scută G. Bethlen Descriere revers: Cerc ornamental; circular inscripție; cerc perlat; în câmp: braț armat dreapta ieșind dintr-un nor ținând o spadă cu vârful în sus ce trece printr-o coroană deschisă cu trei fleuroane; în dreapta spadei o panglică pe care scrie: CON/SILIO/ FIR/MATA/ DEI Legendă revers: DN S: ILLVM: MEA ET SALVS MEA QVEM TIMEBO: 1616; CON/SILIO/ FIR/MATA/ DEI | Muzeul Național de Istorie a Transilvaniei, Cluj | Cimec    |
|      | 6 ducați              | Școală: Monrtăria Kremnica Material: aur                                                                                  | Descriere avers: Cerc perlat; circular: GABRIEL Madona cu Pruncul stând pe semilună; scut încărcat cu stema Ungariei SCL REX; cerc perlat; în câmp: bust dreapta în armură, cu capul gol, ținând sceptrul pe umărul drept G. Bethlen Descriere revers: Cerc perlat; circular inscripție; semicerc perlat; în câmp: scut despicat; prima parte este încărcată cu stema Ungariei; partea a doua este încărcată cu stema Transilvaniei având cetățile dispuse 3,3,1, iar semiluna trecută din cartierul superior în cel inferior, deasupra cetăților; în inimă: stema familiei Bethlen; scutul mare este asuprit de coroana Ungariei; de o parte și de alta a scutului mare KB Legendă revers: TRANS PRINCEPS ET SICVLOR COM 1622 | Muzeul Național de Istorie a Transilvaniei, Cluj | Cimec    |
|      | 10 ducați             | Școală: Atelier transilvănean Material: aur                                                                               | | Muzeul Național de Istorie a Transilvaniei, Cluj | Cimec    |
|      | 10 ducați             | Școală: Atelier transilvănean Material: aur                                                                               | | Muzeul Național de Istorie a Transilvaniei, Cluj | Cimec    |
|      | 10 ducați             | Școală: Atelier Baia Mare Material: aur                                                                                   | | Muzeul Național de Istorie a Transilvaniei, Cluj | Cimec    |
|      | 10 ducați             | Școală: Atelier clujean Material: aur                                                                                     | | Muzeul Național de Istorie a Transilvaniei, Cluj | Cimec    |
|      | 10 ducați             | Școală: Atelier Alba Iulia Material: aur                                                                                  | | Muzeul Național de Istorie a Transilvaniei, Cluj | Cimec    |
|      | 10 ducați             | Datare: 1628 Școală: Atelier Baia Mare Material: aur                                                                      | Descriere avers: Cerc perlat; circular inscripție; cerc perlat; în câmp: bust dreapta în armură purtând sceptrul pe umărul drept, bonetă cu penaj prins în agrafă și barbă scurtă G. Bethlen Descriere revers: Cerc perlat; circular inscripție; cerc perlat; în câmp:scut despicat; prima parte este tăiată; cartierul superior este încărcat cu stema Oppeln-ului; cartierul inferior este încărcat cu stema Ratiborului; partea a doua este încărcată cu stema Transilvaniei cu semiluna în colțul dextra superior și soarele trecut în stema Oppeln-ului; cetățile sunt dispuse 2,3,2; în inimă, scut peste tot încărcat cu stema familiei Bethlen; scutul este timbrat de coroană închisă și are ornamente exterioare, iar de o parte și de alta sigla monetăriei Baia Mare: NB Legendă revers: PAR REG HVN DOM SI CO: OP RAT DVX 1628 | Muzeul Național de Istorie a Transilvaniei, Cluj | Cimec    |
|      | 10 ducați             | Datare: 1659 Școală: Atelier clujean Material: aur                                                                        | Descriere avers: Cerc perlat; semicircular: ACHA: BAR; motiv ornamental; semicerc perlat; în câmp: bust dreapta cu capul gol, barbă scurtă și sceptrul pe umărul drept A. Barcsai Descriere revers: Cerc perlat; circular inscripție; semicerc perlat; în câmp: stema acolată a Transilvaniei și a familiei Barcsai; scut cu ornamente exterioare despicat; prima parte este încărcată cu un soare strălucitor și acvila ieșind din talpa ornamentată; partea a doua este încărcată cu semiluna și cetățile dispuse 1,2,2,2; în inimă: scut peste tot încărcat cu stema familiei Barcsai: braț armat drept ieșind dintr-o coroană deschisă cu trei fleuroane străpuns de o săgeată și ținând o spadă cu vârful în sus; scutul mare este timbrat de bonetă princiară; de o parte și de alta a scutului sigla monetăriei Cluj: CV Legendă revers: PA REG HVN DO ET SI CO: 1 6 59 | Muzeul Național de Istorie a Transilvaniei, Cluj | Cimec    |
|      | 10 ducați             | Datare: 1661 Școală: Atelier clujean Material: aur                                                                        | Descriere avers: Cerc perlat; semicircular inscripție; semicerc șnuruit; în câmp: bust din față în armură, privind spre dreapta, purtând căciulă de blană cu penaj prins în agrafă, sceptrul pe umărul drept și mâna stângă pe spadă, I. Kemeny Descriere revers: Cerc perlat; circular inscripție; semicerc șnuruit; în câmp: stema acolată a Transilvaniei și a familiei Kemeny; scut despicat; prima parte este încărcată cu un soare strălucitor și acvila ieșindă din talpa ornamentată; partea a doua este încărcată cu semiluna și cele șapte cetăți așezate pe talpa ornamentată și dispuse 1,2,2,2; în inimă: scut peste tot încărcat cu un cerb rampant ieșind dintr-o coroană deschisă cu trei fleuroane; scutul are ca suporți două acvile ieșinde și este asuprit de bonetă princiară; de o parte și de alta a scutului sigla monetăriei Cluj: CV Legendă revers: PAR REG HVN DO ET SIC CO: 1661 | Muzeul Național de Istorie a Transilvaniei, Cluj | Cimec    |
|      | 5 ducați              | Datare: 1777 Școală: Atelier imperial Material: aur                                                                       | Descriere avers: Semicircular inscripție; în câmp: bust dreapta voalată M. Teresia Descriere revers: Cerc perlat; circular inscripție; două sceptre încrucișate (posibilă siglă de monetărie sau de monetar); în câmp: stema acolată a Imperiului și a posesiunilor austriece purtată pe piept de acvila bicefală dublu nimbată; scut sfertuit; cartierul 1 este încărcat cu stema Ungariei și este timbrat de coroana țării; cartierul 2 este încărcat cu stema Boemiei și este timbrat de coroana țării; cartierul 3 este încărcat cu stema Burgundiei; cartierul 4 este încărcat cu stema Transilvaniei; în inimă: scut peste tot încărcat cu stema Austriei timbrat de coroana țării; prin coroanele Ungariei și ale Boemiei ies capete acvilei; totul asuprit de coroana Austriei Legendă revers: ARCHID AU DUX BU M PR TRANS COM TYR 1777 | Muzeul Național de Istorie a Transilvaniei, Cluj | Cimec    |
|      | 5 ducați              | Datare: 1760 Școală: Atelier imperial Material: aur                                                                       | Descriere avers: Cerc perlat; semicircular inscripție; în câmp: bust dreapta diademat M. Teresia Descriere revers: Cerc perlat; circular inscripție; două sceptre încrucișate (posibilă siglă de monetărie sau de monetar); în câmp: stema acolată a Imperiului și a posesiunilor austriece plasată direct pe pieptul acvilei bicefale dublu limbată și nimbată; scut cu 15 partițiuni încărcate cu următoare steme: Dalmația, Ungaria, Castilia, Boemia, Croația, Milano, Austria, Burgundia, Tirol, Silezia, Stiria, Lorena, Carintia, Goritzia; central, scut I încarcat cu stema Transilvaniei; scutul este timbrat de bonetă princiară prin care ies capetele acvilei bicefale; totul asuprit de coroana Austriei Legendă revers: AR• AU• DUX• BU• ME• PR• TRAN• CO• TY• 1760 | Muzeul Național de Istorie a Transilvaniei, Cluj | Cimec    |
|      | 4 ducați              | Datare: 1779 Școală: Atelier sibian Material: aur                                                                         | Descriere avers: Cerc perlat; semicircular inscripție; în câmp: bust dreapta diademat și voalat M. Teresia Descriere revers: Cerc perlat; circular inscripție; în câmp: acvila bicefală dublu nimbată purtând pe piept scut încărcat cu stema Transilvaniei cu cetățile dispuse 4,3; scutul este timbrat de boneta princiară prin care ies capetele acvilei; totul asuprit de coroana Austriei; sub ghearele acvilei sigla motetăriei din Sibiu: H.S., iar între ghearae, într-un medalion, valoarea nominală: 4 Legendă revers: AR• AU• DUX• BU• M• PR• TRAN• CO• TYR• 1779: | Muzeul Național de Istorie a Transilvaniei, Cluj | Cimec    |
|      | 10 ducați             | Datare: 1689 Școală: Atelier Făgăraș Material: aur                                                                        | Descriere avers: Cerc șnuruit; circular inscripție; cerc ornamental; în câmp: bust dreapta în armură ușoară, cu căciulă de blană și penaj prins în agrafă, cu sceptrul pe umărul drept și mâna stângă pe spadă M. Apafi Descriere revers: Cerc șnuruit; circular inscripție; cerc ornamental; în câmp: stema acolată a Transilvaniei și a familiei Apafi; scut având ca suporți doi grifoni; scutul este încărcat cu soarele la dextra și semiluna la senestra; acvila este plasată sub soare și iese din latura orizontală a unui unghi drept ornamentat; în dreapta cele șapte cetăți dispuse 2,3,2; în inimă, scut peste tot cu marginile ornamentate cu flori de laur încărcat cu stema familiei Apafi: coif străpuns de o sabie; prin coif crește un butuc de vie; scutul peste tot este asuprit de un cap de înger; totul asuprit de bonetă princiară; sub scut, în medalion, sigla monetăriei Făgăraș: (ARX FOGORAS) sub care se găsește un ornament Legendă revers: PAR• REG• HVHGARIÆ DO: ET• SI: CO: MES• 1689 | Muzeul Național de Istorie a Transilvaniei, Cluj | Cimec    |
|      | Aureus                | Datare: 80 p.Chr. Material: aur                                                                                           | Descriere avers: Circular inscripție; în câmp: cap dreaptalaureat Titus Descriere revers: Semicircular inscripție; în câmp: evreu îngenunchiat spre dreapta susținând un trofeu Legendă revers: TR. P. VIIII. IMP. XV. COS. VII. P. P. | Muzeul Național de Istorie a Transilvaniei, Cluj | Cimec    |
|      | Aureus                | Datare: 193 p.Chr. Material: aur                                                                                          | Descriere avers: Cerc perlat; semicircular inscripție; în câmp: cap dreapta laureat S. Severus Descriere revers: Cerc perlat; semicircular inscripție; în câmp: Victoria mergând spre stânga ține o coroană și o frunză de palmier Legendă revers: VICT. AVG. TR. P. COS. | Muzeul Național de Istorie a Transilvaniei, Cluj | Cimec    |
|      | Aureus                | Datare: 149 p.Chr. Material: aur                                                                                          | Descriere avers: Semicircular inscripție; în câmp: cap dreapta Marcus Aurelius cu părul buclat Descriere revers: Semicircular inscripție; în câmp: Buna Cerdință diademată, în picioare ușor întoarsă spre dreapta, ține cu mâna stângă spice iar cu dreapta o fructieră Legendă revers: TR. POT. III. COS. II. | Muzeul Național de Istorie a Transilvaniei, Cluj | Cimec    |
|      | Aureus                | Datare: 193 p.Chr. Material: aur                                                                                          | Descriere avers: Cerc perlat; semicircular inscripție; în câmp: cap dreapta laureat Pertinax Descriere revers: Cerc perlat; semicircular inscripție; în câmp: Providența, în picioare spre stânga, ține mâna dreaptă ridicată spre un glob radiat Legendă revers: PROVID. DEOR. COS. II. | Muzeul Național de Istorie a Transilvaniei, Cluj | Cimec    |
|      | Aureus                | Datare: 166 p.Chr. Material: aur                                                                                          | Descriere avers: Semicircular inscripție; în câmp: cap dreapta laureat și cuirasat L. Verus Descriere revers: Cerc perlat; semicircular inscripție; în câmp: Victoria, seminudă, în picioare spre dreapta, ține cu mâna dreaptă o ramură de palmier; ea se sprijină de un palmier pe care este atașat un scut pe care se poate citi: VIC. PAR. Legendă revers: TR. P. VI. IMP. IIII. COS. II. | Muzeul Național de Istorie a Transilvaniei, Cluj | Cimec    |
|      | Aureus                | Datare: Sec. II Material: aur                                                                                             | Descriere avers: Cerc perlat; semicircular inscripție; în câmp: cap dreapta laureat Traian Descriere revers: Cerc perlat; semicircular inscripție; în câmp: Hercule nud, în picioare din față, urcat pe un altar, ține ciomagul cu mâna dreaptă și blana de leu pe mâna stângă Legendă revers: P. M. TR. P. COS. IIII. P. P. | Muzeul Național de Istorie a Transilvaniei, Cluj | Cimec    |
|      | Aureus                | Datare: 114 p.Chr. Material: aur                                                                                          | Descriere avers: Semicircular inscripție; în câmp: bust dreapta laureat Traian Descriere revers: În câmp: edificiu cu șase coloane frontale și câte una pe fiecare latură, cu o poartă mare la mijloc; pe platforma superioară a edificiului se găsește un car cu șase cai ținuți de doi soldați sau două Victorii în picioare din față; în car Traian ține o ramură de laur și este încoronat de Victoria; de o parte și de alta a carului un trofeu și o Victorie; cele șase coloane frontale sunt separate de patru nișe, fiecare nișă adăpostind o statuie în picioare; sub fiecare nișă câte un medalion și o cincime de medalion deasupra marii porți; sub edificiu: FORUM TRAIAN. Legendă revers: FORUM TRAIAN. | Muzeul Național de Istorie a Transilvaniei, Cluj | Cimec    |
|      | Aureus                | Datare: Sec. I Material: aur                                                                                              | Descriere avers: Cerc perlat; semicircular inscripție; în câmp: cap dreapta laureat Nero Descriere revers: Cerc perlat; semicircular inscripție; în câmp: Nero radiat, în picioare din față, ține cu mâna dreaptă o ramură de laur și o Victorie Legendă revers: AVGVSTVS GERMANICVS | Muzeul Național de Istorie a Transilvaniei, Cluj | Cimec    |
|      | Aureus                | Datare: Sec. I Material: aur                                                                                              | Descriere avers: Semicircular inscripție; în câmp: cap dreapta laureat Nero Descriere revers: Semicircular inscripție; în câmp: Concordia așezată spre stânga ține o panteră și un corn al abundenței Legendă revers: CONCORDIA AVGVSTA. | Muzeul Național de Istorie a Transilvaniei, Cluj | Cimec    |
|      | Aureus                | Datare: Sec. I Material: aur                                                                                              | Descriere avers: Semicircular inscripție; în câmp: cap dreapta laureat Nero Descriere revers: În câmp: Salus stând spre stânga, ține în mâna dreaptă o panteră Descriere exergă: SALVS | Muzeul Național de Istorie a Transilvaniei, Cluj | Cimec    |
|      | Aureus                | Datare: Sec. I Material: aur                                                                                              | Descriere avers: Semicircular inscripție; în câmp: cap dreapta laureat Nero Descriere revers: Semicircular inscripție; în câmp: Augustus radiat, ținând un sceptru și o panteră, și Livia voalată, ținând o panteră și un corn al abundenței, ambii în picioare, ușor întorși spre stânga Legendă revers: AVGVSTVS AVGVSTA | Muzeul Național de Istorie a Transilvaniei, Cluj | Cimec    |
|      | Aureus                | Datare: Sec. I Material: aur                                                                                              | Descriere avers: Semicircular inscripție; în câmp: cap dreapta laureat Nero Descriere revers: Semicircular inscripție; în câmp: Jupitor stând spre stânga, ține un fulger și un sceptru Legendă revers: IVPITER CVSTOS | Muzeul Național de Istorie a Transilvaniei, Cluj | Cimec    |
|      | Aureus                | Datare: Sec. I Material: aur                                                                                              | Descriere avers: Semicircular inscripție; în câmp: cap dreapta laureat Nero Descriere revers: Semicircular inscripție; în câmp: Jupitor stând spre stânga, ține un fulger și un sceptru Legendă revers: IVPITER CVSTOS | Muzeul Național de Istorie a Transilvaniei, Cluj | Cimec    |
|      | Aureus                | Datare: 117 p.Chr. Școală: Roma Material: aur                                                                             | Descriere avers: Cerc perlat; semicircular inscripție; în câmp: bust dreapta laureat, drapat și cuirasat Hadrian Descriere revers: Cerc perlat; semicircular inscripție; în câmp: bust radiat dreapta Sorele Descriere exergă: ORIENS Legendă revers: DIVI NER. NEP. P.M. TR.P. COS | Muzeul Național de Istorie a Transilvaniei, Cluj | Cimec    |
|      | Aureus                | Datare: Sec. II Școală: Roma Material: aur                                                                                | Descriere avers: Semicircular inscripție; în câmp: bust dreapta laureat, drapat și cuirasat Hadrian Descriere revers: Semicircular inscripție; în câmp: Roma așezată spre stânga pe o armură ținând o Victorie și o suliță Legendă revers: P.M. TR. P. COS. III. | Muzeul Național de Istorie a Transilvaniei, Cluj | Cimec    |
|      | Aureus                | Datare: 68 p.Chr. Material: aur                                                                                           | Descriere avers: Semicircular inscripție; în câmp: cap dreapta Otho Descriere revers: Semicircular inscripție; în câmp: Securitas, în picioare spre stânga, ținând o cunună și un sceptru Legendă revers: SECVRITAS P. R. | Muzeul Național de Istorie a Transilvaniei, Cluj | Cimec    |
|      | Ducat                 | Școală: Monetăria Kremnica Material: aur                                                                                  | Descriere avers: Cerc perlat, semicircular; în câmp: Maria Teresia, în picioare din față, încoronată, ține cu mâna dreaptă sceptrul iar cu stânga globul cruciger; pe șoldul stâng poartă spada; de o parte și de alta a reginei sigla monetăriei Kremnica: KB Descriere revers: Cerc perlat, circular; scut încărcat cu stema Ungariei; în câmp: în cunună de raze Fecioara Maria încoronată stând pe un nor sprijinit pe semilună, cu Isus în brațe, ambii aureolați. Fecioara ține în mâna dreaptă sceptrul, Isus ține în mâna stângă globul cruciger Legendă revers: PATRONA REGNI; HVNGARIAE 1765 | Muzeul Național de Istorie a Transilvaniei, Cluj | Cimec    |
|      | Ducat                 | Școală: Monetăria Kremnica Material: aur                                                                                  | Descriere avers: Cerc perlat, semicircular; în câmp: Maria Teresia, în picioare din față, încoronată, ține cu mâna dreaptă sceptrul iar cu stânga globul cruciger; pe șoldul stâng poartă spada; de o parte și de alta a reginei sigla monetăriei Kremnica: KB Descriere revers: Cerc perlat, circular; scut încărcat cu stema Ungariei; în câmp: în cunună de raze Fecioara Maria încoronată stând pe un nor sprijinit pe semilună, cu Isus în brațe, ambii aureolați. Fecioara ține în mâna dreaptă sceptrul, Isus ține în mâna stângă globul cruciger Legendă revers: PATRONA REGNI; HVNGARIAE 1765 | Muzeul Național de Istorie a Transilvaniei, Cluj | Cimec    |
|      | Ducat                 | Școală: Monetărie imperială Material: aur                                                                                 | Descriere avers: Cerc perlat, circular; în câmp: Iosif II, în picioare din față, încoronat, ține cu mâna dreaptă sceptrul iar cu stânga globul cruciger; pe șoldul stâng poartă spada Descriere revers: Cerc perlat, circular; scut încărcat cu stema Ungariei; în câmp: în cunună de raze Fecioara Maria încoronată stând pe un nor sprijinit pe semilună, cu Isus în brațe, ambii aureolați. Fecioara ține în mâna dreaptă sceptrul, Isus ține în mâna stângă globul cruciger Legendă revers: PATRONA REGNI; HVNGARIAE 1781 | Muzeul Național de Istorie a Transilvaniei, Cluj | Cimec    |
|      | Ducat                 | Școală: Monetărie imperială Material: aur                                                                                 | Descriere avers: Cerc perlat, circular; în câmp: Iosif II, în picioare din față, încoronat, ține cu mâna dreaptă sceptrul iar cu stânga globul cruciger; pe șoldul stâng poartă spada Descriere revers: Cerc perlat, circular; scut încărcat cu stema Ungariei; în câmp: în cunună de raze Fecioara Maria încoronată stând pe un nor sprijinit pe semilună, cu Isus în brațe, ambii aureolați. Fecioara ține în mâna dreaptă sceptrul, Isus ține în mâna stângă globul cruciger Legendă revers: PATRONA REGNI; HVNGARIAE 1785 | Muzeul Național de Istorie a Transilvaniei, Cluj | Cimec    |
|      | Ducat                 | Școală: Monetăria Alba Iulia Material: aur                                                                                | Descriere avers: Cerc perlat, circular; în câmp: cap dreapta laureat Iosif II; sub cap sigla monetăriei Alba Iulia E Descriere revers: Cerc perlat, circular; în câmp: acvila bicefală dublu nimbată asuprită de coroana Austriei; ea ține în gheara dreaptă spada iar în stânga sceptrul; capetele acvilei ies prin coroana Ungariei; acvila poartă pe piept scut încărcat cu stema Casei de Habsburg - Lorena înconjurat de colanul Lânii de Aur Legendă revers: ARCH A D BVRG LOTH M D H 1787 | Muzeul Național de Istorie a Transilvaniei, Cluj | Cimec    |
|      | Ducat                 | Școală: Monetăria Alba Iulia Material: aur                                                                                | Descriere avers: Cerc perlat, circular; în câmp: cap dreapta laureat Iosif II; sub cap sigla monetăriei Alba Iulia E Descriere revers: Cerc perlat, circular; în câmp: acvila bicefală dublu nimbată asuprită de coroana Austriei; ea ține în gheara dreaptă spada iar în stânga sceptrul; capetele acvilei ies prin coroana Ungariei; acvila poartă pe piept scut încărcat cu stema Casei de Habsburg - Lorena înconjurat de colanul Lânii de Aur Legendă revers: ARCH A D BVRG LOTH M D H 1788 | Muzeul Național de Istorie a Transilvaniei, Cluj | Cimec    |
|      | Ducat                 | Școală: Monetărie imperială Material: aur                                                                                 | Descriere avers: Cerc perlat, circular; în câmp: Ferdinand V, în picioare din față, încoronat, cu mantou de hermină pe umeri, ține cu mâna dreaptă sceptrul iar cu stânga globul cruciger; pe șoldul stâng poartă spada Descriere revers: Cerc perlat, circular; scut încărcat cu stema Ungariei; în câmp: în cunună de raze Fecioara Maria încoronată stând pe un nor sprijinit pe semilună, cu Isus în brațe, ambii aureolați. Fecioara ține în mâna dreaptă sceptrul, Isus ține în mâna stângă globul cruciger Legendă revers: SZ MÁRIA IST ANNYA; MAGY OR VÉDÖJE 1848 | Muzeul Național de Istorie a Transilvaniei, Cluj | Cimec    |
|      | Ducat                 | Școală: Monetărie imperială Material: aur                                                                                 | Descriere avers: Cerc perlat, circular; în câmp: Ferdinand V, în picioare din față, încoronat, cu mantou de hermină pe umeri, ține cu mâna dreaptă sceptrul iar cu stânga globul cruciger; pe șoldul stâng poartă spada Descriere revers: Cerc perlat, circular; scut încărcat cu stema Ungariei; în câmp: în cunună de raze Fecioara Maria încoronată stând pe un nor sprijinit pe semilună, cu Isus în brațe, ambii aureolați. Fecioara ține în mâna dreaptă sceptrul, Isus ține în mâna stângă globul cruciger Legendă revers: SZ MÁRIA IST ANNYA; MAGY OR VÉDÖJE 1848 | Muzeul Național de Istorie a Transilvaniei, Cluj | Cimec    |
|      | Ducat                 | Școală: Monetăria Kremnica Material: aur                                                                                  | Descriere avers: Cerc perlat, circular; în câmp: Carol VI, în picioare din față, încoronat, cu mantou de hermină pe umeri, ține cu mâna dreaptă sceptrul iar cu stânga globul cruciger; pe șoldul stâng poartă spada; de o parte și de alta sigla monetăriei Kremnica KB Descriere revers: Cerc perlat, circular; scut încărcat cu stema Ungariei; în câmp: în cunună de raze Fecioara Maria încoronată stând pe semilună, cu Isus în brațe, ambii aureolați. Fecioara ține în mâna dreaptă sceptrul, Isus ține în mâna stângă globul cruciger Legendă revers: PATRONA REGNI; HVNGARIAE 1715 | Muzeul Național de Istorie a Transilvaniei, Cluj | Cimec    |
|      | Ducat                 | Școală: Monetăria Kremnica Material: aur                                                                                  | Descriere avers: Cerc perlat, circular; în câmp: Carol VI, în picioare din față, încoronat, cu mantou de hermină pe umeri, ține cu mâna dreaptă sceptrul iar cu stânga globul cruciger; pe șoldul stâng poartă spada; de o parte și de alta sigla monetăriei Kremnica KB Descriere revers: Cerc perlat, circular; scut încărcat cu stema Ungariei; în câmp: în cunună de raze Fecioara Maria încoronată stând pe semilună, cu Isus în brațe, ambii aureolați. Fecioara ține în mâna dreaptă sceptrul, Isus ține în mâna stângă globul cruciger Legendă revers: PATRONA REGNI; HVNGARIAE 1715 | Muzeul Național de Istorie a Transilvaniei, Cluj | Cimec    |
|      | Ducat                 | Școală: Monetăria Kremnica Material: aur                                                                                  | Descriere avers: Cerc perlat, circular; în câmp: Carol VI, în picioare din față, încoronat, cu mantou de hermină pe umeri, ține cu mâna dreaptă sceptrul iar cu stânga globul cruciger; pe șoldul stâng poartă spada; de o parte și de alta sigla monetăriei Kremnica KB Descriere revers: Cerc perlat, circular; scut încărcat cu stema Ungariei; în câmp: în cunună de raze Fecioara Maria încoronată stând pe semilună, cu Isus în brațe, ambii aureolați. Fecioara ține în mâna dreaptă sceptrul, Isus ține în mâna stângă globul cruciger Legendă revers: PATRONA REGNI; HVNGARIAE 1715 | Muzeul Național de Istorie a Transilvaniei, Cluj | Cimec    |
|      | Ducat                 | Școală: Monetăria Kremnica Material: aur                                                                                  | Descriere avers: Cerc perlat, circular; în câmp: Carol VI, în picioare din față, încoronat, cu mantou de hermină pe umeri, ține cu mâna dreaptă sceptrul iar cu stânga globul cruciger; pe șoldul stâng poartă spada; de o parte și de alta sigla monetăriei Kremnica KB Descriere revers: Cerc perlat, circular; scut încărcat cu stema Ungariei; în câmp: în cunună de raze Fecioara Maria încoronată stând pe semilună, cu Isus în brațe, ambii aureolați. Fecioara ține în mâna dreaptă sceptrul, Isus ține în mâna stângă globul cruciger Legendă revers: PATRONA REGNI; HVNGARIAE 1716 | Muzeul Național de Istorie a Transilvaniei, Cluj | Cimec    |
|      | Ducat                 | Școală: Monetăria Kremnica Material: aur                                                                                  | Descriere avers: Cerc perlat, circular; în câmp: Carol VI, în picioare din față, încoronat, cu mantou de hermină pe umeri, ține cu mâna dreaptă sceptrul iar cu stânga globul cruciger; pe șoldul stâng poartă spada; de o parte și de alta sigla monetăriei Kremnica KB Descriere revers: Cerc perlat, circular; scut încărcat cu stema Ungariei; în câmp: în cunună de raze Fecioara Maria încoronată stând pe semilună, cu Isus în brațe, ambii aureolați. Fecioara ține în mâna dreaptă sceptrul, Isus ține în mâna stângă globul cruciger Legendă revers: PATRONA REGNI; HVNGARIAE 1716 | Muzeul Național de Istorie a Transilvaniei, Cluj | Cimec    |
|      | Ducat                 | Școală: Monetăria Kremnica Material: aur                                                                                  | Descriere avers: Cerc perlat, circular; în câmp: Carol VI, în picioare din față, încoronat, cu mantou de hermină pe umeri, ține cu mâna dreaptă sceptrul iar cu stânga globul cruciger; pe șoldul stâng poartă spada; de o parte și de alta sigla monetăriei Kremnica KB Descriere revers: Cerc perlat, circular; scut încărcat cu stema Ungariei; în câmp: în cunună de raze Fecioara Maria încoronată stând pe semilună, cu Isus în brațe, ambii aureolați. Fecioara ține în mâna dreaptă sceptrul, Isus ține în mâna stângă globul cruciger Legendă revers: PATRONA REGNI; HVNGARIAE 1716 | Muzeul Național de Istorie a Transilvaniei, Cluj | Cimec    |
|      | Ducat                 | Școală: Monetăria Kremnica Material: aur                                                                                  | Descriere avers: Cerc perlat, circular; în câmp: Carol VI, în picioare din față, încoronat, cu mantou de hermină pe umeri, ține cu mâna dreaptă sceptrul iar cu stânga globul cruciger; pe șoldul stâng poartă spada; de o parte și de alta sigla monetăriei Kremnica KB Descriere revers: Cerc perlat, circular; scut încărcat cu stema Ungariei; în câmp: în cunună de raze Fecioara Maria încoronată stând pe semilună, cu Isus în brațe, ambii aureolați. Fecioara ține în mâna dreaptă sceptrul, Isus ține în mâna stângă globul cruciger Legendă revers: PATRONA REGNI; HVNGARIAE 1719 | Muzeul Național de Istorie a Transilvaniei, Cluj | Cimec    |
|      | Ducat                 | Școală: Monetăria Kremnica Material: aur                                                                                  | Descriere avers: Cerc perlat, circular; în câmp: Carol VI, în picioare din față, încoronat, cu mantou de hermină pe umeri, ține cu mâna dreaptă sceptrul iar cu stânga globul cruciger; pe șoldul stâng poartă spada; de o parte și de alta sigla monetăriei Kremnica KB Descriere revers: Cerc perlat, circular; scut încărcat cu stema Ungariei; în câmp: în cunună de raze Fecioara Maria încoronată stând pe semilună, cu Isus în brațe, ambii aureolați. Fecioara ține în mâna dreaptă sceptrul, Isus ține în mâna stângă globul cruciger Legendă revers: PATRONA REGNI; HVNGARIAE 1719 | Muzeul Național de Istorie a Transilvaniei, Cluj | Cimec    |
|      | 1/4 ducat             | Școală: Monetăria Kosice Material: aur                                                                                    | Descriere avers: Cerc perlat, circular; în câmp: Carol VI, în picioare din față, încoronat, cu mantou de hermină pe umeri, ține cu mâna dreaptă sceptrul iar cu stânga globul cruciger; pe șoldul stâng poartă spada; de o parte și de alta sigla monetăriei Kosice CH Descriere revers: Cerc perlat, circular; scut încărcat cu stema Ungariei; scutul Ungariei este încadrat de alte două scuturi în care se găsesc monogramele PW; în câmp: în cunună de raze Fecioara Maria încoronată stând pe semilună, cu Isus în brațe, ambii aureolați. Fecioara ține în mâna dreaptă sceptrul, Isus ține în mâna stângă globul cruciger Legendă revers: PATRONA; HVNGARIAE 1719 | Muzeul Național de Istorie a Transilvaniei, Cluj | Cimec    |
|      | Ducat                 | Școală: Monetăria Kremnica Material: aur                                                                                  | Descriere avers: Cerc perlat, circular; în câmp: Carol VI, în picioare din față, încoronat, cu mantou de hermină pe umeri, ține cu mâna dreaptă sceptrul iar cu stânga globul cruciger; pe șoldul stâng poartă spada; de o parte și de alta sigla monetăriei Kremnica KB Descriere revers: Cerc perlat, circular; scut încărcat cu stema Ungariei; în câmp: în cunună de raze Fecioara Maria încoronată stând pe semilună, cu Isus în brațe, ambii aureolați. Fecioara ține în mâna dreaptă sceptrul, Isus ține în mâna stângă globul cruciger Legendă revers: PATRONA REGNI; HVNGARIAE 1720 | Muzeul Național de Istorie a Transilvaniei, Cluj | Cimec    |
|      | Ducat                 | Școală: Monetăria Kremnica Material: aur                                                                                  | Descriere avers: Cerc perlat, circular; în câmp: Carol VI, în picioare din față, încoronat, cu mantou de hermină pe umeri, ține cu mâna dreaptă sceptrul iar cu stânga globul cruciger; pe șoldul stâng poartă spada; de o parte și de alta sigla monetăriei Kremnica KB Descriere revers: Cerc perlat, circular; scut încărcat cu stema Ungariei; în câmp: în cunună de raze Fecioara Maria încoronată stând pe semilună, cu Isus în brațe, ambii aureolați. Fecioara ține în mâna dreaptă sceptrul, Isus ține în mâna stângă globul cruciger Legendă revers: PATRONA REGNI; HVNGARIAE 1720 | Muzeul Național de Istorie a Transilvaniei, Cluj | Cimec    |
|      | Ducat                 | Școală: Monetăria Kremnica Material: aur                                                                                  | Descriere avers: Cerc perlat, circular; în câmp: Carol VI, în picioare din față, încoronat, cu mantou de hermină pe umeri, ține cu mâna dreaptă sceptrul iar cu stânga globul cruciger; pe șoldul stâng poartă spada; de o parte și de alta sigla monetăriei Kremnica KB Descriere revers: Cerc perlat, circular; scut încărcat cu stema Ungariei; în câmp: în cunună de raze Fecioara Maria încoronată stând pe semilună, cu Isus în brațe, ambii aureolați. Fecioara ține în mâna dreaptă sceptrul, Isus ține în mâna stângă globul cruciger Legendă revers: PATRONA REGNI; HVNGARIAE 1721 | Muzeul Național de Istorie a Transilvaniei, Cluj | Cimec    |
|      | Ducat                 | Școală: Monetăria Kremnica Material: aur                                                                                  | Descriere avers: Cerc perlat, circular; în câmp: Carol VI, în picioare din față, încoronat, cu mantou de hermină pe umeri, ține cu mâna dreaptă sceptrul iar cu stânga globul cruciger; pe șoldul stâng poartă spada; de o parte și de alta sigla monetăriei Kremnica KB Descriere revers: Cerc perlat, circular; scut încărcat cu stema Ungariei; în câmp: în cunună de raze Fecioara Maria încoronată stând pe semilună, cu Isus în brațe, ambii aureolați. Fecioara ține în mâna dreaptă sceptrul, Isus ține în mâna stângă globul cruciger Legendă revers: PATRONA REGNI; HVNGARIAE 1721 | Muzeul Național de Istorie a Transilvaniei, Cluj | Cimec    |
|      | Ducat                 | Școală: Monetăria Kremnica Material: aur                                                                                  | Descriere avers: Cerc perlat, circular; în câmp: Carol VI, în picioare din față, încoronat, cu mantou de hermină pe umeri, ține cu mâna dreaptă sceptrul iar cu stânga globul cruciger; pe șoldul stâng poartă spada; de o parte și de alta sigla monetăriei Kremnica KB Descriere revers: Cerc perlat, circular; scut încărcat cu stema Ungariei; în câmp: în cunună de raze Fecioara Maria încoronată stând pe semilună, cu Isus în brațe, ambii aureolați. Fecioara ține în mâna dreaptă sceptrul, Isus ține în mâna stângă globul cruciger Legendă revers: PATRONA REGNI; HVNGARIAE 1723 | Muzeul Național de Istorie a Transilvaniei, Cluj | Cimec    |
|      | Ducat                 | Școală: Monetăria Kremnica Material: aur                                                                                  | Descriere avers: Cerc perlat, circular; în câmp: Carol VI, în picioare din față, încoronat, cu mantou de hermină pe umeri, ține cu mâna dreaptă sceptrul iar cu stânga globul cruciger; pe șoldul stâng poartă spada; de o parte și de alta sigla monetăriei Kremnica KB Descriere revers: Cerc perlat, circular; scut încărcat cu stema Ungariei; în câmp: în cunună de raze Fecioara Maria încoronată stând pe semilună, cu Isus în brațe, ambii aureolați. Fecioara ține în mâna dreaptă sceptrul, Isus ține în mâna stângă globul cruciger Legendă revers: PATRONA REGNI; HVNGARIAE 1723 | Muzeul Național de Istorie a Transilvaniei, Cluj | Cimec    |
|      | Ducat                 | Școală: Monetăria Kremnica Material: aur                                                                                  | Descriere avers: Cerc perlat, circular; în câmp: Carol VI, în picioare din față, încoronat, cu mantou de hermină pe umeri, ține cu mâna dreaptă sceptrul iar cu stânga globul cruciger; pe șoldul stâng poartă spada; de o parte și de alta sigla monetăriei Kremnica KB Descriere revers: Cerc perlat, circular; scut încărcat cu stema Ungariei; în câmp: în cunună de raze Fecioara Maria încoronată stând pe semilună, cu Isus în brațe, ambii aureolați. Fecioara ține în mâna dreaptă sceptrul, Isus ține în mâna stângă globul cruciger Legendă revers: PATRONA REGNI; HVNGARIAE 1726 | Muzeul Național de Istorie a Transilvaniei, Cluj | Cimec    |
|      | Ducat                 | Școală: Monetăria Kremnica Material: aur                                                                                  | Descriere avers: Cerc perlat, circular; în câmp: Carol VI, în picioare din față, încoronat, cu mantou de hermină pe umeri, ține cu mâna dreaptă sceptrul iar cu stânga globul cruciger; pe șoldul stâng poartă spada; de o parte și de alta sigla monetăriei Kremnica KB Descriere revers: Cerc perlat, circular; scut încărcat cu stema Ungariei; în câmp: în cunună de raze Fecioara Maria încoronată stând pe semilună, cu Isus în brațe, ambii aureolați. Fecioara ține în mâna dreaptă sceptrul, Isus ține în mâna stângă globul cruciger Legendă revers: PATRONA REGNI; HVNGARIAE 1726 | Muzeul Național de Istorie a Transilvaniei, Cluj | Cimec    |
|      | Ducat                 | Școală: Monetăria Baia Mare Material: aur                                                                                 | Descriere avers: Cerc perlat, circular; în câmp: Carol VI, în picioare din față, încoronat, cu mantou de hermină pe umeri, ține cu mâna dreaptă sceptrul iar cu stânga globul cruciger; pe șoldul stâng poartă spada; de o parte și de alta sigla monetăriei Baia Mare NB Descriere revers: Cerc perlat, circular; scut încărcat cu stema Ungariei; în câmp: în cunună de raze Fecioara Maria încoronată stând pe semilună, cu Isus în brațe, ambii aureolați. Fecioara ține în mâna dreaptă sceptrul, Isus ține în mâna stângă globul cruciger Legendă revers: S: IMMAC: VIRG: MARIA; MAT: DEI. PAT: HVNGAR 1726 | Muzeul Național de Istorie a Transilvaniei, Cluj | Cimec    |
|      | Ducat                 | Școală: Monetăria Kremnica Material: aur                                                                                  | Descriere avers: Cerc perlat, circular; în câmp: Carol VI, în picioare din față, încoronat, cu mantou de hermină pe umeri, ține cu mâna dreaptă sceptrul iar cu stânga globul cruciger; pe șoldul stâng poartă spada; de o parte și de alta sigla monetăriei Kremnica KB Descriere revers: Cerc perlat, circular; scut încărcat cu stema Ungariei; în câmp: în cunună de raze Fecioara Maria încoronată stând pe semilună, cu Isus în brațe, ambii aureolați. Fecioara ține în mâna dreaptă sceptrul, Isus ține în mâna stângă globul cruciger Legendă revers: PATRONA REGNI; HVNGARIAE 1729 | Muzeul Național de Istorie a Transilvaniei, Cluj | Cimec    |
|      | Ducat                 | Școală: Monetăria Kremnica Material: aur                                                                                  | Descriere avers: Cerc perlat, circular; în câmp: Carol VI, în picioare din față, încoronat, cu mantou de hermină pe umeri, ține cu mâna dreaptă sceptrul iar cu stânga globul cruciger; pe șoldul stâng poartă spada; de o parte și de alta sigla monetăriei Kremnica KB Descriere revers: Cerc perlat, circular; scut încărcat cu stema Ungariei; în câmp: în cunună de raze Fecioara Maria încoronată stând pe semilună, cu Isus în brațe, ambii aureolați. Fecioara ține în mâna dreaptă sceptrul, Isus ține în mâna stângă globul cruciger Legendă revers: PATRONA REGNI; HVNGARIAE 1729 | Muzeul Național de Istorie a Transilvaniei, Cluj | Cimec    |
|      | Ducat                 | Școală: Monetăria Kremnica Material: aur                                                                                  | Descriere avers: Cerc perlat, circular; în câmp: Carol VI, în picioare din față, încoronat, cu mantou de hermină pe umeri, ține cu mâna dreaptă sceptrul iar cu stânga globul cruciger; pe șoldul stâng poartă spada; de o parte și de alta sigla monetăriei Kremnica KB Descriere revers: Cerc perlat, circular; scut încărcat cu stema Ungariei; în câmp: în cunună de raze Fecioara Maria încoronată stând pe semilună, cu Isus în brațe, ambii aureolați. Fecioara ține în mâna dreaptă sceptrul, Isus ține în mâna stângă globul cruciger Legendă revers: PATRONA REGNI; HVNGARIAE 1730 | Muzeul Național de Istorie a Transilvaniei, Cluj | Cimec    |
|      | Ducat                 | Școală: Monetăria Kremnica Material: aur                                                                                  | Descriere avers: Cerc perlat, circular; în câmp: bust dreapta laureat Carol VI; de o parte și de alta sigla monetăriei Kremnica KB Descriere revers: Cerc perlat, circular; scut încărcat cu stema Ungariei; în câmp: în cunună de raze Fecioara Maria încoronată stând pe semilună, cu Isus în brațe, ambii aureolați. Fecioara ține în mâna dreaptă sceptrul, Isus ține în mâna stângă globul cruciger Legendă revers: PATRONA REGNI; HVNGARIAE 1730 | Muzeul Național de Istorie a Transilvaniei, Cluj | Cimec    |
|      | Ducat                 | Școală: Monetăria Kremnica Material: aur                                                                                  | Descriere avers: Cerc perlat, circular; în câmp: Carol VI, în picioare din față, încoronat, cu mantou de hermină pe umeri, ține cu mâna dreaptă sceptrul iar cu stânga globul cruciger; pe șoldul stâng poartă spada; de o parte și de alta sigla monetăriei Kremnica KB Descriere revers: Cerc perlat, circular; scut încărcat cu stema Ungariei; în câmp: în cunună de raze Fecioara Maria încoronată stând pe semilună, cu Isus în brațe, ambii aureolați. Fecioara ține în mâna dreaptă sceptrul, Isus ține în mâna stângă globul cruciger Legendă revers: PATRONA REGNI; HVNGARIAE 1731 | Muzeul Național de Istorie a Transilvaniei, Cluj | Cimec    |
|      | Ducat                 | Școală: Monetăria Kremnica Material: aur                                                                                  | Descriere avers: Cerc perlat, circular; în câmp: Carol VI, în picioare din față, încoronat, cu mantou de hermină pe umeri, ține cu mâna dreaptă sceptrul iar cu stânga globul cruciger; pe șoldul stâng poartă spada; de o parte și de alta sigla monetăriei Kremnica KB Descriere revers: Cerc perlat, circular; scut încărcat cu stema Ungariei; în câmp: în cunună de raze Fecioara Maria încoronată stând pe semilună, cu Isus în brațe, ambii aureolați. Fecioara ține în mâna dreaptă sceptrul, Isus ține în mâna stângă globul cruciger Legendă revers: PATRONA REGNI; HVNGARIAE 1731 | Muzeul Național de Istorie a Transilvaniei, Cluj | Cimec    |
|      | Ducat                 | Școală: Monetăria Kremnica Material: aur                                                                                  | Descriere avers: Cerc perlat, circular; în câmp: Carol VI, în picioare din față, încoronat, cu mantou de hermină pe umeri, ține cu mâna dreaptă sceptrul iar cu stânga globul cruciger; pe șoldul stâng poartă spada; de o parte și de alta sigla monetăriei Kremnica KB Descriere revers: Cerc perlat, circular; scut încărcat cu stema Ungariei; în câmp: în cunună de raze Fecioara Maria încoronată stând pe semilună, cu Isus în brațe, ambii aureolați. Fecioara ține în mâna dreaptă sceptrul, Isus ține în mâna stângă globul cruciger Legendă revers: PATRONA REGNI; HVNGARIAE 1736 | Muzeul Național de Istorie a Transilvaniei, Cluj | Cimec    |
|      | Ducat                 | Școală: Monetăria Kremnica Material: aur                                                                                  | Descriere avers: Cerc perlat, circular; în câmp: Carol VI, în picioare din față, încoronat, cu mantou de hermină pe umeri, ține cu mâna dreaptă sceptrul iar cu stânga globul cruciger; pe șoldul stâng poartă spada; de o parte și de alta sigla monetăriei Kremnica KB Descriere revers: Cerc perlat, circular; scut încărcat cu stema Ungariei; în câmp: în cunună de raze Fecioara Maria încoronată stând pe semilună, cu Isus în brațe, ambii aureolați. Fecioara ține în mâna dreaptă sceptrul, Isus ține în mâna stângă globul cruciger Legendă revers: PATRONA REGNI; HVNGARIAE 1736 | Muzeul Național de Istorie a Transilvaniei, Cluj | Cimec    |
|      | Ducat                 | Școală: Monetăria Kremnica Material: aur                                                                                  | Descriere avers: Cerc perlat, circular; în câmp: Carol VI, în picioare din față, încoronat, cu mantou de hermină pe umeri, ține cu mâna dreaptă sceptrul iar cu stânga globul cruciger; pe șoldul stâng poartă spada; de o parte și de alta sigla monetăriei Kremnica KB Descriere revers: Cerc perlat, circular; scut încărcat cu stema Ungariei; în câmp: în cunună de raze Fecioara Maria încoronată stând pe semilună, cu Isus în brațe, ambii aureolați. Fecioara ține în mâna dreaptă sceptrul, Isus ține în mâna stângă globul cruciger Legendă revers: PATRONA REGNI; HVNGARIAE 1739 | Muzeul Național de Istorie a Transilvaniei, Cluj | Cimec    |
|      | Ducat                 | Școală: Monetăria Kremnica Material: aur                                                                                  | Descriere avers: Cerc perlat, circular; în câmp: Carol VI, în picioare din față, încoronat, cu mantou de hermină pe umeri, ține cu mâna dreaptă sceptrul iar cu stânga globul cruciger; pe șoldul stâng poartă spada; de o parte și de alta sigla monetăriei Kremnica KB Descriere revers: Cerc perlat, circular; scut încărcat cu stema Ungariei; în câmp: în cunună de raze Fecioara Maria încoronată stând pe semilună, cu Isus în brațe, ambii aureolați. Fecioara ține în mâna dreaptă sceptrul, Isus ține în mâna stângă globul cruciger Legendă revers: PATRONA REGNI; HVNGARIAE 1739 | Muzeul Național de Istorie a Transilvaniei, Cluj | Cimec    |
|      | Ducat                 | Școală: Monetăria Kremnica Material: aur                                                                                  | Descriere avers: Cerc perlat, circular; în câmp: Carol VI, în picioare din față, încoronat, cu mantou de hermină pe umeri, ține cu mâna dreaptă sceptrul iar cu stânga globul cruciger; pe șoldul stâng poartă spada; de o parte și de alta sigla monetăriei Kremnica KB Descriere revers: Cerc perlat, circular; scut încărcat cu stema Ungariei; în câmp: în cunună de raze Fecioara Maria încoronată stând pe semilună, cu Isus în brațe, ambii aureolați. Fecioara ține în mâna dreaptă sceptrul, Isus ține în mâna stângă globul cruciger Legendă revers: PATRONA REGNI; HVNGARIAE 1740 | Muzeul Național de Istorie a Transilvaniei, Cluj | Cimec    |
|      | Ducat                 | Școală: Monetărie transilvană Material: aur                                                                               | Descriere avers: Cerc perlat, circular; în câmp: bust dreapta laureat Carol VI Descriere revers: Cerc perlat, circular; în câmp: acvila bicefală dublu nimbată asuprită de coroana Austriei; ea ține în gheara dreaptă spada iar în stânga sceptrul; acvila poartă pe piept scut încărcat cu stema Transilvaniei înconjurat de colanul Lânii de Aur și timbrat de boneta princiară prin care ies capetele acvilei Legendă revers: ARCGID: AV D BVR PRINC TRANSYL 1723 | Muzeul Național de Istorie a Transilvaniei, Cluj | Cimec    |
|      | 1/6 ducat             | Școală: Monetăria Baia Mare Material: aur                                                                                 | Descriere avers: Cerc perlat, circular; în câmp: bust dreapta laureat Carol VI Descriere revers: Cerc perlat, circular; scut încărcat cu stema Ungariei; în câmp: în cunună de raze Fecioara Maria încoronată stând pe semilună, cu Isus în brațe, ambii aureolați. Fecioara ține în mâna dreaptă sceptrul, Isus ține în mâna stângă globul cruciger; de o parte și de alta sigla monetăriei Baia Mare NB Legendă revers: S: IMMAC: VIRG: M:; MAT: D: P: HU: 1728 | Muzeul Național de Istorie a Transilvaniei, Cluj | Cimec    |
|      | 1/6 ducat             | Școală: Monetăria Baia Mare Material: aur                                                                                 | Descriere avers: Cerc perlat, circular; în câmp: bust dreapta laureat Carol VI; sub bust valoarea nominală 1/6 Descriere revers: Cerc perlat, circular; scut încărcat cu stema Ungariei; în câmp: în cunună de raze Fecioara Maria încoronată stând pe semilună, cu Isus în brațe, ambii aureolați. Fecioara ține în mâna dreaptă sceptrul, Isus ține în mâna stângă globul cruciger; de o parte și de alta sigla monetăriei Baia Mare NB Legendă revers: S: IMMAC: VIRG: M:; MAT: D: P: HU: 1728 | Muzeul Național de Istorie a Transilvaniei, Cluj | Cimec    |
|      | Ducat                 | Școală: Monetăria Baia Mare Material: aur                                                                                 | Descriere avers: Cerc perlat, circular; în câmp: bust dreapta laureat Carol VI Descriere revers: Cerc perlat, circular; scut încărcat cu stema Ungariei; în câmp: în cunună de raze Fecioara Maria încoronată stând pe semilună, cu Isus în brațe, ambii aureolați. Fecioara ține în mâna dreaptă sceptrul, Isus ține în mâna stângă globul cruciger; de o parte și de alta sigla monetăriei Baia Mare NB Legendă revers: S: IMMAC: VIRG: M:; MAT: D: P: HU: 1736 | Muzeul Național de Istorie a Transilvaniei, Cluj | Cimec    |
|      | 2 ducați              | Școală: Atelier transilvănean Material: aur                                                                               | Descriere avers: Cerc perlat, circular; cerc perlat; în câmp: bust dreapta cuirasat, purtând boneta princiară M. Apafi, pe umărul drept ține sceptrul Descriere revers: Cerc perlat, circular; cerc perlat; în câmp: stemele acolate ale Transilvaniei și familiei Apafi; sub stemă sigla monetăriei Alba Iulia AI Legendă revers: PAR: REG: HVNG: DOM: and: SI: CO: 1676: | Muzeul Național de Istorie a Transilvaniei, Cluj | Cimec    |
|      | Ducat                 | Material: aur | Descriere avers: Cerc perlat, circular; cerc perlat; în câmp: bust dreapta cuirasat, purtând boneta princiară M. Apafi, pe umărul drept ține sceptrul Descriere revers: Cerc perlat, circular; cerc perlat; în câmp: stemele acolate ale Transilvaniei și familiei Apafi Legendă revers: PAR: REG: HVNG: DOM: ET: S: C: 1677: | Muzeul Național de Istorie a Transilvaniei, Cluj | Cimec    |
|      | Ducat                 | Material: aur | Descriere avers: Cerc perlat, circular; cerc perlat; în câmp: bust dreapta cuirasat, purtând boneta princiară M. Apafi, pe umărul drept ține sceptrul Descriere revers: Cerc perlat, circular; cerc perlat; în câmp: stemele acolate ale Transilvaniei și familiei Apafi; sub stemă sigla monetăriei Făgăraș AF Legendă revers: PAR: REG: HVNG: DOM: and SI: CO: 1678: | Muzeul Național de Istorie a Transilvaniei, Cluj | Cimec    |
|      | Ducat                 | Material: aur | Descriere avers: Cerc perlat, circular; cerc perlat; în câmp: bust dreapta cuirasat, purtând boneta princiară M. Apafi, pe umărul drept ține sceptrul Descriere revers: Cerc perlat, circular; cerc perlat; în câmp: stemele acolate ale Transilvaniei și familiei Apafi; sub stemă sigla monetăriei Făgăraș AF Legendă revers: PAR: REG: HVNGARIAE: DO: and: SICV: CO: 1683: | Muzeul Național de Istorie a Transilvaniei, Cluj | Cimec    |
|      | Ducat                 | Material: aur | Descriere avers: Cerc perlat, circular; cerc perlat; în câmp: bust dreapta cuirasat, purtând boneta princiară M. Apafi, pe umărul drept ține sceptrul Descriere revers: Cerc perlat, circular; cerc perlat; în câmp: stemele acolate ale Transilvaniei și familiei Apafi Legendă revers: PAR: REG: HVNGA: DO: and SICVLO: COM: 1686: | Muzeul Național de Istorie a Transilvaniei, Cluj | Cimec    |
|      | Ducat hexagonal       | Material: aur | Descriere avers: Cerc perlat, circular; cerc perlat; în câmp: bust dreapta cuirasat, purtând boneta princiară M. Apafi, pe umărul drept ține sceptrul Descriere revers: Cerc perlat, circular; cerc perlat; în câmp: stemele acolate ale Transilvaniei și familiei Apafi; sub stemă sigla monetăriei Făgăraș AF Legendă revers: PAR: REG: HVNGA: DO: and SICV: CO: 1687: | Muzeul Național de Istorie a Transilvaniei, Cluj | Cimec    |
|      | Ducat                 | Material: aur | Descriere avers: Cerc perlat, circular; cerc perlat; în câmp: bust dreapta cuirasat, purtând boneta princiară M. Apafi, pe umărul drept ține sceptrul Descriere revers: Cerc perlat, circular; cerc perlat; în câmp: stemele acolate ale Transilvaniei și familiei Apafi; sub stemă sigla monetăriei Făgăraș AF Legendă revers: PAR: REG: HVNGA: DO: and SICV: CO: 1687: | Muzeul Național de Istorie a Transilvaniei, Cluj | Cimec    |
|      | Ducat                 | Material: aur | Descriere avers: Cerc perlat, circular; cerc perlat; în câmp: bust dreapta cuirasat, purtând boneta princiară M. Apafi, pe umărul drept ține sceptrul Descriere revers: Cerc perlat, circular; cerc perlat; în câmp: stemele acolate ale Transilvaniei și familiei Apafi; sub stemă sigla monetăriei Făgăraș AF Legendă revers: PAR: REG: HVNGA: DO and SICVLOR: COM: 1689: | Muzeul Național de Istorie a Transilvaniei, Cluj | Cimec    |
|      | Ducat                 | Material: aur | Descriere avers: Cerc perlat, circular; cerc perlat; în câmp: bust dreapta cuirasat, purtând boneta princiară M. Apafi, pe umărul drept ține sceptrul Descriere revers: Cerc perlat, circular; cerc perlat; în câmp: stemele acolate ale Transilvaniei și familiei Apafi; sub stemă sigla monetăriei Făgăraș AF Legendă revers: PAR: REG: HVNGA: DO and SICVLOR: COM: 1689: | Muzeul Național de Istorie a Transilvaniei, Cluj | Cimec    |
|      | Ducat                 | Material: aur | Descriere avers: Cerc perlat, circular; cerc perlat; în câmp: bust dreapta cuirasat, purtând boneta princiară M. Apafi, pe umărul drept ține sceptrul Descriere revers: Cerc perlat, circular; cerc perlat; în câmp: stemele acolate ale Transilvaniei și familiei Apafi; sub stemă sigla monetăriei Făgăraș AF Legendă revers: PAR: REG: HVNGA: DO and SICVLOR: COM: 1689: | Muzeul Național de Istorie a Transilvaniei, Cluj | Cimec    |
|      | Ducat                 | Material: aur | Descriere avers: Cerc perlat, circular; cerc perlat; în câmp: bust dreapta cuirasat, purtând boneta princiară M. Apafi, pe umărul drept ține sceptrul Descriere revers: Cerc perlat, circular; cerc perlat; în câmp: stemele acolate ale Transilvaniei și familiei Apafi; sub stemă sigla monetăriei Făgăraș AF Legendă revers: PAR: REG: HVNGA: DO and SICVLOR: COM: 1689: | Muzeul Național de Istorie a Transilvaniei, Cluj | Cimec    |
|      | Ducat                 | Datare: 1630 Material: aur                                                                                                | Descriere avers: Cerc perlat, circular; motiv floral; cerc perlat; în câmp: bust din față Ecaterina de Brandenburg Descriere revers: Cerc perlat, circular; cerc perlat; în câmp: în cunună de raze Fecioara cu Pruncul în brațe stând pe scut încărcat cu stema Brandenburgului Legendă revers: PAR: R H D SIC CO I B I C M D 1630 | Muzeul Național de Istorie a Transilvaniei, Cluj | Cimec    |
|      | Ducat                 | Material: aur | Descriere avers: Cerc perlat, circular; cerc perlat; în câmp: Sf. Ladislau în armură, în picioare din față, ținând în mâna stângă halebarda și cu dreapta globul cruciger; în părți: 15 9I Descriere revers: Cerc perlat, circular; cerc perlat; în câmp: Fecioara cu Pruncul stând pe semilună Legendă revers: PATRONA stema Sibiului VNGARIE | Muzeul Național de Istorie a Transilvaniei, Cluj | Cimec    |
|      | Ducat                 | Material: aur | Descriere avers: Cerc perlat, circular; cerc continuu; în câmp: Sf. Ladislau în armură, în picioare din față, ținând în mâna stângă halebarda și cu dreapta globul cruciger; în părți: 15 9I Descriere revers: Cerc perlat, circular; cerc perlat; în câmp: Fecioara cu Pruncul stând pe semilună Legendă revers: SIGISMVND stema familiei Bathory BATHORI | Muzeul Național de Istorie a Transilvaniei, Cluj | Cimec    |
|      | Ducat                 | Material: aur | Descriere avers: Cerc perlat, circular; cerc perlat; în câmp: Sf. Ladislau în armură, în picioare din față, ținând în mâna dreaptă halebarda și cu stânga globul cruciger; în părți: 15 93 Descriere revers: Cerc perlat, circular; cerc perlat; în câmp: Fecioara cu Pruncul stând pe semilună Legendă revers: PATRONA stema Sibiului VNGARIE | Muzeul Național de Istorie a Transilvaniei, Cluj | Cimec    |
|      | Ducat                 | Material: aur | Descriere avers: Cerc perlat, circular; cerc perlat; în câmp: Sf. Ladislau în armură, în picioare din față, ținând în mâna dreaptă halebarda și cu stânga globul cruciger; în părți: 15 94 Descriere revers: Cerc perlat, circular; cerc perlat; în câmp: Fecioara cu Pruncul stând pe semilună Legendă revers: PATRONA stema Sibiului NGARIE | Muzeul Național de Istorie a Transilvaniei, Cluj | Cimec    |
|      | Ducat                 | Material: aur | Descriere avers: Cerc perlat, circular; cerc perlat; în câmp: Sf. Ladislau în armură, în picioare din față, ținând în mâna dreaptă halebarda și cu stânga globul cruciger; în părți: 15 94 Descriere revers: Cerc perlat, circular; cerc perlat; în câmp: Fecioara cu Pruncul stând pe semilună Legendă revers: PATRONA stema Sibiului VNGARIE | Muzeul Național de Istorie a Transilvaniei, Cluj | Cimec    |
|      | Ducat                 | Material: aur | Descriere avers: Cerc perlat, circular; cerc perlat; în câmp: Sf. Ladislau în armură, în picioare din față, ținând în mâna dreaptă halebarda și cu stânga globul cruciger; în părți: 15 94 Descriere revers: Cerc perlat, circular; cerc perlat; în câmp: Fecioara cu Pruncul stând pe semilună Legendă revers: PATRONA stema Sibiului VNGARIE | Muzeul Național de Istorie a Transilvaniei, Cluj | Cimec    |
|      | Ducat                 | Material: aur | Descriere avers: Cerc perlat, circular; cerc perlat; în câmp: Sf. Ladislau în armură, în picioare din față, ținând în mâna dreaptă halebarda și cu stânga globul cruciger; în părți: 15 94 Descriere revers: Cerc perlat, circular; cerc perlat; în câmp: Fecioara cu Pruncul stând pe semilună Legendă revers: PATRONA stema Clujului VNGARIE | Muzeul Național de Istorie a Transilvaniei, Cluj | Cimec    |
|      | Ducat                 | Material: aur | Descriere avers: Cerc perlat, circular; cerc perlat; în câmp: Sf. Ladislau în armură, în picioare din față, ținând în mâna dreaptă halebarda și cu stânga globul cruciger; în părți: 15 94 Descriere revers: Cerc perlat, circular; cerc perlat; în câmp: Fecioara cu Pruncul stând pe semilună Legendă revers: PATRONA stema Clujului VNGARIE | Muzeul Național de Istorie a Transilvaniei, Cluj | Cimec    |
|      | Ducat                 | Școală: Monetăria Sibiu Material: aur                                                                                     | Descriere avers: Cerc perlat, circular; cerc perlat; în câmp: Sf. Ladislau în armură, în picioare din față, ținând în mâna dreaptă halebarda și cu stânga globul cruciger; în părți: 15 78 Descriere revers: Cerc perlat, circular; cerc perlat; în câmp: Fecioara cu Pruncul stând pe semilună Legendă revers: PATRONA stema Sibiului VNGARIE | Muzeul Național de Istorie a Transilvaniei, Cluj | Cimec    |
|      | Ducat                 | Școală: Monetăria Sibiu Material: aur                                                                                     | Descriere avers: Cerc perlat, circular; cerc perlat; în câmp: Sf. Ladislau în armură, în picioare din față, ținând în mâna dreaptă halebarda și cu stânga globul cruciger; în părți: 15 80 Descriere revers: Cerc perlat, circular; cerc perlat; în câmp: Fecioara cu Pruncul stând pe semilună Legendă revers: PATRONA stema Sibiului VNGARIE | Muzeul Național de Istorie a Transilvaniei, Cluj | Cimec    |
|      | Ducat                 | Școală: Monetăria Sibiu Material: aur                                                                                     | Descriere avers: Cerc perlat, circular; cerc perlat; în câmp: Sf. Ladislau în armură, în picioare din față, ținând în mâna dreaptă halebarda și cu stânga globul cruciger; în părți: 15 80 Descriere revers: Cerc perlat, circular; cerc perlat; în câmp: Fecioara cu Pruncul stând pe semilună Legendă revers: PATRONA stema Sibiului VNGARIE | Muzeul Național de Istorie a Transilvaniei, Cluj | Cimec    |
|      | Ducat                 | Școală: Monetăria Sibiu Material: aur                                                                                     | Descriere avers: Cerc perlat, circular; cerc perlat; în câmp: Sf. Ladislau în armură, în picioare din față, ținând în mâna dreaptă halebarda și cu stânga globul cruciger; în părți: 15 80 Descriere revers: Cerc perlat, circular; cerc perlat; în câmp: Fecioara cu Pruncul stând pe semilună Legendă revers: PATRONA stema Sibiului VNGARIE | Muzeul Național de Istorie a Transilvaniei, Cluj | Cimec    |
|      | Ducat                 | Școală: Monetăria Sibiu Material: aur                                                                                     | Descriere avers: Cerc perlat, circular; cerc perlat; în câmp: Sf. Ladislau în armură, în picioare din față, ținând în mâna dreaptă halebarda și cu stânga globul cruciger; în părți: 15 80 Descriere revers: Cerc perlat, circular; cerc perlat; în câmp: Fecioara cu Pruncul stând pe semilună Legendă revers: PATRONA stema Sibiului VNGARIE | Muzeul Național de Istorie a Transilvaniei, Cluj | Cimec    |
|      | 1/4 ducat             | Școală: Monetăria Sibiu Material: aur                                                                                     | Descriere avers: Cerc perlat, circular; cerc perlat; în câmp: scut încărcat cu stema Ungariei având în inimă scut încărcat cu stema familiei Bathory Descriere revers: Cerc perlat, circular; cerc perlat; în câmp: Fecioara cu Pruncul stând pe semilună; în dreapta monograma C, în stânga stema Sibiului Legendă revers: PATRONA VNGARIE | Muzeul Național de Istorie a Transilvaniei, Cluj | Cimec    |
|      | Ducat                 | Școală: Monetăria Cluj Material: aur                                                                                      | Descriere avers: Cerc perlat, circular; cerc perlat; în câmp: bust dreapta cuirasat G. Bathory purtând pe umărul drept sceptrul; de o parte și de alta sigla monetăriei Cluj CV Descriere revers: Cerc perlat, circular; cerc perlat; în câmp: dragonul încolăcit în jurul scutului încărcat cu blazonul familiei Bathory Legendă revers: PAR: RE: HVN: DO: stema Clujului ET SI: CO. 1610. | Muzeul Național de Istorie a Transilvaniei, Cluj | Cimec    |
|      | Ducat                 | Școală: Monetăria Cluj Material: aur                                                                                      | Descriere avers: Cerc perlat, circular; cerc perlat; în câmp: bust dreapta cuirasat G. Bathory purtând pe umărul drept sceptrul; de o parte și de alta sigla monetăriei Cluj CV Descriere revers: Cerc perlat, circular; cerc perlat; în câmp: dragonul încolăcit în jurul scutului încărcat cu blazonul familiei Bathory Legendă revers: PAR: RE: HN: D: ET stema Clujului SIC: CO: 161Z. | Muzeul Național de Istorie a Transilvaniei, Cluj | Cimec    |
|      | Ducat                 | Școală: Monetăria Baia Mare Material: aur                                                                                 | Descriere avers: Cerc perlat, circular; cerc perlat; în câmp: cap dreapta G. Bathory Descriere revers: Cerc perlat, circular; cerc perlat; în câmp: acvila poloneză purtând pe piept scut încărcat cu blazonul familiei Bathory; de o parte și de alta sigla monetăriei Baia Mare NB Legendă revers: PAR REG HVN DO ET SI: CO 1613: | Muzeul Național de Istorie a Transilvaniei, Cluj | Cimec    |
|      | Ducat                 | Școală: Monetăria Baia Mare Material: aur                                                                                 | Descriere avers: Cerc perlat, circular; cerc perlat; în câmp: cap dreapta G. Bathory Descriere revers: Cerc perlat, circular; cerc perlat; în câmp: acvila poloneză purtând pe piept scut încărcat cu blazonul familiei Bathory; de o parte și de alta sigla monetăriei Baia Mare NB Legendă revers: PAR REG HVN DO ET SI: CO 1613: | Muzeul Național de Istorie a Transilvaniei, Cluj | Cimec    |
|      | Ducat                 | Școală: Monetăria Baia Mare Material: aur                                                                                 | Descriere avers: Cerc perlat, circular; cerc perlat; în câmp: cap dreapta G. Bathory Descriere revers: Cerc perlat, circular; cerc perlat; în câmp: acvila poloneză purtând pe piept scut încărcat cu blazonul familiei Bathory; de o parte și de alta sigla monetăriei Baia Mare NB Legendă revers: PAR REG HVN DO ET SI: CO 1613: | Muzeul Național de Istorie a Transilvaniei, Cluj | Cimec    |
|      | Ducat                 | Școală: Monetărie transilvană Material: aur                                                                               | Descriere avers: Cerc perlat, circular; în câmp: Leopold al II-lea în picioare din față, încoronat, cu mantie peste armură, ține pe umărul drept sceptrul iar în mâna stângă globul cruciger Descriere revers: Cerc perlat, circular; scut încărcat cu stema Ungariei; în câmp: Madona cu Pruncul stând pe semilună Legendă revers: S MARIA MATER DEI; PATRONA HVNG 1791 | Muzeul Național de Istorie a Transilvaniei, Cluj | Cimec    |
|      | Ducat                 | Școală: Monetărie transilvană Material: aur                                                                               | Descriere avers: Cerc perlat, circular; în câmp: Leopold al II-lea în picioare din față, încoronat, cu mantie peste armură, ține pe umărul drept sceptrul iar în mâna stângă globul cruciger Descriere revers: Cerc perlat, circular; scut încărcat cu stema Ungariei; în câmp: Madona cu Pruncul stând pe semilună Legendă revers: S MARIA MATER DEI; PATRONA HVNG 1792 | Muzeul Național de Istorie a Transilvaniei, Cluj | Cimec    |
|      | Ducat                 | Școală: Monetăria Kremnica Material: aur                                                                                  | Descriere avers: Cerc perlat, circular; cerc perlat; în câmp: Sf. Ladislau încoronat, în picioare din față, cu mantie peste armură, ține pe umărul drept sceptrul iar în mâna stângă globul cruciger; de o parte și de alta sigla monetăriei Kremnica KB Descriere revers: Cerc perlat, circular; scut încărcat cu stema Ungariei; în câmp: în cunună de raze Madona cu Pruncul stând pe semilună Legendă revers: AR AV DV BV MA; MO CO TY 1626 | Muzeul Național de Istorie a Transilvaniei, Cluj | Cimec    |
|      | Ducat                 | Școală: Monetăria Kremnica Material: aur                                                                                  | Descriere avers: Cerc perlat, circular; cerc perlat; în câmp: Sf. Ladislau încoronat, în picioare din față, cu mantie peste armură, ține pe umărul drept sceptrul iar în mâna stângă globul cruciger; de o parte și de alta sigla monetăriei Kremnica KB Descriere revers: Cerc perlat, circular; scut încărcat cu stema Ungariei; în câmp: în cunună de raze Madona cu Pruncul stând pe semilună Legendă revers: ARC AV DV BV MA; MO CO TY 1631 | Muzeul Național de Istorie a Transilvaniei, Cluj | Cimec    |
|      | Ducat                 | Școală: Monetăria Kremnica Material: aur                                                                                  | Descriere avers: Cerc perlat, circular; cerc perlat; în câmp: Sf. Ladislau încoronat, în picioare din față, cu mantie peste armură, ține pe umărul drept sceptrul iar în mâna stângă globul cruciger; de o parte și de alta sigla monetăriei Kremnica KB Descriere revers: Cerc perlat, circular; scut încărcat cu stema Ungariei; în câmp: în cunună de raze Madona cu Pruncul stând pe semilună Legendă revers: AR AV DV BV MA; MO CO TY 1633 | Muzeul Național de Istorie a Transilvaniei, Cluj | Cimec    |
|      | Ducat                 | Școală: Monetăria Kremnica Material: aur                                                                                  | Descriere avers: Cerc perlat, circular; cerc perlat; în câmp: Sf. Ladislau încoronat, în picioare din față, cu mantie peste armură, ține pe umărul drept sceptrul iar în mâna stângă globul cruciger; de o parte și de alta sigla monetăriei Kremnica KB Descriere revers: Cerc perlat, circular; scut încărcat cu stema Ungariei; în câmp: în cunună de raze Madona cu Pruncul stând pe semilună Legendă revers: AR AV DV BV MA; MO CO TY 1634 | Muzeul Național de Istorie a Transilvaniei, Cluj | Cimec    |
|      | Ducat                 | Școală: Monetăria Kremnica Material: aur                                                                                  | Descriere avers: Cerc perlat, circular; cerc perlat; în câmp: Sf. Ladislau încoronat, în picioare din față, cu mantie peste armură, ține pe umărul drept sceptrul iar în mâna stângă globul cruciger; de o parte și de alta sigla monetăriei Kremnica KB Descriere revers: Cerc perlat, circular; scut încărcat cu stema Ungariei; în câmp: în cunună de raze Madona cu Pruncul stând pe semilună Legendă revers: AR AV DV BV MA; MO CO TY 1636 | Muzeul Național de Istorie a Transilvaniei, Cluj | Cimec    |
|      | Ducat                 | Școală: Monetăria Cluj Material: aur                                                                                      | Descriere avers: Cerc perlat, circular; cerc perlat; în câmp: bust dreapta cuirasat Ștefan Bethlen Descriere revers: Cerc perlat, circular; în câmp: dragonul încolăcit în jurul scutului încărcat cu blazonul familiei Bethlen; de o parte și de alta sigla monetăriei Cluj CV Legendă revers: PAR REG HVN DOM ET SIC COM 1630 | Muzeul Național de Istorie a Transilvaniei, Cluj | Cimec    |
|      | Ducat                 | Școală: Monetăria Cluj Material: aur                                                                                      | Descriere avers: Cerc perlat, circular; cerc perlat; în câmp: bust dreapta cuirasat Ștefan Bethlen Descriere revers: Cerc perlat, circular; în câmp: dragonul încolăcit în jurul scutului încărcat cu blazonul familiei Bethlen; de o parte și de alta sigla monetăriei Cluj CV Legendă revers: PAR REG HVN DOM ET SIC COM 1630 | Muzeul Național de Istorie a Transilvaniei, Cluj | Cimec    |
|      | Ducat                 | Școală: Monetăria Baia Mare Material: aur                                                                                 | Descriere avers: Cerc perlat, circular; cerc perlat; în câmp: bust dreapta cuirasat Gh. Rakoczi II purtând pe umărul drept sceptrul Descriere revers: Cerc perlat, circular; scut încărcat cu stema Ungariei; cerc perlat; în câmp: Madona cu Pruncul stând pe semilună; de o parte și de alta sigla monetăriei Baia Mare NB Legendă revers: PAR REG HV; DO ET SI CO 1649 | Muzeul Național de Istorie a Transilvaniei, Cluj | Cimec    |
|      | Ducat                 | Școală: Monetăria Baia Mare Material: aur                                                                                 | Descriere avers: Cerc perlat, circular; cerc perlat; în câmp: bust dreapta cuirasat Gh. Rakoczi II purtând pe umărul drept sceptrul Descriere revers: Cerc perlat, circular; scut încărcat cu stema Ungariei; cerc perlat; în câmp: Madona cu Pruncul stând pe semilună; de o parte și de alta sigla monetăriei Baia Mare NB Legendă revers: PAR REG HV; DO ET SI CO 1654 | Muzeul Național de Istorie a Transilvaniei, Cluj | Cimec    |
|      | Ducat                 | Școală: Monetăria Baia Mare Material: aur                                                                                 | Descriere avers: Cerc perlat, circular; cerc perlat; în câmp: bust dreapta cuirasat Gh. Rakoczi II purtând pe umărul drept sceptrul Descriere revers: Cerc perlat, circular; scut încărcat cu stema Ungariei; cerc perlat; în câmp: Madona cu Pruncul stând pe semilună; de o parte și de alta sigla monetăriei Baia Mare NB Legendă revers: PAR REG HV DO; ET SIC CO 1657 | Muzeul Național de Istorie a Transilvaniei, Cluj | Cimec    |
|      | Ducat                 | Școală: Monetăria Alba Iluia Material: aur                                                                                | Descriere avers: Cerc perlat, circular; cerc perlat; în câmp: bust dreapta cuirasat Gh. Rakoczi II purtând pe umărul drept sceptrul Descriere revers: Cerc perlat, circular; cerc perlat; în câmp: stema Transilvaniei având înscris sub acvilă AQV ILA; de o parte și de alta sigla monetăriei Alba Iulia AI Legendă revers: PA. RE. HV. DO. ET. SIC. CO 1657 | Muzeul Național de Istorie a Transilvaniei, Cluj | Cimec    |
|      | 1/4 ducat             | Școală: Monetăria Baia Mare Material: aur                                                                                 | Descriere avers: Cerc perlat, circular; cerc continuu; în câmp: scut încărcat cu stema Ungariei; de o parte și de alta sigla monetăriei Baia Mare NB Descriere revers: Cerc perlat, circular; cerc continuu; în câmp: Madona cu Pruncul stând pe semilună Legendă revers: PATRONA HVNGAR 1653 | Muzeul Național de Istorie a Transilvaniei, Cluj | Cimec    |
|      | Ducat                 | Școală: Monetărie transilvană Material: aur                                                                               | Descriere avers: Cerc perlat, circular; în câmp: Sf. Ladislau încoronat, în picioare din față, cu mantie peste armură, ține pe umărul drept sceptrul iar în mâna stângă globul cruciger Descriere revers: Cerc perlat, circular; în câmp: acvila bicefală purtând pe piept scut încărcat cu stema Transilvaniei Legendă revers: ARCHIDVX AVS. DVX. BVR. MAR. MO. CO. TY. 1709 | Muzeul Național de Istorie a Transilvaniei, Cluj | Cimec    |
|      | Ducat                 | Școală: Monetăria Kremnica Material: aur                                                                                  | Descriere avers: Cerc perlat, circular; în câmp: Iosif I încoronat, în picioare din față, cu mantie peste armură, ține pe umărul drept sceptrul iar în mâna stângă globul cruciger; de o parte și de alta sigla monetăriei Kremnica KB Descriere revers: Cerc perlat, circular; scut încărcat cu stema Ungariei; cerc continuu; în câmp: Madona cu Pruncul stând pe semilună Legendă revers: PATRONA REGNI; HVNGARIAE 1711 | Muzeul Național de Istorie a Transilvaniei, Cluj | Cimec    |
|      | 1/4 ducat             | Școală: Monetăria Kremnica Material: aur                                                                                  | Descriere avers: Cerc perlat, circular; în câmp: cap dreapta laureat Iosif I Descriere revers: Cerc perlat, circular; scut încărcat cu stema Ungariei; de o parte și de alta a scutului sigla monetăriei Kremnica KB; în câmp: Madona cu Pruncul stând pe semilună Legendă revers: PATRONA R:; HVNG: 1711. | Muzeul Național de Istorie a Transilvaniei, Cluj | Cimec    |
|      | 1/4 ducat             | Școală: Monetărie transilvană Material: aur                                                                               | Descriere avers: Cerc perlat, circular; în câmp: Iosif I încoronat, în picioare din față, cu mantie peste armură, ține pe umărul drept sceptrul iar în mâna stângă globul cruciger; de o parte și de alta monograma CH Descriere revers: Cerc perlat, circular; scut încărcat cu stema Ungariei; scutul Ungariei este încadrat între alte două scuturi purtând monogramele PW; cerc continuu; în câmp: Madona cu Pruncul stând pe semilună Legendă revers: PATRONA; HVNGARIAE 1711 | Muzeul Național de Istorie a Transilvaniei, Cluj | Cimec    |